# Джобс, Стив
Сти́вен Пол (Стив) Джобс (англ. Steven Paul «Steve» Jobs; имя при рождении — Абдул Латиф Джандали; 24 февраля 1955, Сан-Франциско, Калифорния — 5 октября 2011, Пало-Алто, Санта-Клара, Калифорния) — американский предприниматель, изобретатель и промышленный дизайнер, получивший широкое признание в качестве пионера эры информационных технологий. Один из основателей, председатель совета директоров и CEO корпорации Apple. Один из основателей и CEO киностудии Pixar.
В конце 1970-х годов Стив Джобс и его друг Стив Возняк разработали один из первых персональных компьютеров, обладавший большим коммерческим потенциалом. Компьютер Apple II стал первым массовым продуктом компании Apple, созданной по инициативе Стива Джобса. Позже Джобс увидел коммерческий потенциал графического интерфейса, управляемого мышью, что привело к появлению компьютеров Apple Lisa и, год спустя, Macintosh (Mac).
Проиграв борьбу за власть с советом директоров в 1985 году, Джобс покинул Apple и основал NeXT — компанию, разрабатывавшую компьютерную платформу для вузов и бизнеса. В 1986 году он приобрёл подразделение компьютерной графики кинокомпании Lucasfilm, превратив его в студию Pixar. Он оставался CEO Pixar и основным акционером, пока студия не была приобретена The Walt Disney Company в 2006 году, что сделало Джобса крупнейшим частным акционером и членом совета директоров Disney.
Трудности с разработкой новой операционной системы для Mac привели к покупке NeXT компанией Apple в 1996 году для использования ОС NeXTSTEP в качестве основы для Mac OS X. В рамках сделки Джобс получил должность советника Apple. К 1997 году Джобс вернул контроль над Apple, возглавив корпорацию. Под его руководством компания была спасена от банкротства и через год стала приносить прибыль. В течение следующего десятилетия Джобс руководил разработкой iMac, iTunes, iPod, iPhone и iPad, а также развитием Apple Store, iTunes Store, App Store и iBookstore. Успех этих продуктов и услуг, обеспечивший несколько лет стабильной финансовой прибыли, позволил Apple стать в 2011 году самой дорогой публичной компанией в мире. Многие комментаторы называют возрождение Apple одним из величайших свершений в истории бизнеса. В то же время Джобса критиковали за авторитарный стиль управления, агрессивные действия по отношению к конкурентам, стремление к тотальному контролю за продукцией даже после её реализации покупателю.
Джобс получил общественное признание и ряд наград за оказанное влияние на индустрию технологий и музыки. Его часто называют «визионером» и даже «отцом цифровой революции». Джобс был блестящим оратором и вывел презентации инновационных продуктов на новый уровень, превратив их в увлекательные шоу. Его легко узнаваемая фигура в чёрной водолазке, потёртых джинсах и кроссовках окружена своеобразным культом.

## Детство

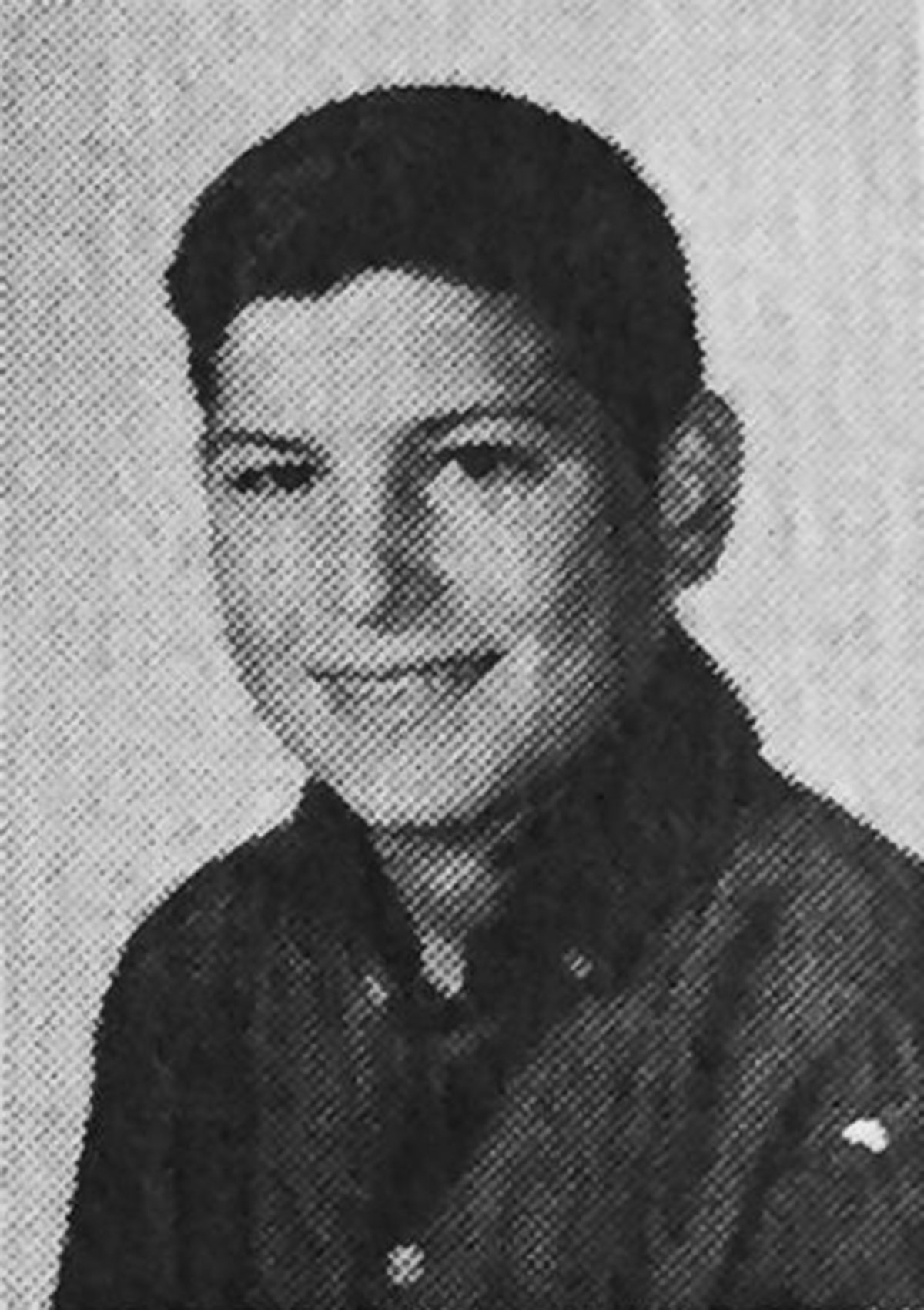
Стив Джобс в 1969 году

Родился 24 февраля 1955 года в семье незарегистрированных в браке студентов: уроженца Сирии Абдула Фаттаха (Джона) Джандали и Джоан Шибле из католической семьи немецких эмигрантов. Джоан училась в магистратуре Висконсинского университета, а Джандали там же работал ассистентом преподавателя. Поскольку родственники Джоан возражали против их отношений, а находившийся при смерти отец и вовсе пригрозил лишить её наследства, ей пришлось уехать рожать к частному врачу в Сан-Франциско и затем отдать ребёнка на усыновление.
Мальчик был усыновлён Полом Джобсом и американкой армянского происхождения Кларой Джобс, урождённой Агопян (Clara Hagopian). Своих детей Джобсы иметь не могли. Они и назвали приёмного сына Стивеном Полом. Джоан хотела, чтобы приёмные родители Стивена имели высшее образование, и, узнав, что Клара не окончила колледж, а Пол учился только в средней школе, подписала бумаги об усыновлении только после того, как они дали письменное обязательство оплатить обучение Стивена в колледже. Джобс всегда считал Пола и Клару отцом и матерью, он очень раздражался, если кто-то называл их приёмными родителями: «Они — мои настоящие родители на 100 %». Согласно правилам официального усыновления, биологические родители ничего не знали о местонахождении сына, и Стив встретился с родной матерью и младшей сестрой только через 31 год.
Когда Стивену исполнилось два года, Джобсы удочерили девочку Пэтти, а ещё через три года семья переехала из Сан-Франциско в Маунтин-Вью. Пол был автомехаником и работал в финансовой компании CIT. В семейном гараже он ремонтировал старые машины на продажу, чтобы заработать на образование Стива и выполнить обязательства перед его биологическими родителями. Пол также старался привить сыну любовь к профессии автомеханика. Это занятие не пришлось Стиву по душе, но через автомобили отец познакомил его с азами электроники. Вместе они разбирали и собирали радиоприёмники и телевизоры, в результате Стив заинтересовался и увлёкся подобной техникой. Клара Джобс работала бухгалтером в Varian Associates — одной из первых хай-тек-компаний, позже вошедших в состав Кремниевой долины. Она научила Стива читать, прежде чем он пошёл в школу.

## Школа

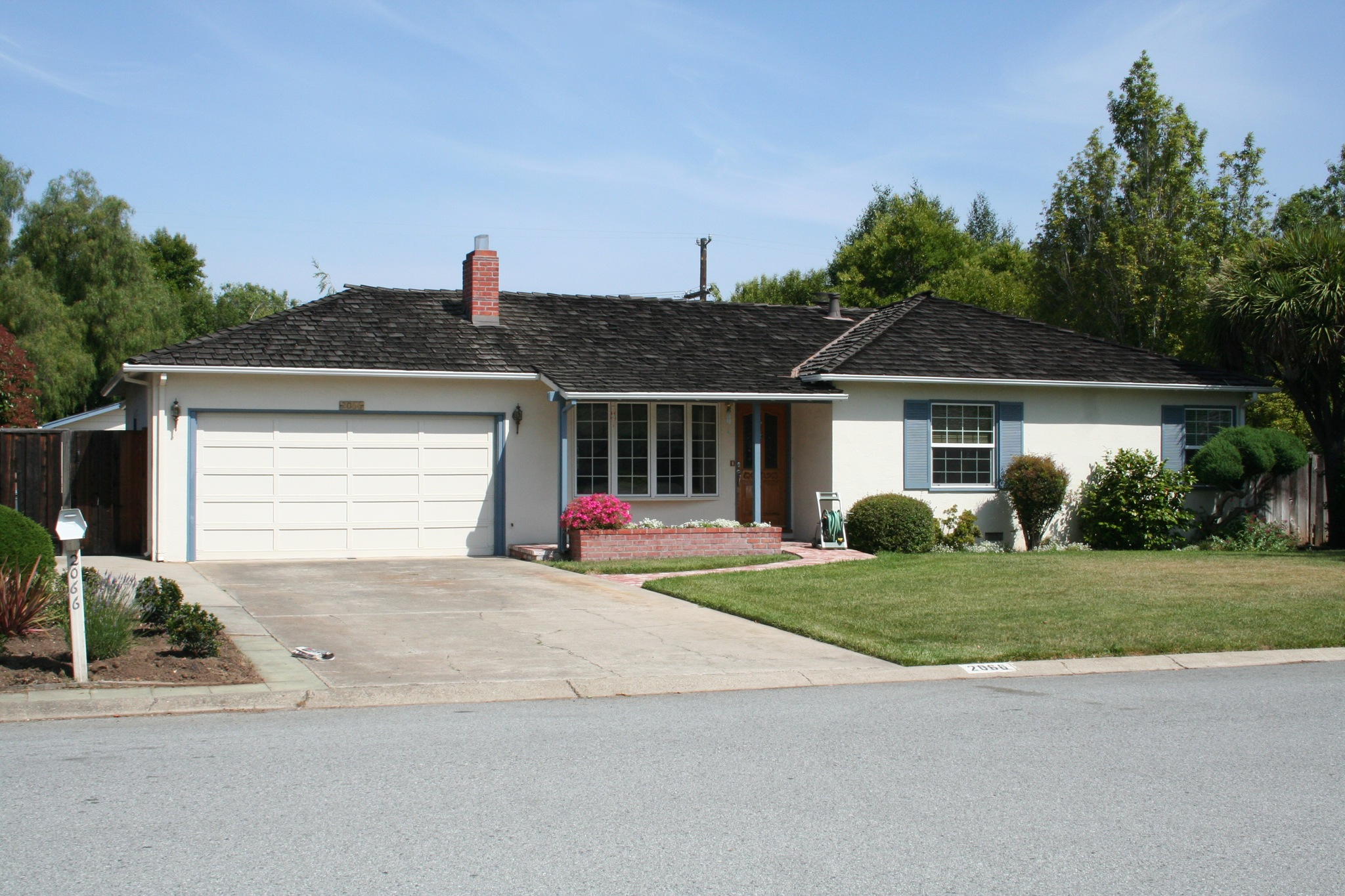
Дом Пола и Клары Джобс на Крист-драйв в Лос-Альтосе. Здесь Стив Джобс, Стив Возняк и Рональд Уэйн в 1976 году основали Apple Computer

Школьные занятия разочаровали Стива своим формализмом. Преподаватели начальной школы Мона-Лома характеризовали его как проказника, и только одна учительница, миссис Хилл, смогла увидеть в своём ученике незаурядные способности и найти к нему подход. Когда Стив обучался в четвёртом классе, миссис Хилл давала ему за хорошую учёбу «взятки» в виде сладостей, денег и наборов «сделай сам», тем самым стимулируя его обучение. Это быстро принесло плоды: вскоре Стив начал прилежно учиться без всякого подкрепления, а в конце учебного года настолько блистательно сдал экзамены, что директор предложил перевести его из четвёртого класса сразу в седьмой. В результате по решению родителей Стив был зачислен в шестой класс, то есть в среднюю школу. Это была школа в Криттенден, в нескольких кварталах от Мона-Лома, но совсем в другом, криминальном районе. И на улице, и в самой школе хулиганы не давали Джобсу прохода. Через год Стив поставил перед родителями ультиматум о переводе в другую школу. Семье пришлось на последние сбережения купить дом в более приличном районе, в южном Лос-Альтосе.
В дальнейшем Джобс учился в средней школе и в старшей школе Хоумстед в Купертино. После переезда семьи отец устроился на работу механиком в соседний городок Санта-Клара в самом центре будущей Кремниевой долины, в компанию Spectra-Physics, производившую лазеры.
Стив общался с инженером Ларри Лэнгом, жившим по соседству со старым домом Джобсов. Лэнг привёл Стива в научно-исследовательский клуб компании Hewlett-Packard. «На занятие приглашали инженера из какой-нибудь лаборатории, он приходил и рассказывал, над чем сейчас работает» — вспоминал позже Джобс. Здесь же Стив впервые увидел персональный компьютер (программируемый калькулятор) HP 9100A, который произвёл на него огромное впечатление. Участники кружка работали над собственными научными проектами, и Стив решил собрать цифровой частотомер. Когда для реализации замысла ему понадобились детали, производившиеся Hewlett-Packard, тринадцатилетний Джобс, недолго думая, позвонил домой главе компании, Биллу Хьюлетту. В результате он получил не только нужные детали, но и работу на конвейере в HP по окончании первого года обучения в Хоумстеде благодаря личному приглашению Хьюллета. Кроме этой работы, возбуждавшей зависть сверстников, Стив разносил газеты, а в следующем году служил на складе в магазине электроники Haltek. К пятнадцати годам у Джобса уже был первый собственный автомобиль — двухцветный Nash Metropolitan, купленный при финансовом участии отца. Пол Джобс также установил на машину двигатель от MG. Через год Стив, прикопив ещё денег, смог обменять этот автомобиль на красный Fiat 850 Coupé. Тогда же Стив Джобс начал общаться с хиппи, слушать Боба Дилана и The Beatles, курить марихуану и употреблять ЛСД, из-за чего некоторое время конфликтовал с отцом.

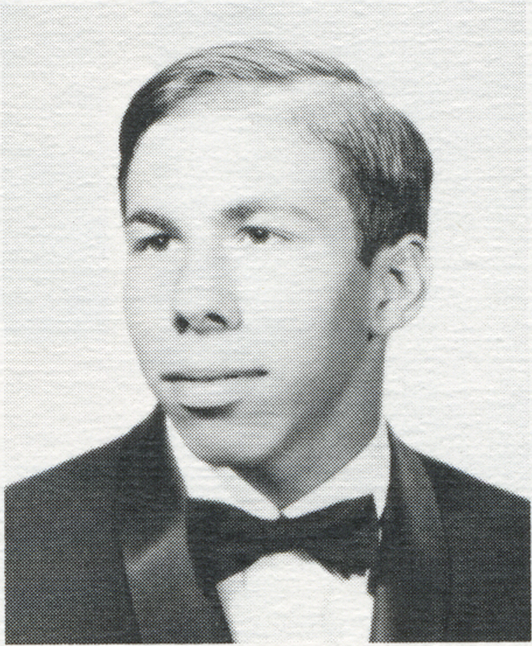
Стив Возняк в 1968 году

Джобс подружился со своим одноклассником Биллом Фернандесом, который тоже интересовался электроникой. Фернандес познакомил Джобса с увлекавшимся компьютерами выпускником, настоящей «легендой» школы, Стивеном Возняком (также известным как «Воз»), который был старше его на пять лет. В 1969 году Воз с Фернандесом начали собирать небольшой компьютер, который они прозвали «крем-содовым» и показали Джобсу. Так Стив Джобс и Стив Возняк стали лучшими друзьями:

Мы долго сидели с ним на тротуаре перед домом Билла и делились историями — мы рассказывали друг другу про свои розыгрыши и про разработанные нами устройства. Я чувствовал, что у нас много общего. Мне обычно тяжело объяснять людям все тонкости электротехнических устройств, которые я собирал, но Стив хватал всё на лету. Мне он сразу понравился.
Оригинальный текст (англ.)Steve and I just sat on the sidewalk in front of Bill’s house for the longest time, just sharing stories—mostly about pranks we’d pulled, and also what kind of electronic designs we’d done. We had so much in common. Typically, it was really hard for me to explain to people what kind of design stuff I worked on, but Steve got it right away. And I liked him.
— Стив Возняк
Джобс и Возняк собирали записи Боба Дилана, устраивали в школе музыкально-световые шоу и разнообразные розыгрыши.

### «Синяя коробочка»

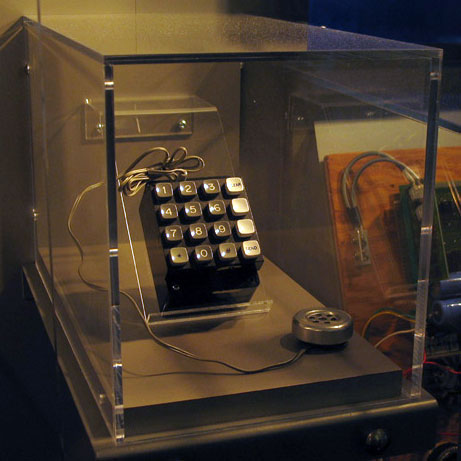
BlueBox Стива Возняка в Музее компьютерной истории, Калифорния

Первый настоящий бизнес-проект Джобс осуществил ещё во время обучения в школе. В сентябре 1971 года Возняк, который к тому времени уже давно учился в университете, узнал из журнала «Esquire» о неких «телефонных фриках», которые научились взламывать телефонные коды и благодаря этому совершать бесплатные звонки по всему миру. Захват телефонной линии осуществлялся с помощью звуковой имитации тонального сигнала определённой частоты. Затем нужно было набрать номер (также через имитацию вызова в тональном режиме). Как оказалось, существовала целая субкультура фрикеров, занимавшихся взломом телефонных сетей. Один из них, скрывавшийся под псевдонимом Капитан Кранч, обнаружил, что свистулька, которую производители вкладывали в упаковки с одноимёнными овсяными хлопьями («Cap’n Crunch»), может издавать звук нужной тональности, подходящий для захвата линии. Для последующего набора номера Кранч использовал самодельное устройство под названием «Blue box» («синяя коробочка»). Возняк и Джобс, ещё тогда занимавшиеся обслуживанием кондиционеров, загорелись идеей изготовить такую «коробочку». Первый изготовленный Возняком аналоговый прототип оказался несовершенен и не выдавал надёжных тоновых сигналов. Тогда Возняк сделал полностью цифровое устройство, воспроизводившее частоты с необходимой точностью, и устройство заработало.
Сначала друзья развлекались, названивая в разные уголки мира и устраивая розыгрыши. Однако вскоре Джобс осознал коммерческий потенциал их изобретения. Они организовали кустарное производство и успешные продажи «синих коробочек» среди студентов и местных жителей, хотя этот бизнес был незаконным и довольно рискованным. Сначала изготовление одной «коробки» обходилось примерно в 80 долларов, но затем Возняк сделал печатную плату, позволявшую изготавливать сразу по 10—20 «коробок», и себестоимость одной штуки упала до 40 долларов. Готовые «коробочки» друзья продавали по 150 долларов за штуку, доход делили поровну. Всего они сделали и успели сбыть около сотни «коробок» и неплохо заработали. Бизнес было решено прекратить после пары неприятных инцидентов с потенциальными покупателями и полицией. Вероятно, история с «синими коробками» убедила Джобса, что электроника может не только доставлять радость, но и приносить хороший доход. Эта же история заложила принципы их будущего сотрудничества: Возняк ради блага человечества изобретает очередную гениальную штуку, а Джобс придумывает, как её оформить и преподнести на рынке, чтобы хорошо заработать.

## Рид-колледж

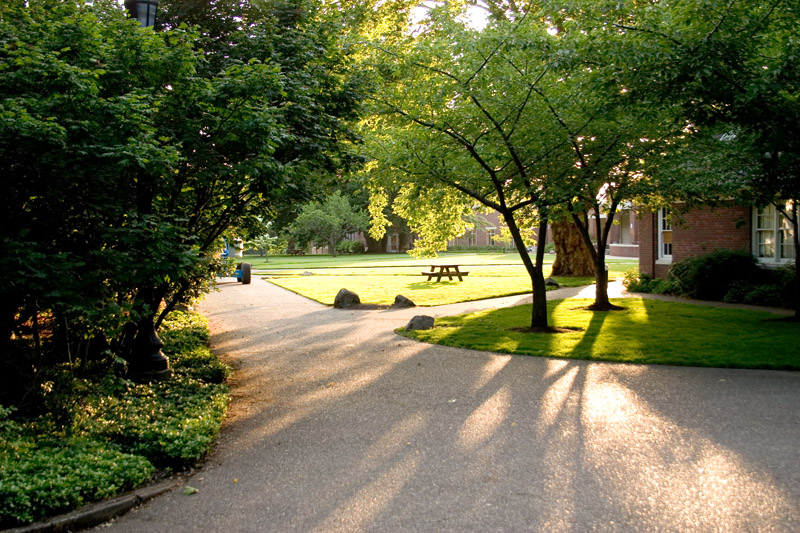
Кампус Рид-колледжа

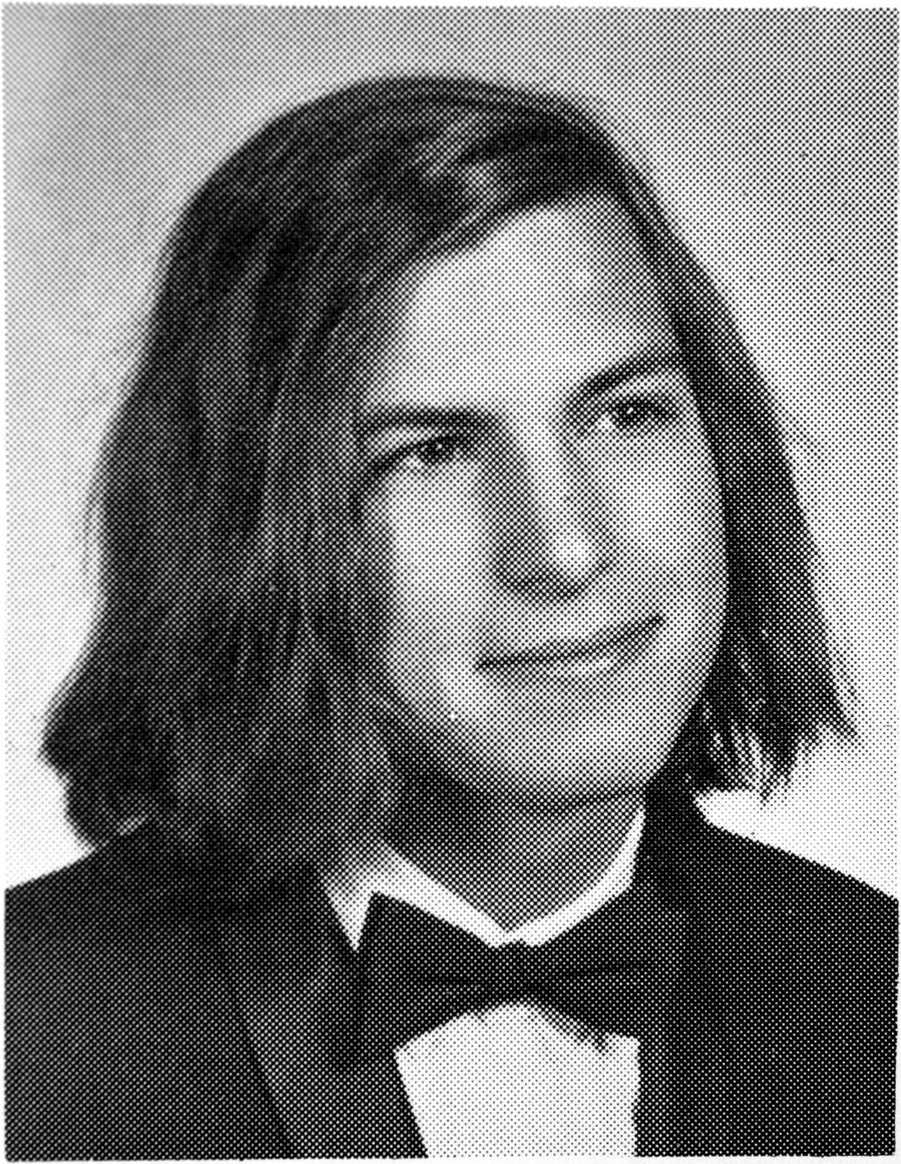
Стив Джобс в 1972 году

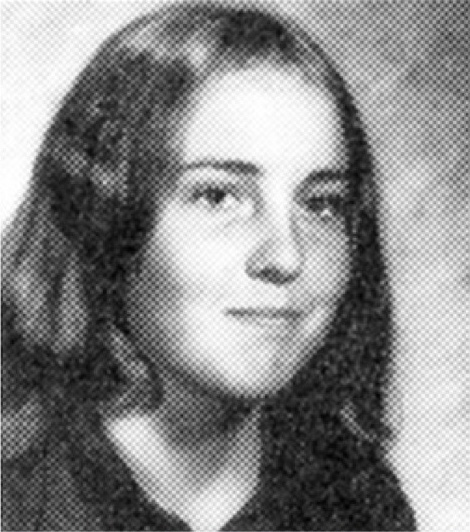
Крис-Энн Бреннан в 1972 году

Летом 1972 года после окончания школы Стив Джобс ушёл из родительского дома и вместе со своей подружкой Крис-Энн Бреннан поселился в хижине, в горах над Лос-Альтосом, несмотря на возражения родителей. В том же году он поступил в Рид-колледж в Портленде (штат Орегон). Это был частный гуманитарный университет, один из самых дорогих в Америке, и родителям, много лет откладывавшим каждый цент на образование сына, было тяжело оплачивать его обучение. Но Стив не хотел учиться нигде больше, и большая часть родительских сбережений была потрачена на его обучение в Риде. Рид славился вольными нравами и хипповской атмосферой, притом что стандарты обучения были очень высокими, а учебная программа насыщенной. В Риде Джобс впервые всерьёз заинтересовался восточными духовными практиками, особенно дзен-буддизмом. Тогда же он стал убеждённым вегетарианцем и начал эксперименты с голоданием.
В Рид-колледже Джобс познакомился с Дэниелом Коттке, ставшим наравне с Возняком его лучшим другом, а также с прирождённым лидером Робертом Фридландом, президентом студенческого совета, управляющим яблоневой фермой и последователем восточной философии, оказавшим большое влияние на Джобса:

Роберт был коммуникабельным, харизматичным парнем, настоящим продавцом. А Стив, когда я познакомился с ним, был застенчив, скрытен, держался в тени. Я думаю, это Роберт научил его тому, как продавать, как выйти из своей скорлупы, раскрыться и овладеть ситуацией.
Оригинальный текст (англ.)Robert was very much an outgoing, charismatic guy, a real salesman. When I first met Steve he was shy and self-effacing, a very private guy. I think Robert taught him a lot about selling, about coming out of his shell, of opening up and taking charge of a situation.
— Дэниел Коттке
Фридланд, заинтересовавшись индуизмом, сошёлся с местными кришнаитами и увлёк за собой Джобса с Коттке. Летом 1973 года Фридланд предпринял поездку в Индию, к гуру Рам Дасса, Ним Кароли Бабе, также известному как Махарадж-джи, в поисках просветления. Вернувшись обратно, Фридланд взял себе духовное имя, облачился в индийские одежды, сандалии и в таком виде расхаживал по кампусу. Джобс во что бы то ни стало захотел повторить путь Фридланда и «найти себя».
После шести месяцев обучения Джобс бросил колледж. Поскольку нудная обязательная программа его не интересовала, он не видел смысла в её изучении. Его отчислили, но ещё целый год с разрешения деканата Джобс бесплатно посещал творческие занятия, которые ему были по-настоящему интересны, в том числе курсы каллиграфии. Позже Джобс говорил:

Если бы в колледже я не увлёкся каллиграфией, у Mac не было бы множества шрифтов, пропорционального кернинга и интерлиньяжа. А поскольку Windows скопирован с Mac, то ни у одного персонального компьютера всего этого не было бы вообще.
Оригинальный текст (англ.)If I had never dropped in on that single course in college, the Mac would have never had multiple typefaces or proportionally spaced fonts. And since Windows just copied the Mac, it’s likely that no personal computer would have them.
— Стив Джобс
Находясь в колледже «на птичьих правах», Джобс продолжал вести богемный образ жизни, хотя спать ему приходилось у друзей на полу в общежитии, а чтобы прокормиться, он собирал бутылки из-под колы и по воскресеньям ходил в храм кришнаитов за бесплатными обедами.

## Работа в Atari
В феврале 1974 года Джобс устроился техником в молодую компанию Atari в Лос-Гатосе (Калифорния). Компания занималась производством видеоигр и уже имела в своём активе один абсолютный хит — аркадный симулятор Pong для двоих игроков. Джобс, получая 5 долларов в час, стал одним из первых пятидесяти её сотрудников. В Atari Джобс занимался в основном доводкой игр «до ума», выдвигая интересные и оригинальные предложения по дизайну. Однако там его сразу невзлюбили за высокомерие и неопрятный внешний вид. Но основателю и главе Atari Нолану Бушнеллу Стив понравился, и он перевёл Джобса на работу в ночную смену, сохранив перспективного сотрудника:

Он был философом в отличие от многих, с кем мне приходилось работать. Мы частенько рассуждали о свободе воли и предопределении. Я утверждал, что всё предопределено, что мы все запрограммированы. И если иметь достоверные исходные данные, то можно предсказывать действия других людей. Стив считал иначе.
Оригинальный текст (англ.)He was more philosophical than the other people I worked with. We used to discuss free will versus determinism. I tended to believe that things were much more determined, that we were programmed. If we had perfect information, we could predict people’s actions. Steve felt the opposite.
— Нолан Бушнелл

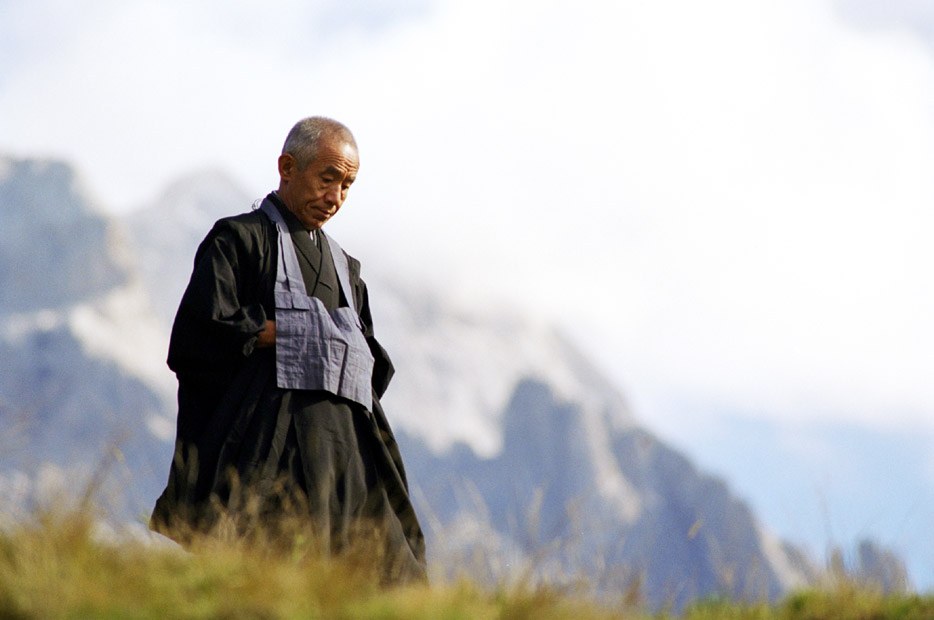
Кобун Тино Отогава — духовный наставник Стива Джобса

В апреле 1974 года Джобс отправился в Индию в поисках духовного просветления. Причём Джобсу удалось убедить руководство Atari оплатить ему дорогу до Мюнхена, где он выполнил поручение, связанное с бизнесом компании. В Индии Джобс, по совету Фридланда, собирался посетить гуру Нима Кароли Бабу, но оказалось, что тот умер в сентябре 1973 года. К тому же по дороге Джобс переболел дизентерией и похудел на 15 килограммов. Пришлось задержаться в деревне для восстановления сил. В начале лета к Джобсу присоединился Коттке. Вдвоём они совершили долгий путь до ашрама Хариахан Бабы. Они потратили много времени на автобусные поездки из Дели в штат Уттар-Прадеш и обратно, а затем в Химачал-Прадеш и обратно. Джобс не стал искать другого гуру, а попытался достичь просветления самостоятельно, с помощью аскезы, голодания и простоты. По воспоминаниям Коттке, «внутренней тишины» в Индии Джобсу достичь не удалось, а близким друзьям Стив признавался, что затеял эту поездку и вообще погрузился в испытания различных духовных и мистических практик, чтобы заглушить боль от осознания того, что его бросили сразу после рождения. После семимесячного пребывания в Индии Джобс вернулся в США исхудавшим, красно-коричневым от загара, с выбритой головой и в традиционной индийской одежде.
После возвращения Джобс всё-таки смог найти себе духовного наставника — прямо в Лос-Альтосе. Им стал Кобун Тино Отогава, ученик основателя центра дзэн-буддизма в Сан-Франциско Сюнрю Судзуки, автора книги «Сознание дзэн, сознание начинающего». Отогава по средам читал в Лос-Альтосе вечерние лекции и проводил медитации с учениками. Джобс стал серьёзным практиком дзэн-буддизма, участвовал в длительных медитациях в центре дзэн «Тассахара» и даже подумывал о том, чтобы податься в ученики при храме Эйхэйдзи в Японии, но наставник уговорил его остаться в Америке.
В это время Джобс экспериментировал с психоделиками. Позже он называл свой опыт употребления ЛСД «одной из двух или трёх самых важных вещей, совершённых им в жизни» и прибавлял, что люди, не пробовавшие «кислоту», никогда не смогут понять его до конца.
В начале 1975 года Джобс вернулся в Atari. Тогда шла доработка игры Breakout и была объявлена премия за оптимизацию схемы игры в размере 100 долларов за каждый исключённый из схемы чип. Джобс вызвался взяться за эту работу, но так как плохо разбирался в разработке электронных схем, вынужден был обратиться к Возняку, работавшему тогда в Hewlett-Packard. Дополнительная сложность заключалась в сроках — Джобс заявил, что работу нужно было выполнить за 4 дня. На разработку такой схемы обычно требуется несколько месяцев, но Джобс смог убедить Возняка, что тот справится за 4 дня.
Возняк практически не спал четверо суток, днём работая на основной работе, но выполнил задание, разработав за отведённое время схему игры. При этом, к большому удивлению инженеров Atari, он использовал всего 45 чипов (подобные схемы тогда содержали 130—170 чипов, а наиболее удачно разработанные — 70—100 чипов). За эту работу Джобс передал Возняку чек на 350 долларов. Однако позднее выяснилось, что Джобс обманул своего партнёра, сообщив, что в Atari ему заплатили только 700 долларов. Джобс умолчал об объявленной премии в 100 долларов за каждый сэкономленный чип, которая на самом деле в сумме составила 5000 долларов. Получалось, что эту премию Джобс полностью присвоил себе. Кроме того, четырёхдневный срок Джобс тоже выдумал, потому что хотел успеть на ферму Фридланда к сбору урожая яблок и торопился на самолёт. Получив деньги, он бросил работу в Atari.

## «Клуб самодельных компьютеров»

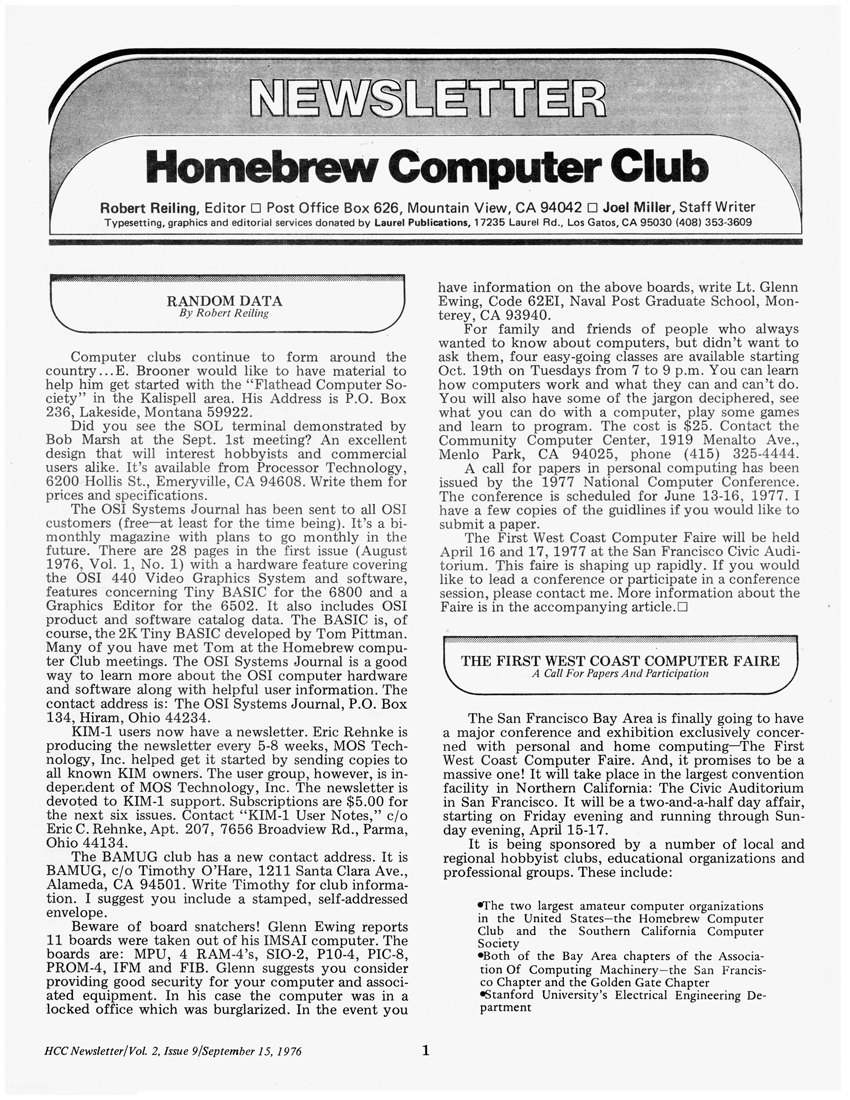
Бюллетень «Клуба самодельных компьютеров», сентябрь 1976

5 марта 1975 года состоялось первое собрание группы энтузиастов, называвших себя «Клубом самодельных компьютеров» (Homebrew Computer Club). Члены клуба собирались в Менло-Парке, в гараже Гордона Френча, безработного инженера. Все они также были инженерами и «фанатами» компьютерной техники, объединяло их желание изменить бытующее представление о компьютерах как об очень дорогих и громоздких устройствах, требующих в использовании специальных навыков. Внедрение новых технологий в жизнь простых людей предполагалось через пропаганду самостоятельного проектирования и кустарного изготовления компьютеров. На встрече присутствовал Стив Возняк. Уже после первого собрания он с большим рвением взялся за проектирование машины, позднее получившей известность как Apple I. Клуб стал для Возняка вторым домом, тем более что идеи, звучавшие на собраниях, становились всё более дерзкими и грандиозными, речь шла уже о целой «компьютерной революции» в интересах всего человечества. Такая постановка задачи полностью отвечала взглядам Возняка, и уже к концу июня он получил первый уникальный для того времени результат: вывод на экран символов, набираемых на клавиатуре. Воз тут же продемонстрировал своё изобретение Стиву Джобсу, на которого оно произвело огромное впечатление.
После этого Джобс тоже стал посещать «Клуб самодельных компьютеров», во всяком случае, в 1975 году он был на нескольких встречах: Воз демонстрировал свой компьютер другим членам клуба по окончании собраний, а Джобс помогал ему дотащить телевизор, выполнявший функции дисплея, а также с настройкой. Кроме того, Джобс смог бесплатно достать для компьютера Возняка лучшие, дорогие и очень дефицитные на тот момент чипы «динамической» оперативной памяти (DRAM) производства Intel. Собрания клуба посещали уже более 100 человек, и заседания стали проводиться в одной из аудиторий Стэнфордского центра линейных ускорителей, под председательством инженера-пацифиста Ли Фельзенштейна.
Как и в случае с «синими коробочками», Джобс довольно скоро завёл разговор о коммерческом потенциале изобретения Возняка. Прежде всего он убедил Воза перестать раздавать чертежи компьютера всем желающим, хотя это не отвечало принципам «Домашнего компьютерного клуба», созданного для свободного обмена идеями и бескорыстной взаимопомощи. Джобс также обратил внимание, что члены клуба активно работают над чертежами, но до рабочих моделей проекты, как правило, не доводятся из-за недостатка времени и навыков у их авторов. Тогда Стив предложил Возу продавать в клубе готовые печатные платы, то есть взять самую сложную часть работы на себя, а покупателю оставалось бы по готовым чертежам припаять к плате чипы. По расчётам Джобса, производство одной платы обходилось бы в 20 долларов, а продавать их он собирался вдвое дороже. Возняк поначалу отнёсся к этой идее скептически: бизнес требовал не менее 1000 долларов стартовых вложений, которые могли окупиться после продажи 50 единиц товара. Хотя в клубе было уже около 500 членов, многие из них были сторонниками модных готовых решений вроде Altair 8800, и Воз не видел достаточного числа клиентов. Но Джобс слишком хорошо знал своего друга. Он не стал убеждать Возняка, что компания непременно принесёт доход, а расписал их предприятие как увлекательное приключение. И это сработало:

Я подумал, что это будет здорово. Два лучших друга организуют свою компанию. Класс. Я понял, что очень этого хочу. Как я мог отказаться?
Оригинальный текст (англ.)I was excited to think about us like that. To be two best friends starting a company. Wow. I knew right then that I’d do it. How could I not?
— Стив Возняк

## Apple Computer

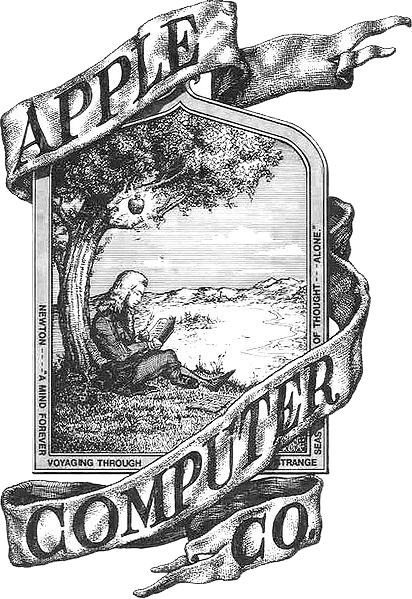
Логотип Apple, придуманный Уэйном: Ньютон под яблоней

Чтобы собрать нужную сумму, Джобсу пришлось продать свой «хипповый» микроавтобус Volkswagen T1 и пересесть на велосипед, а Возняк сбыл с рук одно из главных своих сокровищ — программируемый калькулятор HP-65. Из вырученных средств Джобс заплатил знакомому сотруднику Atari за создание схемы печатной платы, которую потом можно было бы отдать в серийное производство. В январе 1976 года первая партия плат поступила в распоряжение компаньонов.
Джобсу нужен был третий голос на случай разногласий с Возняком, и Стив взял в долю ещё одного инженера из Atari, своего друга Рона Уэйна, имевшего неудачный опыт ведения собственного дела по производству игровых автоматов для казино, а потому неплохо разбиравшегося в законодательстве и составлении документов. Джобс также надеялся с помощью Уэйна убедить Возняка бросить проектирование калькуляторов для Hewlett-Packard и полностью сосредоточиться на их общем бизнесе.
Оставалось зарегистрировать фирму, и можно было приступать к реализации товара. Но сначала нужно было определиться с названием будущей компании. Джобс как раз вернулся из Орегона, с «Единой фермы» (All-One Farm) Фридланда. Эта ферма была настоящей хипповской коммуной, — Стив там подрезал яблони и даже сел на яблочную диету, став фрутарианцем и решив, что теперь он очистился, и ему достаточно мыться не чаще раза в неделю. В Лос-Альтос он возвращался абсолютно счастливым. Воз встретил его в аэропорту и отвёз на машине в город. По дороге они подбирали название для будущей компании, так как на следующее утро уже нужно было подавать документы на её регистрацию. Джобс предложил «Apple Computer»:

Название звучало забавно, энергично и не страшно. Слово «apple» (яблоко) смягчало серьёзное «компьютер». К тому же в телефонном справочнике мы бы оказались перед Atari.
Оригинальный текст (англ.)It sounded fun, spirited, and not intimidating. Apple took the edge off the word ‘computer.’ Plus, it would get us ahead of Atari in the phone book.
— Стив Джобс
Джобс заявил, что если к утру не будет предложено ничего лучшего, название Apple останется. Так и случилось. Поэтому компьютер, разработанный Возняком, получил название Apple I.
Компания была зарегистрирована 1 апреля 1976 года. Трёхстороннее соглашение о партнёрстве составил Уэйн, он же написал первое руководство для Apple I и создал первый логотип Apple. Впрочем, уже через 12 дней Уэйн, по его собственным словам, осознал, что «не потянет» темпа, заданного партнёрами, и покинул компанию, забрав свою долю — 800 $, а затем получив ещё 1500 $ за письменный отказ от любых претензий.

### Apple I

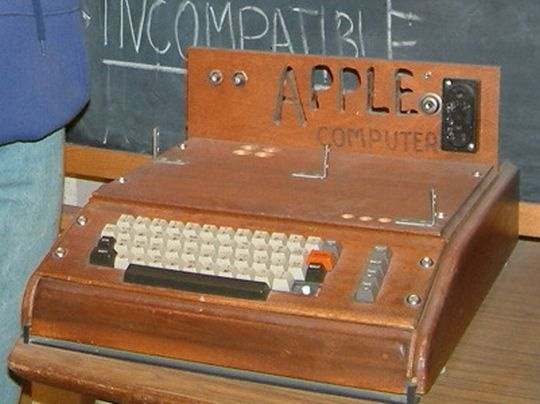
Apple I с клавиатурой и в деревянном корпусе. И то, и другое Полу Терреллу пришлось добавить за свой счёт

На очередном собрании «Клуба самодельных компьютеров» Джобс с Возняком впервые устроили презентацию своего компьютера. Стив Джобс, оказавшийся прирождённым оратором, говорил страстно и убеждённо, обращаясь с риторическими вопросами к аудитории. Однако заинтересованность в приобретении Apple I проявил только один человек: Пол Террелл, владелец компьютерного магазина Byte, недавно открывшегося на Камино-Реал в Менло-Парке. На следующий день Джобс заявился к нему в магазин босиком — и заключил сделку, которую они с Возняком потом называли главной в их жизни. Террелл заказал сразу 50 штук, но его не интересовали печатные платы, ему нужны были компьютеры в полной комплектации, и за каждый он платил 500 долларов. Джобс тут же согласился, хотя для выполнения такого заказа у них не было средств. Требовалось 15 тысяч долларов, но Джобс и тут нашёл выход: 5 тысяч смог занять у друзей, а комплектующие получил у дистрибьютора Cramer Electronics в кредит на 30 дней, причём поручителем сделал Террелла, который фактически профинансировал весь проект.
Компаньоны оккупировали дом и гараж Джобсов. Закипела работа, Стив привлёк всех, кого смог. Его друг Дэниел Коттке и беременная сестра Патти вставляли чипы, получая за это по доллару за плату. Элизабет Холмс, бывшая девушка Дэниела, имевшая опыт в ювелирном деле, поначалу занималась пайкой микросхем. Но когда она случайно капнула на плату припоем, Джобс объявил, что запасных комплектующих у них нет и перевёл её на учёт и оформление документов. Пайку же он взял на себя. Контроль качества и, при необходимости, устранение неисправностей, осуществлял Возняк. Во время этой совместной работы Джобс впервые проявил себя как довольно жёсткий, авторитарный руководитель. Исключение он делал только для Воза, на которого ни разу не повысил голос за всё время их дружбы и сотрудничества.
Через месяц заказ был готов: 50 компьютеров компаньоны поставили Терреллу и рассчитались по кредиту за комплектующие. К Apple I не прилагались ни клавиатуры, ни мониторы, ни блоки питания, даже корпусов не было — только полностью укомплектованные системные платы. Несмотря на это, Apple I многими признаётся как первый в истории компьютер, поставлявшийся производителем в готовом виде — ведь другие компьютеры того времени, включая Altair, попадали на рынок в виде наборов, которые предстояло собирать розничному продавцу или конечному покупателю. Внешний вид Apple I явно не совпадал с ожиданиями Террелла, но благодаря дипломатическим способностям Джобса он пошёл навстречу и в этот раз, согласившись оплатить заказ. Производство плат обошлось гораздо дешевле, чем предполагалось, так как Джобсу удалось договориться с поставщиком о значительной скидке на комплектующие. На сэкономленные средства удалось собрать ещё 50 устройств, которые Джобс с Возняком распродали знакомым из «Клуба самодельных компьютеров», получив прибыль. В дальнейшем компаньонам удалось реализовать ещё более сотни компьютеров Apple I по другим магазинам и среди знакомых. Элизабет оформили бухгалтером компании с окладом 4 доллара в час, а Клара, мать Джобса, отвечала на звонки под видом секретаря. У клиентов и деловых партнёров, никогда не бывавших в доме Джобсов, складывалось впечатление, что по этому адресу действительно расположена солидная фирма с большим штатом.

### Apple II
По словам Стивена Возняка, Apple I был всего лишь доработкой придуманного им ранее терминала для ARPANET и не содержал электронных новаций, за исключением использования «динамической» памяти. Во время работы над Apple I Возняку приходили неординарные идеи, но ему хотелось завершить этот проект как можно скорее, и Воз принял решение реализовать их позже, в отдельной модели, спроектированной «с нуля». Работа над платой Apple II была завершена к августу 1976 года. Новый продукт Apple имел множество революционных возможностей: работа с цветом, звуком, подключение игровых контроллеров и другое.
Джобс сделал выводы из опыта продаж Apple I и понял, что Пол Террелл был прав:

Мы хотели, чтобы нашими покупателями стала не только ограниченная группа любителей, которые знают, где купить клавиатуру, трансформатор, и сами собирают компьютеры. На одного такого знатока приходится тысяча людей, которые предпочтут купить устройство, готовое к использованию.
Оригинальный текст (англ.)We were no longer aiming for the handful of hobbyists who liked to assemble their own computers, who knew how to buy transformers and keyboards. For every one of them there were a thousand people who would want the machine to be ready to run.
— Стив Джобс

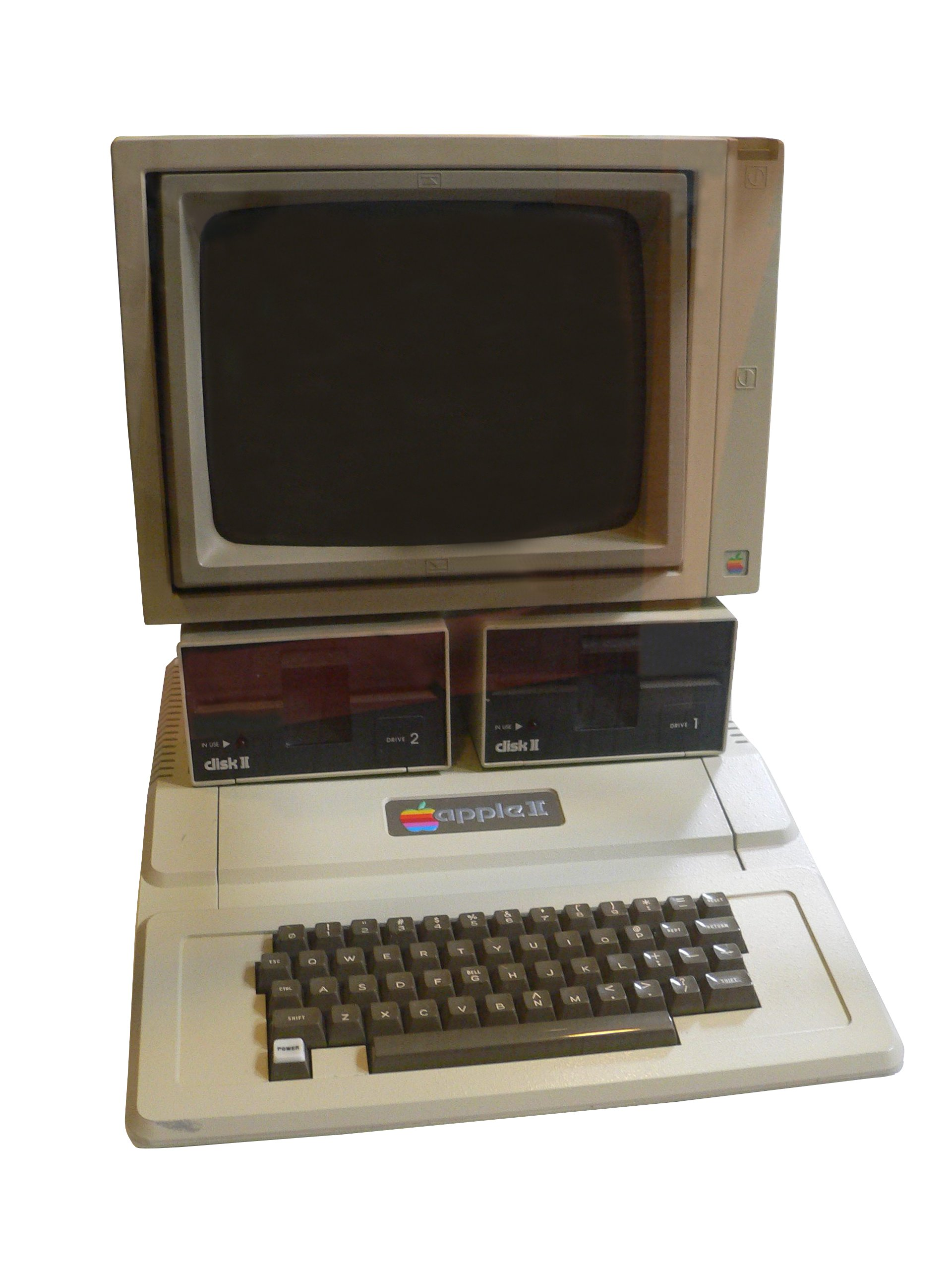
Появившийся в 1977 году Apple II предлагал пользователям интегрированную клавиатуру, цветную графику, звук, пластиковый корпус, восемь слотов расширения и два дисковода

Из-за переориентации бизнеса на массового неискушённого потребителя между Джобсом и Возняком возникли первые серьёзные разногласия. Джобс предлагал оставить только два слота: для принтера и модема. Возняк настаивал, что слотов должно быть восемь: «Люди вроде меня обязательно придумают, что бы ещё такого добавить в свой компьютер». Но Джобс предпочитал сам решать, что нужно людям. В итоге Стиву пришлось уступить, так как всегда покладистый Воз на этот раз поставил ультиматум, предложив партнёру поискать для продажи другой компьютер.
Ещё один важнейший вывод, вскоре сделанный Джобсом, — дизайн устройства имеет огромное значение. В августе Джобс и Возняк посетили первый Фестиваль персональных компьютеров (Personal Computer Festival) PC’76 в Атлантик-Сити, где продемонстрировали Apple I. Джобс отметил, что при всех неоспоримых функциональных преимуществах их проекта, он проигрывал в презентабельности компьютеру Sol-20 от Processor Technology (разработке членов «Клуба домашних компьютеров» Гордона Френча, Ли Фельзенштейна и Боба Марша).
Осознав этот факт, Стив стал подходить к каждому компоненту компьютера с точки зрения совершенства дизайна. В магазине он увидел кухонный комбайн Cuisinart и решил, что Apple II нужен корпус из лёгкого формованного пластика. Потом Джобс решил избавиться от вентилятора в блоке питания, так как, по его словам, вентилятор внутри компьютера противоречит принципам дзэн и отвлекает от работы. Даже к топологии системной платы он подошёл с теми же принципами, отвергнув первую схему, так как «дорожки» показались ему недостаточно гармоничными.
Разработку дизайна корпуса Джобс поручил консультанту Джерри Мэноку, знакомому по «Клубу самодельных компьютеров», за 1500 $. Проектировщик из Atari Эл Элкорн свёл Джобса с Родом Холтом, хорошо разбиравшимся в электротехнике. Холт запросил высокую цену, но зато разработал импульсный источник питания и со временем был зачислен в штат Apple.
Прикинув расходы, Джобс понял, что наладить серийный выпуск полностью укомплектованных компьютеров с пластиковым корпусом и оригинальным дизайном им не по карману. Речь шла о ста тысячах долларов на производство корпусов, и не менее чем о двухстах тысячах — на запуск в производство самих компьютеров. Джобс решил попытаться продать права на всю разработку Atari и снова связался с Элом Элкорном. Как и Бушнелл, Эл был человеком неформальных взглядов, он устроил Джобсу встречу с директором Atari Джо Кинаном. Из этого ничего не вышло:

Джобс пришёл, чтобы отрекламировать ему новый продукт, но Кинан его едва дослушал. От Стива пахло так, что старика мутило.
Оригинальный текст (англ.)Steve goes in to pitch him, but Joe couldn’t stand him. He didn’t appreciate Steve’s hygiene.
— Эл Элкорн
А когда Джобс закинул босые ноги прямо на стол Кинана, тот с криком выставил его за дверь.
Тогда Джобс провёл презентацию Apple II в штаб-квартире Commodore. Во время выступления Джобс вёл себя настолько нагло и самоуверенно, что Возняк готов был сквозь землю провалиться от стыда. Руководство Commodore им отказало, но Джобс и не думал сдаваться. Он отправился обратно в Atari и предложил Бушнеллу вложить в проект 50 тысяч долларов в обмен на треть акций Apple. Снова отказ, о котором Бушнелл потом очень жалел. Из сочувствия Бушнелл посоветовал Джобсу обратиться к основателю одной из первых венчурных компаний Sequoia Capital Дону Валентайну, который раньше, будучи директором по маркетингу в National Semiconductor, занимался полупроводниками.
Респектабельный и деловой Дон Валентайн объявился в гараже Джобсов собственной персоной. Обстановка и внешний вид обитателей гаража на него произвели впечатление:

Стив старательно косил под неформала. Тощий, с редкой бородкой, похожий на Хо Ши Мина.
Оригинальный текст (англ.)Steve was trying to be the embodiment of the counterculture. He had a wispy beard, was very thin, and looked like Ho Chi Minh.
— Дон Валентайн
Но в делах Валентайн привык не обращать внимание на такие вещи. Он заявил Джобсу, что готов их профинансировать при условии, что Джобс наймёт сотрудника, компетентного в вопросах маркетинга, дистрибуции и способного составить бизнес-план. Таким человеком оказался Майк Марккула, выбранный Джобсом из трёх кандидатов, присланных Валентайном. Бывший инженер и менеджер по маркетингу продуктов Intel, Марккула к своим 33 годам заработал миллионы на акционерных опционах. Он предложил Джобсу и Возняку финансирование до 250 тысяч долларов в обмен на третью часть акций Apple. 3 января 1977 года партнёрство Apple Computer было преобразовано в корпорацию Apple. Джобс, Возняк и Марккула получили по 26 % акций, остальные было решено оставить для других инвесторов. Возняку скрепя сердце пришлось покинуть Hewlett-Packard.
Марккула имел огромное влияние на Джобса, его авторитет для Стива был сравним с авторитетом отца:

Майк взял меня под своё крыло. Наши взгляды на мир во многом совпадали. Марккула утверждал, что, создавая компанию, нужно не стремиться разбогатеть, а просто делать то, во что веришь. Только так можно добиться успеха.
Оригинальный текст (англ.)Mike really took me under his wing. His values were much aligned with mine. He emphasized that you should never start a company with the goal of getting rich. Your goal should be making something you believe in and making a company that will last.
— Стив Джобс
После основания корпорации Apple наконец обзавелась собственным офисом на бульваре Стивенс-Крик в Купертино, и семья Джобсов смогла вздохнуть с облегчением. В компании уже работали около дюжины сотрудников. Встал вопрос о её президенте. 22-летний взбалмошный, лохматый, вечно грязный и оборванный Джобс, несмотря на очевидные таланты, амбициозность и воспалённое самолюбие, для этой работы точно не годился, и после долгих уговоров вынужден был это признать. В феврале 1977 года Марккула пригласил на должность CEO Майка Скотта из National Semiconductor. Скотти, — так его прозвали в Apple, чтобы отличать от Марккулы — слыл опытным руководителем, и его основной задачей стало усмирение Джобса. И это было действительно необходимо: Стив, чувствуя себя в компании не в своей тарелке из-за утраты единоличного лидерства, день ото дня становился всё более грубым, вспыльчивым и деспотичным, причём если на Возняке или Марккуле он срываться не решался, то простым программистам, подопечным Воза, приходилось несладко:

Стив заходил в кабинет, смотрел, что я делаю, и заявлял, что это дерьмо. При этом он понятия не имел, что это такое и для чего.
Оригинальный текст (англ.)Steve would come in, take a quick look at what I had done, and tell me it was shit without having any idea what it was or why I had done it.
— Рэнди Уиггинтон
Справляться с Джобсом новому президенту удавалось не слишком, но всё же лучше, чем кому-либо другому. Джобс быстро понял, зачем Марккула нанял Скотта, и начал бунтовать, устраивая скандалы по ничтожным поводам. Например, его приводило в отчаяние, что все считали Возняка единственным автором Apple II. Джобс всегда и всюду хотел быть первым, и когда Скотт, совершенно сознательно, закрепил за ним карточку сотрудника № 2, а за Возом — № 1, Джобс в очередной раз закатил истерику со слезами. В итоге он вытребовал себе карточку с сомнительным номером «ноль», лишь бы оказаться раньше Возняка. Карточку он получил, но в зарплатной ведомости Bank of America Джобс так и остался вторым, так как нумерация в ней предполагалась с единицы, и переставлять сотрудников местами из-за их капризов никто не собирался. Скотти служил громоотводом, с момента его появления в компании у Джобса ни с кем не было столько конфликтов, сколько с ним:

У нас со Стивом вопрос стоял так: кто кого переупрямит. А упрямства мне было не занимать. Стива надо было держать в ежовых рукавицах, и, разумеется, ему это было не по вкусу.
Оригинальный текст (англ.)The question between Steve and me was who could be most stubborn, and I was pretty good at that. He needed to be sat on, and he sure didn’t like that.
— Майк Скотт
Уступать в этих спорах периодически приходилось обоим: то президенту компании, то её харизматическому лидеру. Однажды Джобс загорелся идеей о предоставлении покупателям беспрецедентной, по тем временам, годовой гарантии, тогда как типичный гарантийный срок составлял всего 90 дней. И Скотти пришлось уступить.

Логотип Apple, выбранный Стивом Джобсом, авторства Роба Янофа. Использовался с 1977 по 1998

Без помощи главного рекламщика Кремниевой долины Реджиса Маккены о настоящем успехе нельзя было и мечтать. Маккена довольно быстро согласился сотрудничать с Apple. Прежде всего, он поручил своей команде разработать логотип компании и продукта — лого в стиле викторианской гравюры, придуманное в своё время Уэйном, явно не соответствовало концепции простоты как краеугольного камня качественного дизайна и было полной противоположностью внешнему виду Apple II. Арт-директор Роб Яноф предложил два варианта лого в форме яблока, целого и надкусанного, и несколько вариантов раскраски. Джобс заявил, что целое яблоко можно спутать с вишней, и выбрал надкусанное. Кроме этого, он остановился на варианте с шестью цветными горизонтальными полосами, во-первых, как символизирующем главный «козырь» Apple II, работу в цвете, а во-вторых, из-за его психоделичности. Этот логотип был утверждён и не менялся до 1998 года.
В апреле 1977 года состоялась первая Компьютерная ярмарка Западного побережья. Организовал её Джим Уоррен, ещё один завсегдатай «Клуба самодельных компьютеров». Джобс, по совету Марккулы, решил всех поразить размахом экспозиции Apple: внёс 5000 долларов и забронировал выставочное пространство в центре зала. Стойку Apple обтянули чёрным бархатом, установили освещённый плексигласовый задник с новым логотипом компании. В распоряжении Джобса были всего три компьютера в полной комплектации — именно столько образцов пластиковых корпусов им успел поставить подрядчик из Пало-Алто. Пришлось вокруг стенда расставить пустые коробки так, будто в них тоже находились компьютеры. Джобс муштровал сотрудников, заставляя начищать три бежевых компьютерных корпуса до блеска. Ради такого случая они с Возняком даже заказали себе в ателье Сан-Франциско костюмы-тройки, которые смотрелись на них довольно нелепо. Старания Джобса окупились с лихвой: Apple получила заказ на 300 компьютеров уже на ярмарке, у фирмы также появился первый зарубежный дилер — текстильный магнат Сатоси Мицусима из Японии.
Компания вошла в фазу стремительного роста продаж и процветания, продолжавшуюся несколько лет. На этом фоне на внутренние скандалы и конфликты между её основателями можно было закрывать глаза. Что касается Apple II, этот компьютер пользовался феноменальным успехом и приносил доход в течение 16 лет. За это время компанией было продано до 6 миллионов компьютеров Apple II, с учётом нескольких модификаций, а по всему миру выпускались его многочисленные клоны. Apple II остаётся одним из самых прибыльных проектов в истории индустрии, и это результат совместной работы инженера Стива Возняка и Стива Джобса, менеджера и дизайнера:

Воз создал величайший компьютер, но если бы не Стив Джобс, его изобретение по сей день пылилось бы на полках магазинов для любителей техники.
Оригинальный текст (англ.)Woz designed a great machine, but it would be sitting in hobby shops today were it not for Steve Jobs.
— Реджис Маккена
Однако Джобсу такого признания было недостаточно. Он был уверен, что способен достичь успеха, который ни с кем не пришлось бы делить.

### Apple III

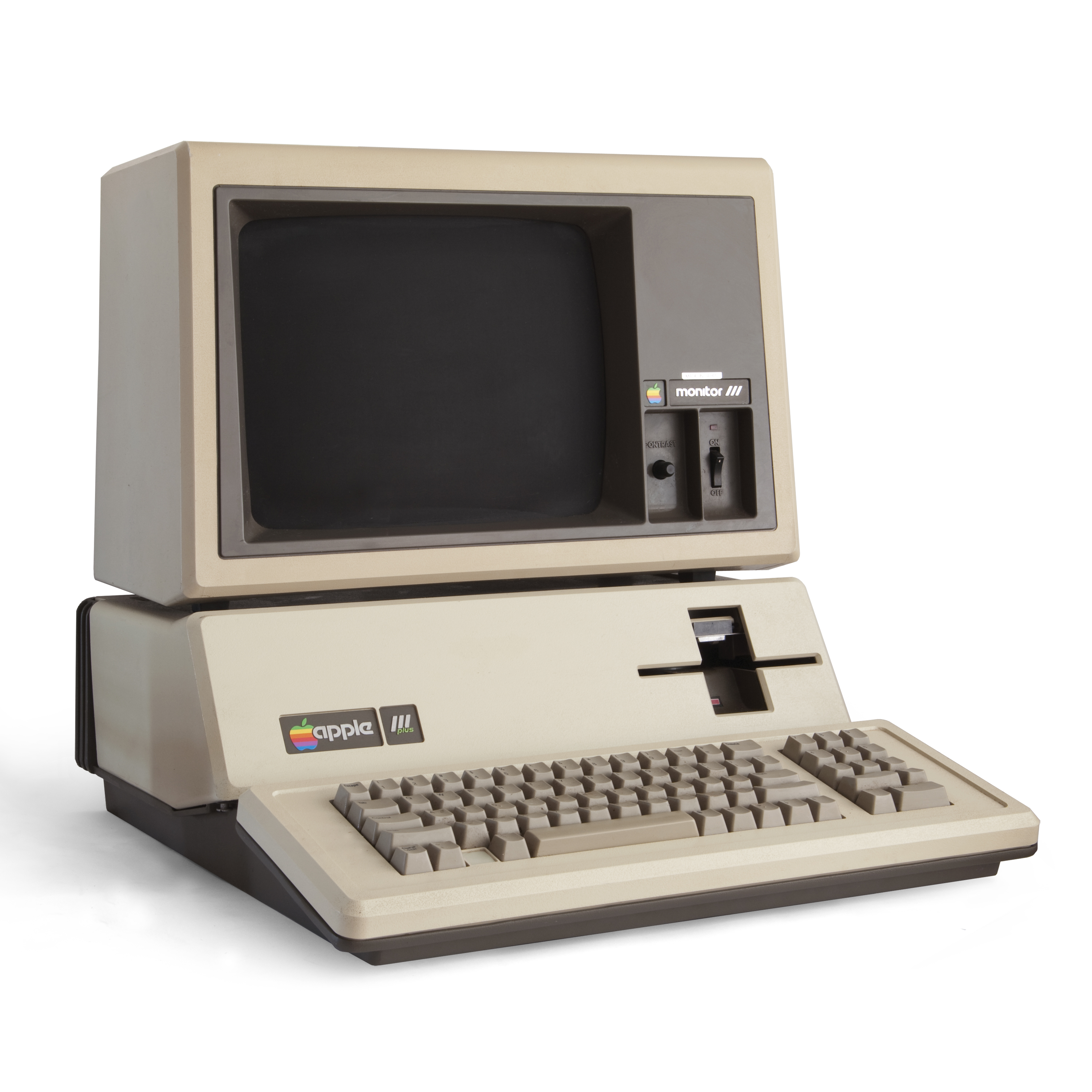
Выпуск улучшенной модификации Apple III+ в декабре 1983 года не смог спасти проект от провала

Первой попыткой спроектировать и выпустить компьютер, при разработке которого во главу угла с самого начала ставились маркетинговые задачи, был Apple III. Работа над этой моделью началась в конце 1978 года под непосредственным руководством доктора Уэнделла Сандера, так как Возняк курировал направление Apple II, разрабатывая различные его модификации, и не считал нужным проектировать что-то иное, поскольку идеальный компьютер, по его мнению, уже был создан. Проект Apple III фактически был отдан на откуп маркетинговому отделу и лично Стиву Джобсу. Apple III являлся кардинальной переработкой компьютера Возняка, ориентированной на бизнес, а Apple II предполагалось перепозиционировать как младшую модель, любительский компьютер для дома. Маркетологи выяснили, что бизнесмены, приобретая Apple II для работы, как правило, докупали к компьютеру две дополнительные платы расширений, позволяющие работать с масштабными таблицами. Было решено поставлять всё вместе, в одном корпусе. При этом габариты и форма корпуса были жёстко заданы Джобсом, и он не позволил их изменять, так же как и устанавливать вентиляторы — проблема теплоотвода решалась за счёт тяжёлого алюминиевого корпуса. Джобс в это время занимал должность вице-президента компании по научным исследованиям и разработкам, и его требования выполнялись, независимо от их обоснованности. Чтобы не потерять поклонников Apple II, было решено оставить возможность загрузки и в старом режиме. По сути, это были два разных компьютера в одном корпусе: ОС для Apple III была разработана заново, и программы для Apple II для неё не подходили.
Машина была анонсирована и выпущена 19 мая 1980 года, выпуск сопровождался грандиозной рекламной кампанией. С выходом на рынок Apple III все работы по Apple II были свёрнуты, ресурсы компании переброшены на новый проект. Однако быстро выяснилось, что в режиме Apple III компьютеры работают нестабильно: постоянно выходят из строя из-за перегрева, чрезмерной плотности компонентов на монтажной плате и плохих коннекторов. Кроме того, на рынке практически не было качественных программ для Apple III. В режиме Apple II полноценно использовать компьютер также было нельзя, поскольку разработчики заблокировали подключение дополнительных внешних плат. Машину удалось доработать, повысив стабильность, но репутация Apple III уже была безнадёжно испорчена. В 1983 году компьютеры IBM PC вышли на первое место по объёмам продаж, оставив позади продукцию Apple, а ещё через два года Apple III была полностью снята с производства:

Apple III был похож на ребёнка, зачатого во время группового секса: как и следовало ожидать, получился ублюдок, а когда начались проблемы, все заявили, что они тут ни при чём.
Оригинальный текст (англ.)The Apple III was kind of like a baby conceived during a group orgy, and later everybody had this bad headache, and there’s this bastard child, and everyone says, ‘It’s not mine.’
— Рэнди Уиггинтон
В отчётных документах Apple начала 1980-х годов не указывалось, что компанию по-прежнему вытягивает Apple II, и могло сложиться впечатление, будто Apple III неплохо продаётся, однако аналитики в один голос утверждали, что это был полный провал.

### Apple Lisa

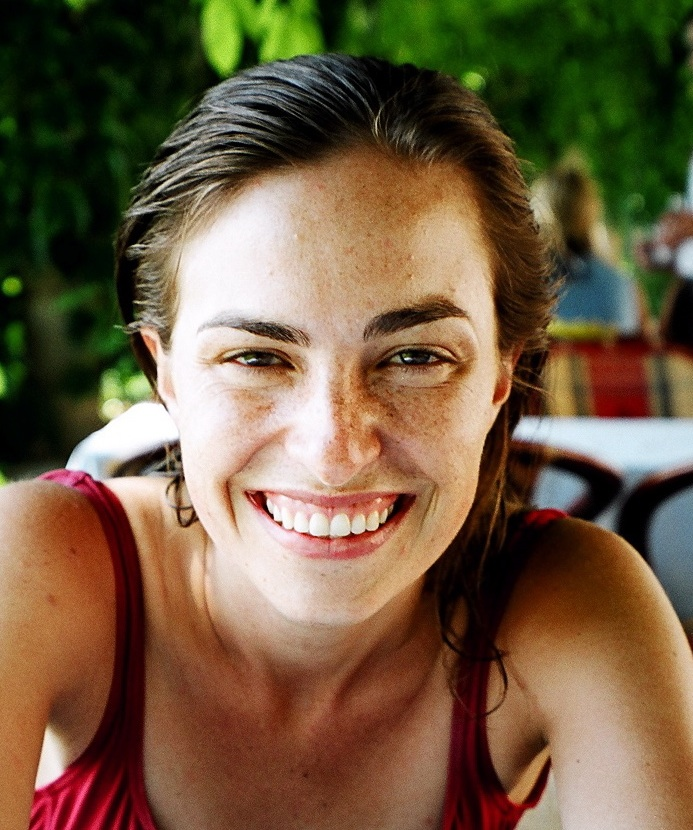
Лиза Бреннан-Джобс в 2005 году

Стив Джобс охладел к Apple III ещё на этапе разработки. Однако его неуёмная энергия требовала выхода, и Джобс затеял новый проект. Он привёл в Apple двух инженеров из Hewlett-Packard и поставил перед ними задачу разработать «продвинутый» компьютер на базе процессора с 16-битной архитектурой и стоимостью порядка 2000 долларов. Составить бизнес-план Джобс поручил специалисту по маркетингу Трипу Хокинсу. Возглавил инженерную группу бывший директор HP Кен Ротмюллер, позже его заменили на Джона Коуча. Джобс дал проекту название Lisa, в честь своей недавно родившейся дочери, которую, в то же время, не хотел признавать. Точно так же он не признавал связи между её именем и названием компьютера. Подробности личной жизни Джобса передавались из уст в уста и оказывали негативное влияние на имидж компании. PR-менеджерам из агентства Реджиса Маккены пришлось изобрести невразумительный бэкроним «Local Integrated Systems Architecture», «расшифровывающий» название проекта. Обмануть кого-то таким образом было невозможно, и в компании ходили альтернативные шуточные расшифровки вроде «Lisa: Invented Stupid Acronym» (Лиза: выдуманная идиотская аббревиатура). Инженеры Apple выполнили задание, спроектировав качественный и более мощный, по сравнению с Apple II, но совершенно заурядный компьютер, в котором по сути не было ничего нового. Единственным светлым пятном оказались приложения, написанные инженером Биллом Аткинсоном, в частности, версия языка программирования высокого уровня Pascal для Apple II.
Положение дел с Lisa категорически не устраивало Джобса: ему нужен был прорыв, движение вперёд, а не повторение пройденного. На помощь пришёл Джеф Раскин, специалист Apple по компьютерным интерфейсам и преподаватель Билла Аткинсона по Калифорнийскому университету в Сан-Диего. Раскин с Аткинсоном уговаривали Джобса начать сотрудничество с научно-исследовательским центром Xerox PARC, расположенным в Пало-Алто. Компания Xerox, специализировавшаяся на копировальной технике, имела в своём распоряжении много передовых IT-разработок, имевших, в основном, ограниченное распространение. Например, компьютер Xerox Alto, разработанный ещё в 1973 году, поддерживал графический интерфейс пользователя, но производство этой машины так и не было поставлено на поток, и несколько тысяч Alto использовались в самом Xerox PARC и в различных университетах. Годом раньше сотрудник Xerox Уильям Инглиш изобрёл шариковую компьютерную мышь. Также компания готовила к выпуску первый общедоступный объектно-ориентированный язык программирования Smalltalk, над его разработкой трудился Ларри Теслер.

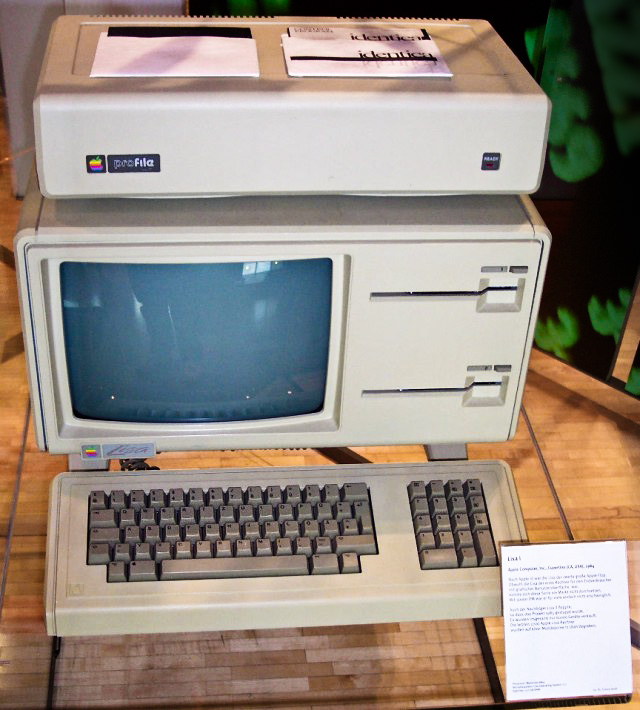
Apple Lisa, с двумя 5,25" дисководами

Помимо прочего, Xerox занималась венчурными инвестициями, и летом 1979 года руководство компании выразило заинтересованность в приобретении акций Apple. Джобс тут же выдвинул условие: 100 тысяч акций по 10 долларов за штуку, а взамен сотрудники Apple получают доступ к последним разработкам Xerox. Соглашение было достигнуто: Стив получил приглашение осмотреть Xerox PARC для себя и ещё нескольких сотрудников Apple. Руководство Xerox сочло, что «выскочки» из Apple всё равно ничего не поймут в их разработках, а если и смогут в них разобраться, сотрудничество будет взаимовыгодным. Теслеру такое внимание со стороны Джобса польстило, поскольку собственное начальство не слишком его привечало. Другой разработчик Smalltalk, Адель Голдберг, напротив, была возмущена действиями руководства, вдруг решившего сдать все секреты конкурентам, и приложила максимум усилий, чтобы Джобс с коллегами узнали как можно меньше. Им показали несколько текстовых приложений на Alto, ничего особенного. Джобс понял, что его пытаются одурачить, позвонил в штаб-квартиру Xerox и потребовал организовать повторную экскурсию. На этот раз он взял с собой Билла Аткинсона и программиста Брюса Хорна, который раньше работал в Xerox PARC. Сотрудники Xerox вновь постарались отделаться «малой кровью», показывая гостям текстовые редакторы, а затем попытались выдать открытую демонстрационную версию Smalltalk за полнофункциональную. Опять не сработало: Аткинсон с коллегами их быстро «раскусили». Джобс вышел из себя и по телефону нажаловался начальнику отдела венчурных инвестиций Xerox. Руководство компании тут же связалось с научным центром и потребовало немедленно показать Джобсу полные возможности разработки. Голдберг пришлось сдаться.
Набег Apple на Xerox PARC называют самым дерзким грабежом в истории IT-индустрии. Джобс выведал важнейшие секреты Xerox: Ethernet, возможности объектно-ориентированного программирования, графический растровый интерфейс, принцип WYSIWYG, манипулятор «мышь». Речь не шла о передаче сотрудникам Apple каких-либо кодов, программ или чертежей, но этого и не требовалось. Главным были идеи, а их воплощение силами Apple становилось вопросом времени, по оценке Аткинсона, порядка полугода:

Пикассо говорил: «Хорошие художники копируют, великие — воруют». И мы никогда не стеснялись воровать великие идеи.
Оригинальный текст (англ.)Picasso had a saying — ‘good artists copy, great artists steal’ — and we have always been shameless about stealing great ideas.
— Стив Джобс
Если Джобс когда-то и чувствовал неловкость из-за этого «воровства» с согласия «ограбленных», она должна была пройти в 1981 году, когда в магазины поступил компьютер Xerox Star. Новинка от Xerox содержала все «украденные» Джобсом инновации на несколько лет раньше, чем ими успела воспользоваться Apple, и при этом с треском провалилась в продаже. Компания Xerox имела превосходные шансы захватить компьютерный рынок, но упустила эту возможность. Следующий ход был за Apple.
После возвращения из Xerox PARC Джобс переманил в Apple Ларри Теслера и инженера Xerox Бобби Белвилла. Сам же стал с ещё большим воодушевлением вмешиваться в работу группы Lisa, требуя, чтобы, с одной стороны, в проекте были реализованы идеи Xerox, причём все и на более высоком уровне исполнения, а с другой — чтобы компьютер оставался доступным для массового покупателя. Джобс запросто мог позвонить какому-нибудь инженеру среди ночи и диктовать ему свои указания в обход непосредственного руководства группы. Кроме этого, день ото дня он становился всё агрессивнее. В конце концов, Джобс так затерроризировал сотрудников, что Марккула и Скотт, не посмотрев на статус основателя и главного акционера компании, за его спиной провели реорганизацию Apple. 25-летнего Джобса сместили с поста вице-президента по научным исследованиям и разработкам, пересадив в почётное кресло председателя совета директоров, без реальных полномочий. Для Коуча придумали должность главы отдела по разработке проекта Lisa, и теперь его решения не подлежали обсуждению.
Таким образом, к концу 1980 года Стив Джобс оказался отлучён от проекта, который сам инициировал:

Я расстроился. Марккула меня бросил. Они со Скотти решили, что я не способен руководить разработкой Lisa. Я много думал об этом.
Оригинальный текст (англ.)I was upset and felt abandoned by Markkula. He and Scotty felt I wasn’t up to running the Lisa division. I brooded about it a lot.
— Стив Джобс

### Macintosh

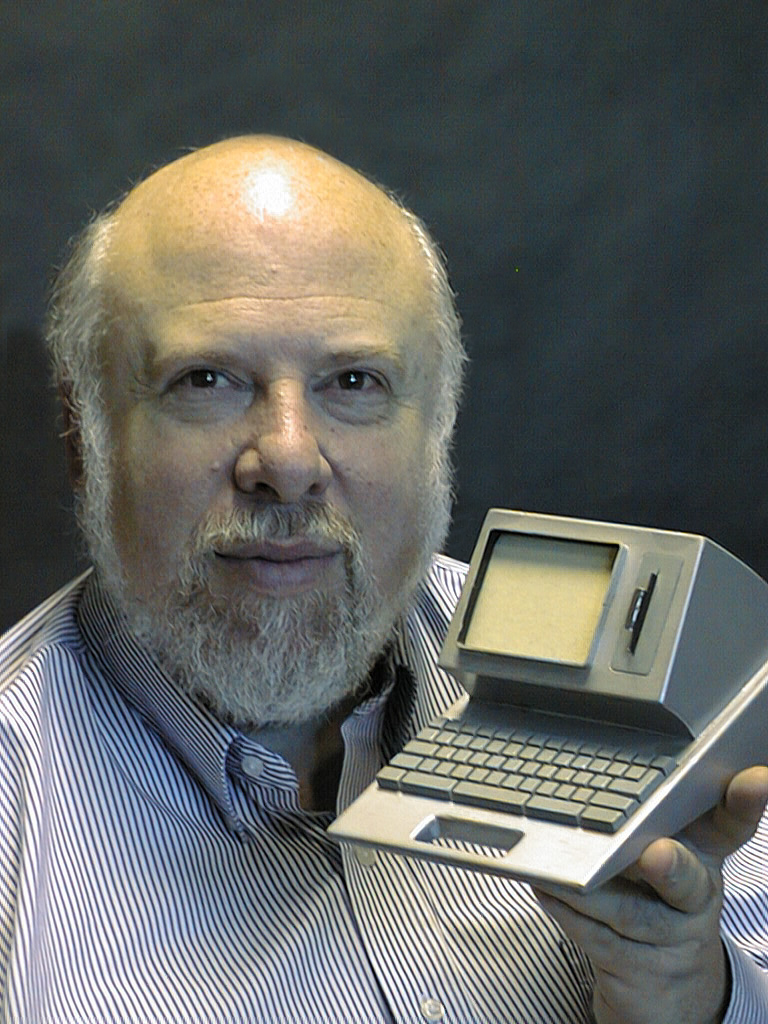
Так мог бы выглядеть Macintosh. Джеф Раскин с уменьшенной моделью Canon Cat

Джеф Раскин, так своевременно обративший внимание Джобса на разработки Xerox, с 1979 года вёл в Apple ещё один проект с «женским» именем — Annie. Раскин хотел создать недорогую, всего за тысячу долларов, портативную машину. Она должна была складываться как чемоданчик и больше напоминать бытовой прибор, чем компьютер. Вскоре после начала работы над проектом Раскин изменил его название на Macintosh, в честь своего любимого сорта яблок. Корпорация к этому времени уже занимала отдельное здание на Бэндли-драйв, 3, а в нескольких кварталах от него, в старом офисе Apple на Стивенс-Крик, в отдалении от начальства трудилась небольшая группа проекта Macintosh. Работа продвигалась медленно, но в группе, помимо Раскина, был и второй «мотор» — Баррелл Смит, молодой инженер-самоучка, поклонник Стива Возняка. Смиту удалось почти невозможное: сделать графический интерфейс на одной плате с использованием только стандартных компонентов. Засекреченный прототип Lisa к этому моменту был построен на базе пяти печатных плат и огромного количества комплектующих, изготовленных на заказ. Прототип Macintosh был втрое дешевле и при этом работал вдвое быстрее. Неудивительно, что Раскину несколько раз удавалось спасти проект от закрытия. Джобс немедленно переключился с проекта Lisa на Macintosh.
Разногласия между Джобсом и Раскиным были принципиальными, а потому непреодолимыми. Раскин проектировал компьютер, отталкиваясь от его конечной цены. Он установил планку в 1000 долларов и стал смотреть, что за эти деньги можно сделать. Результат не впечатлял, Раскин пытался выжать из ограниченного бюджета всё возможное, но прогресса по качеству и привлекательности практически не было. Джобс исповедовал другой подход: сначала постановка задачи, затем решение и, наконец, поиск оптимизации и удешевления этого решения, но ни в коем случае не за счёт потери в качестве или отказа от намеченных целей. Кроме того, Джобс мечтал взять реванш за неудачу с Lisa и воплотить, теперь уже в Macintosh, все технологии, увиденные им в научном центре Xerox. Раскин, хоть и лично привёл Джобса к этим технологиям, одобрял лишь некоторые из них, а именно оконный интерфейс и растровую графику, но ему совершенно не понравились пиктограммы и манипуляторы типа «мышь». Бывший ученик Раскина, Билл Аткинсон, поддержал Джобса, и Стив решил полностью переукомплектовать команду Macintosh, оставив лояльных себе людей и пригласив ещё нескольких специалистов.
Джобс шёл на обострение: Раскин отдавал распоряжения или назначал совещания — Джобс их отменял. К тому же Стив вызвал на состязание команду Lisa, заключив с Джоном Коучем пари на 5 тысяч долларов, что группа Macintosh первой выпустит инновационный продукт и что он будет лучше и дешевле машины Lisa. Раскин обратился за помощью к руководству компании, отправив Майку Скотту письмо, озаглавленное «Работа со Стивом Джобсом и на него»:

Он отвратительный руководитель… Работать с ним невозможно… Он регулярно пропускает встречи. Он действует, не подумав и толком не разобравшись в ситуации… Никому не доверяет… Когда ему рассказывают новые идеи, он сперва все критикует, говорит, что это полная ерунда и бесполезная трата времени. Но если идея хорошая, то вскоре он начинает рассказывать всем о ней так, будто это он придумал….
Оригинальный текст (англ.)He is a dreadful manager… I have found it impossible to work for him… Jobs regularly misses appointments. He acts without thinking and with bad judgment… He does not give credit where due… When told of a new idea, he will immediately attack it and say that it is worthless or even stupid, and tell you that it was a waste of time to work on it. Вut if the idea is a good one he will soon be telling people about it as though it was his own.
— из письма Джефа Раскина президенту Apple
Скотти переложил трудное решение на Марккулу. Тот вызвал к себе Джобса и Раскина. Стив, как это часто с ним случалось в критические моменты, расплакался, но свою позицию не изменил. Отстранить Джобса от работы второй раз подряд было немыслимо, особенных причин для этого тоже не было — проект под руководством Раскина явно буксовал. Воспользоваться же ситуацией в своих интересах, отправив конфликтного основателя компании подальше от центра корпорации, для решения второстепенной и заведомо бесперспективной задачи казалось куда более заманчивой идеей. Джобс на всё это смотрел иначе и даже обрадовался новому назначению:

Они решили пойти на уступки и найти мне какое-нибудь дело. Меня это устроило. Я словно вернулся к себе в гараж и снова руководил собственной небольшой командой.
Оригинальный текст (англ.)They wanted to humor me and give me something to do, which was fine. It was like going back to the garage for me. I had my own ragtag team and I was in control.
— Стив Джобс
В начале 1981 года Джобс возглавил проект Macintosh. Джефа Раскина отправили в вынужденный отпуск, и он уволился из Apple. Вскоре Раскин получил возможность завершить свою разработку в Canon. Специализированный настольный компьютер Canon Cat, выпущенный в 1987 году по его проекту, содержал множество уникальных идей, но коммерческого успеха не имел.
Джобс сразу же приступил к обновлению команды Mac, вскоре в ней оказалось около 20 человек, но Джобс продолжал набирать новых сотрудников. Каждому кандидату он торжественно демонстрировал прототип компьютера, наблюдая за реакцией. Если кандидат оживлялся, начинал обо всём расспрашивать и стремился тут же всё опробовать, Джобс зачислял его в группу.

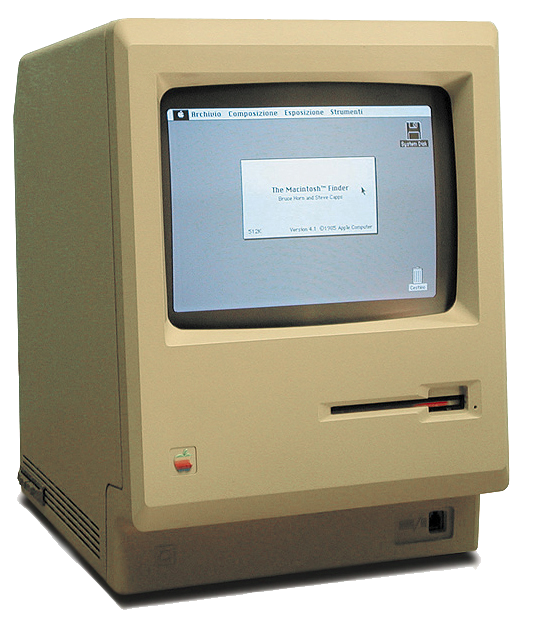
Apple Macintosh был реализован в виде моноблока со съёмной клавиатурой

Портативностью компьютера Джобс решил пожертвовать, при этом жёстко ограничив его габариты. Джерри Мэнок и Терри Ояма делали гипсовые модели корпуса, но Джобс каждый раз делал всё новые замечания. Он хотел, чтобы компьютер выглядел как можно более дружественным, и постепенно внешний вид Mac стал отдалённо напоминать человеческое лицо. Джобс стремился довести до совершенства внешний вид каждого элемента, начиная с окон и пиктограмм, и заканчивая упаковкой, которую покупатель тут же выбросит. Даже внутренние части компьютера должны были выглядеть гармонично, несмотря на то, что их будут видеть только разработчики и сервисные служащие. Тут же проявлялась и обратная сторона перфекционизма Джобса: он был убеждён, что доступ к содержимому системного блока должны иметь только сотрудники Apple, а пользователю там делать нечего, так как он должен воспринимать продукт Apple как единое целое, а не как набор компонентов. Для обеспечения такого восприятия Джобс шёл на весьма непопулярные меры, вплоть до использования нестандартных шурупов, под которые пользователю было крайне трудно подобрать отвёртки. Джобс не задумываясь жертвовал совместимостью и, как следствие, существенной частью рынка ради имиджа: покупатель должен чувствовать, что приобретает уникальное и законченное произведение искусства.
По этой же причине, а также из-за личных амбиций Джобса, уязвлённого отстранением от разработки Lisa, два компьютера, параллельно разрабатывавшиеся в Apple и адресованные одной аудитории, не были совместимы друг с другом ни в части комплектующих, ни в области программного обеспечения. Это, в свою очередь, означало жёсткую конкуренцию между Lisa и Macintosh за покупателя, и даже вражду между двумя группами инженеров и программистов Apple. Действия Джобса вели к расколу коллектива компании, но Стив ничего не предпринимал для его преодоления, — напротив, он не упускал случая отпустить колкость или ещё какую-нибудь выходку в адрес проектировщиков Lisa, объявляя Macintosh «убийцей» этого проекта.
Универсальный стиль для всей последующей продукции Apple Джобс не рискнул разрабатывать самостоятельно, а решил довериться профессионалам. В 1982 году он организовал конкурс, в котором победу одержал баварец Хартмут Эсслингер, разработавший дизайн телевизоров Sony Trinitron. Эсслингер по приглашению Джобса перебрался в Калифорнию вместе со своей фирмой, где зарегистрировал её под названием Frog Design, подписав контракт с Apple на 1,2 млн долларов. К 1984 году компания Apple внедрила стиль «Белоснежка», придуманный Эсслингером. Этот стиль стал глобальным трендом на рынке компьютеров и оргтехники.
Во время работы над Macintosh Джобс побывал в Японии, посетив там некоторые высокотехнологичные производства. Далеко не всё на японских заводах ему понравилось, но образцовой дисциплиной и безупречной чистотой в цехах он был поражён. Вернувшись в Калифорнию, Джобс принял решение выстроить во Фримонте завод по производству Macintosh. Он распорядился выбелить заводские стены, а станки покрасить в яркие цвета, чем шокировал сотрудников и рабочих.
Компьютер Lisa был представлен публике в январе 1983 года, и Джобс проспорил Коучу 5 тысяч долларов. Lisa выгодно отличалась от продукции конкурентов высоким качеством и передовыми возможностями. Но недоступная цена, порядка 10 000 $, не позволила ей стать массовым домашним компьютером, Lisa не показала высоких продаж. В то же время был период, когда во многих американских офисах работал хотя бы один такой компьютер, на котором сотрудники могли попеременно готовить документы, выглядевшие очень достойно для своего времени. Таким образом, Джобс, проиграв сражение, уверенно продвигался к окончательной победе в войне. Продукту противника была отведена незавидная роль: разогрев рынка в ожидании пришествия Mac.
Постепенно Джобс пришёл к представлению о своей группе как о шайке пиратов, в которой он выступает главарём. «Лучше быть пиратом, чем служить во флоте!» — заявил он. Джобс переманил к себе лучших специалистов компании, работавших над другими проектами, из проекта Lisa он похитил всё ценное, что там было наработано за 3 года. Наконец, в середине 1983 года «шайка» Джобса выбралась из тесного офиса на задворках корпорации, «взяла на абордаж» штаб-квартиру Apple на Бэндли-драйв и, окончательно обосновавшись в ней, водрузила на крыше «Весёлого Роджера». Подчинённым Стива подобные игры и сама атмосфера бунтарства пришлись по душе, чего нельзя было сказать о прочих сотрудниках и руководстве компании. Но Джобс сумел настоять на своём, и чёрный флаг развевался над главным зданием Apple до завершения работ над Mac. Джобс хорошо понимал, что дух авантюризма и бунтарства — это, прежде всего, командный дух. Деби Коулман заказала фуфайки с капюшоном, на которых было написано: «Работаю 90 часов в неделю, и мне это нравится!». Группа Lisa в ответ вышла на работу в футболках с надписью «Работаем 70 часов в неделю и выпускаем продукт». Группа Apple II, твёрдо знавшая себе цену и давно уставшая от разборок внутри компании, «утёрла нос» и тем и другим, выбрав своим девизом «Работаем 60 часов в неделю и зарабатываем деньги на оплату Lisa и Mac».
Несмотря на то, что Джобс всё больше прибирал к рукам нити руководства компанией, к 1983 году практически восстановив своё влияние и авторитет, он понимал, что многое будет зависеть от того, кто займёт кресло президента Apple. Временно после увольнения Скотта обязанности президента исполнял Марккула. Это длилось уже более двух лет, и всё это время Марккула подыскивал себе замену. Очевидной кандидатурой был Джобс, но оба они понимали, что Стив ещё не созрел для руководства корпорацией. Пришлось искать кандидата на стороне. Джерри Рош, руководитель кадровой службы, предложил кандидатуру Джона Скалли, сверхуспешного маркетолога, президента подразделения Pepsi-Cola корпорации PepsiCo. Джобс тут же взял Скалли в обработку, которая продолжалась несколько месяцев и которую Айзексон описывает как любовный роман. Они созванивались по десять раз в день и много времени проводили вместе. В беседах Джобс умело и тонко льстил, полностью раскрываясь перед Скалли, и добился такого же доверия с его стороны. Однако Скалли никак не решался оставить размеренный и очень успешный бизнес в Pepsi. Тогда Джобс без предупреждения перешёл в атаку, задав Скалли убийственный вопрос: «Вы хотите до конца своих дней продавать подслащённую водичку или всё-таки решитесь попробовать изменить мир?» По словам Скалли, ему показалось, будто его ударили под дых:

Стив умел всегда добиваться своего, он читал людей, как открытую книгу, и точно знал, что нужно сказать каждому. Впервые за четыре месяца я почувствовал, что не могу отказаться.
Оригинальный текст (англ.)He had an uncanny ability to always get what he wanted, to size up a person and know exactly what to say to reach a person. I realized for the first time in four months that I couldn’t say no.
— Джон Скалли
Скалли был совершенно очарован Джобсом и принял предложение возглавить Apple. Однако довольно скоро Стиву пришлось пожалеть о своём выборе. Джобс спроецировал на Скалли качества, которыми обладал сам, и даже более того — убедил Скалли в том, что тот ими тоже обладает. На деле же Скалли оказался лишь эффективным менеджером, нацеленным на получение максимальной прибыли. Он воображал себя романтиком и идеалистом, тогда как Джобс был им в действительности. Первый серьёзный конфликт между ними произошёл незадолго до презентации Macintosh, когда Скалли настоял на включении в цену продукта расходов на рекламную кампанию, что привело к удорожанию компьютера на 500 долларов. Джобс был вне себя, но сделать ничего не смог.

#### 1984
22 января 1984 года во время трансляции по каналу CBS финального матча по американскому футболу между командами «Лос-Анджелес Рэйдерс» и «Вашингтон Редскинз» был продемонстрирован рекламный ролик, придуманный рекламным агентством Chiat\Day и снятый режиссёром Ридли Скоттом, автором нашумевшей картины «Бегущий по лезвию» (1982), задавшей моду на эстетику киберпанка. Сюжет минутного ролика был незамысловат: в огромном зале серая толпа внимает с гигантского экрана Большому Брату. В зал вбегает атлетичного вида девушка в майке Macintosh и с молотом в руках. Её преследует полиция мыслей, но девушка отрывается от преследователей, раскручивает молот и запускает его в лицо на экране. Следует ослепительный взрыв и закадровый голос объявляет, что благодаря Apple «1984 год не станет „1984-м“». Ролик произвёл эффект разорвавшейся бомбы, был показан в новостях крупнейшими телеканалами и стал, по мнению ряда экспертов, первым образцом «вирусной рекламы». Парадоксальность ситуации заключалась в том, что ключевая метафора, выбранная Джобсом для этой рекламной кампании, куда меньше подходила к устройствам Apple, чем к компьютерам IBM с открытой архитектурой. По словам Айзексона, именно Macintosh в его герметичном корпусе, который невозможно было открыть без специальных инструментов, выглядел порождением ума Большого Брата. Но умелый и агрессивный маркетинг позволял переставить всё с ног на голову так, чтобы подмена не бросалась в глаза.
Презентация Macintosh, которую Джобс провёл 24 января 1984 года в университете Де Анза на ежегодном собрании акционеров, также вошла в историю маркетинга. Энди Херцфельд описывал место действия как «столпотворение». Джобс превратил простую презентацию в незабываемое шоу. Своё выступление он начал стихами Боба Дилана о том, что «времена меняются». Затем слово взял Скалли, признавшийся, что дружба со Стивом Джобсом стала для него главным событием с тех пор, как он присоединился к команде Apple. Кульминация вечера по праву принадлежала Джобсу. Для начала Стив поиронизировал над конкурентами из IBM, выставив их неудачниками и близорукими ретроградами, задумавшими с помощью тоталитарных методов захватить рынок ПК. Джобс сравнил корпорацию IBM с Партией из романа-антиутопии Оруэлла «1984», а Apple — с бунтарём-одиночкой, бросающим вызов тотальной системе контроля. Затем был показан уже известный рекламный ролик. Аудитория Де Анза неистовствовала. Дальнейшая программа презентации была не менее впечатляющей: Джобс продемонстрировал возможности Macintosh в области интерфейса, графики и звука. Компьютер сам рассказывал о себе, с помощью программного генератора речи, и его низкий металлический голос тонул в овациях и ликовании слушателей.
Однако эйфория акционеров Apple не могла изменить неутешительного положения дел. Macintosh имел успех, но продавался хуже, чем ожидалось. Джобс был убеждён, что причиной этому стала завышенная цена, и ставил Скалли в вину, что IBM в итоге захватила рынок ПК.

### Кризис и увольнение

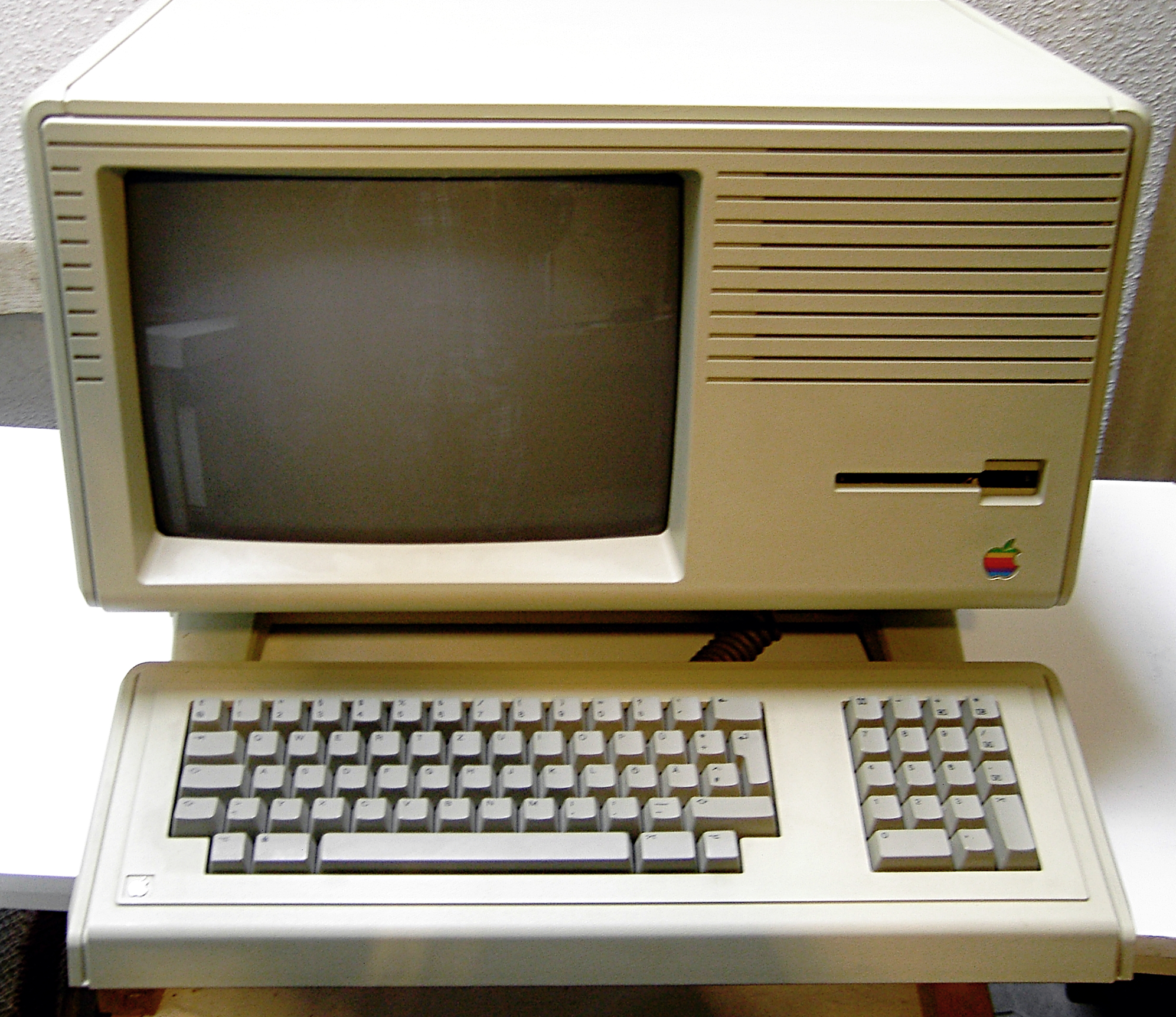
Компьютер Apple Lisa 2, с одним 3,5" дисководом, ребрендированный в Macintosh XL

После успешного выхода Macintosh на рынок позиции Стива Джобса в Apple временно упрочились. Отделы Lisa и Macintosh были слиты в один, который возглавил Джобс. Однако уже через год продажи Macintosh стали резко падать. Пользователи успели изучить сильные и слабые стороны компьютера, и последние заставляли их делать выбор в пользу IBM. Прежде всего, Macintosh, с его 128 килобайтами оперативной памяти, был слишком медленным для выполнения возложенных на него задач, апгрейд же производителем не предусматривался. Новейшие компьютеры IBM к 1985 году имели уже 1 МБ на борту. Во-вторых, в Macintosh не было жёсткого диска, и пользователям приходилось постоянно переставлять 3,5" дискеты. Наконец, из-за отсутствия вентиляторов Macintosh имел серьёзные проблемы с охлаждением. Что касается Lisa, то продажи этой модели были и вовсе на нуле. Тогда Джобс пошёл на очень сомнительный шаг, отдав распоряжение на нераспроданные компьютеры «линейки» Lisa установить эмуляцию Macintosh и выбросить результат на рынок под брендом Macintosh XL. Продажи утроились, но по сути это был обман, против которого взбунтовались многие ведущие специалисты Apple.
Вторым неудачным действием Джобса стал запуск рекламной кампании комплекта Macintosh Office. Комплект должен был состоять из файлового сервера, сетевого оборудования для терминалов Macintosh на протоколах AppleTalk и лазерного принтера LaserWriter. Джобс попытался взять тот же напористый и агрессивный тон, который принёс успех год назад, но «перегнул палку». В новом ролике под названием «Lemmings» офисные менеджеры с чёрными повязками на глазах стройными рядами шли к обрыву и падали с него, один за другим. И только Macintosh Office «открывал им глаза». Реклама получилась слишком мрачной и депрессивной, в ней не было и следа прошлогоднего драйва и оптимизма. К тому же, многих потенциальных клиентов Apple она была способна попросту обидеть, и сотрудники компании, в отличие от Джобса, это понимали. Ролик был встречен холодно, и проект Macintosh Office не состоялся.

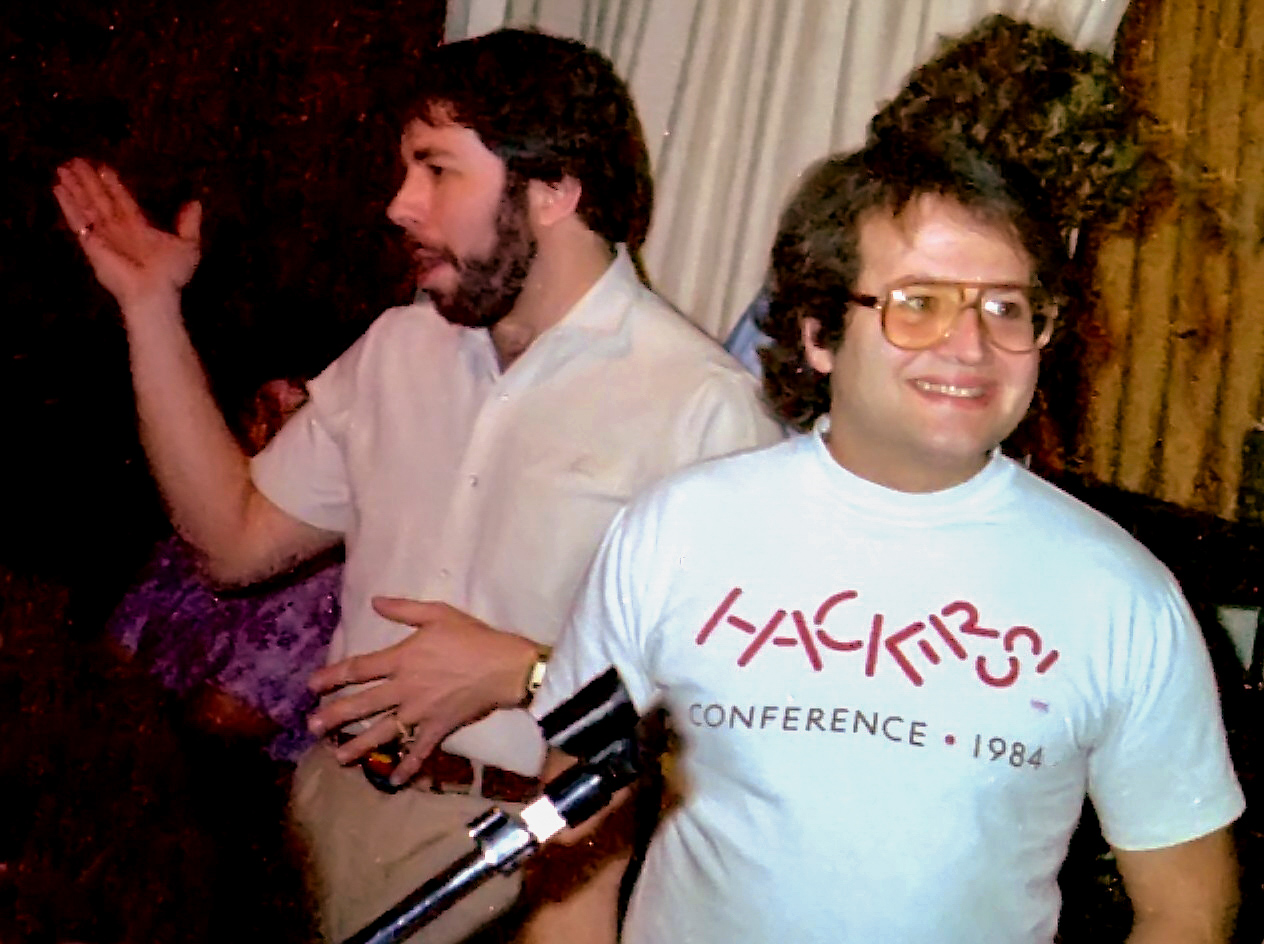
Стив Возняк (слева) и Энди Херцфельд в 1985 году

Спад продаж и сомнительные действия руководства вызвали уход ряда ведущих специалистов, с которыми Джобс расставался слишком легко и самоуверенно. К началу 1985 года компанию покинули Энди Херцфельд, Джоанна Хоффман, Баррелл Смит — главные «рабочие лошадки» проекта Macintosh. Даже Стив Возняк собирался уйти, чтобы основать собственную компанию по производству пультов дистанционного управления, но его уговорили остаться на полставки. Джобс будто не замечал происходящего и продолжал «выжимать» и «загонять» оставшихся сотрудников. Он закрывал заседания поздно ночью, рассылал многословные факсы, затем назначал новые заседания на 7 утра. Джобс становился всё более замкнутым и раздражительным, в любой момент мог сорвать злость на первом встречном. Кризис также вызвал ухудшение рабочих отношений Джобса и Скалли, что привело к борьбе за власть между ними. Джобс к этому времени уже считал Скалли неподходящим человеком для руководства компанией и вообще «плохим для Apple». Однако руководство его не поддержало, и было принято решение постепенно отстранить Джобса от управления компанией, тем более что у него созрела идея создания исследовательского центра AppleLabs, где он мог бы стать эффективным руководителем. Джобс некоторое время метался между желанием сохранить власть в компании и соблазном в очередной раз оказаться «капитаном пиратского корабля». Он несколько раз просил об отсрочке, но в конце концов не удержался — задумал в отсутствие Скалли устроить переворот в совете директоров и захватить власть. Даже самые верные сторонники Джобса сочли этот план безумием и пытались его отговорить. Скалли обо всём узнал, отменил поездку и 24 мая 1985 года на заседании совета директоров разоблачил планы Джобса. Совет встал на сторону Скалли и уволил Джобса с должности руководителя отдела Macintosh. Стив считал, что его все предали и бросили. Ему выделили маленький домик, в стороне от основных зданий Apple, Джобс называл его «Сибирью». Через некоторое время он просто перестал ходить на работу и убедился, что его отсутствия никто не замечает. Так Джобс продержался пять месяцев на формальной должности председателя совета директоров, без реальных полномочий, после чего ушёл из Apple и в том же году основал NeXT Inc.
В своём выступлении перед выпускниками Стэнфордского университета в 2005 году Джобс сказал, что увольнение из Apple было лучшим, что могло с ним случиться в тот момент:

Бремя успешного человека сменилось легкомыслием начинающего, менее уверенного в чём-либо. Я освободился и вошёл в один из самых креативных периодов своей жизни. <…> Я уверен, что ничего из этого не случилось бы, если бы меня не уволили из Apple. Лекарство было горьким, но пациенту оно помогло.
Оригинальный текст (англ.)The heaviness of being successful was replaced by the lightness of being a beginner again, less sure about everything. It freed me to enter one of the most creative periods of my life.<...> I'm pretty sure none of this would have happened if I hadn't been fired from Apple. It was awful tasting medicine, but I guess the patient needed it.
— Стив Джобс

## NeXT Computer

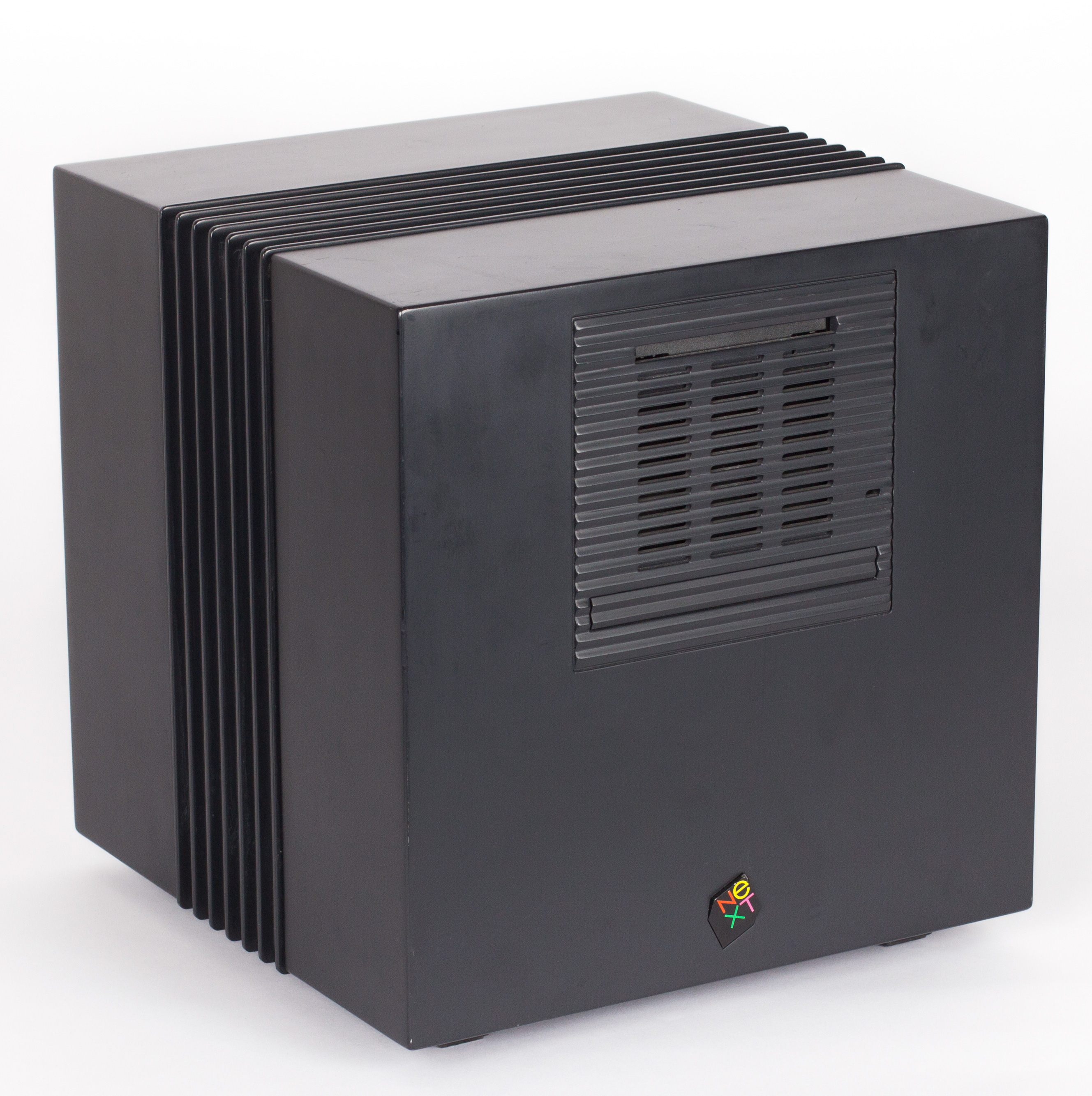
Компьютер NeXTcube

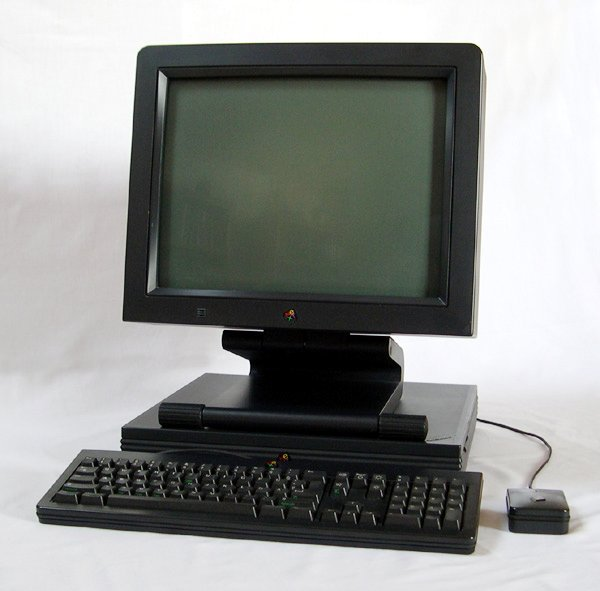
NeXTstation с оригинальной клавиатурой, мышью и монитором NeXT MegaPixel

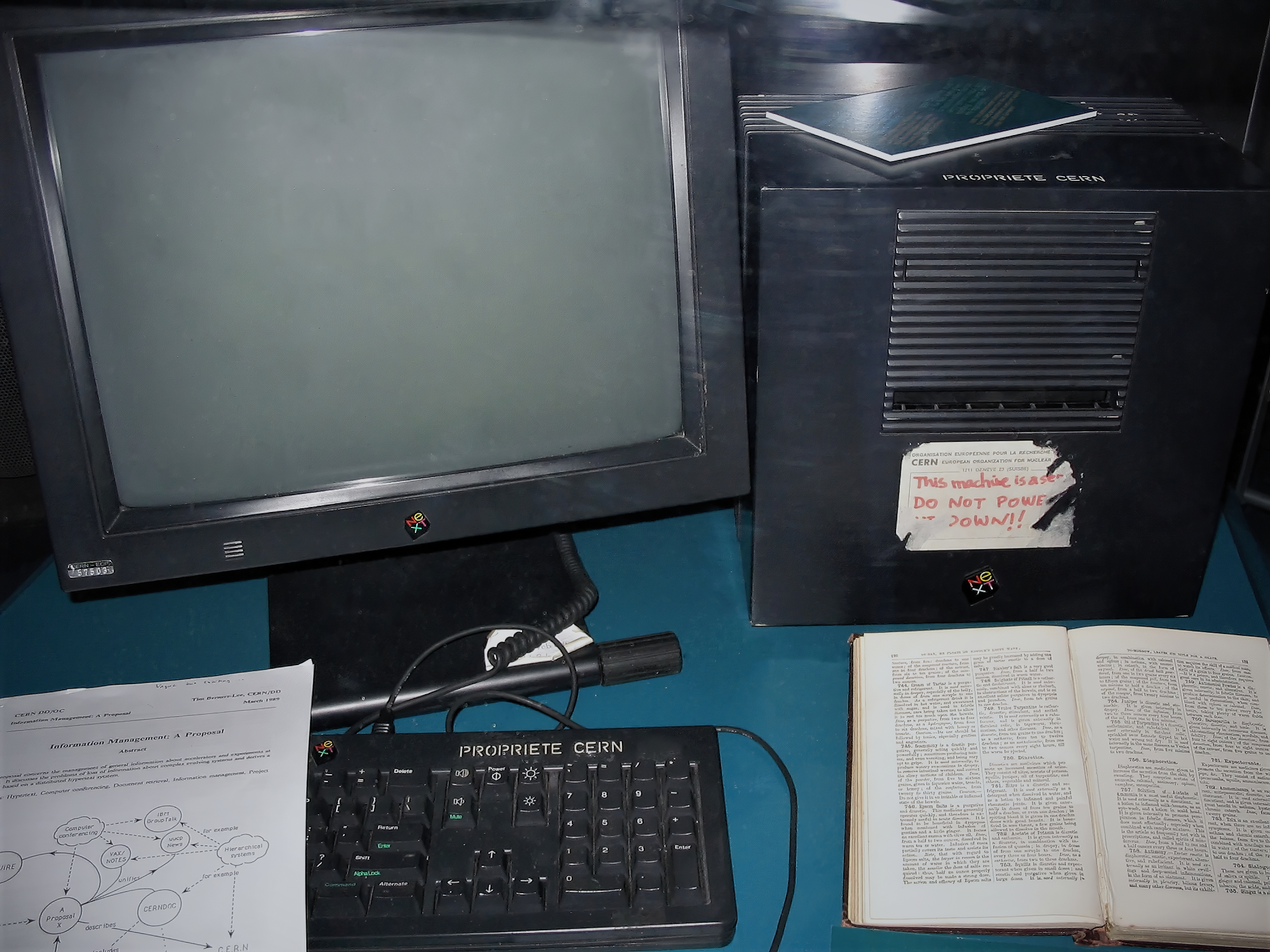
Этот компьютер NeXT использовался Тимом Бернерсом-Ли в ЦЕРН и стал первым в мире веб-сервером

В 1985 году Джобс познакомился с биохимиком Полом Бергом, лауреатом Нобелевской премии. Берг поделился своими представлениями о компьютере для научных исследований: он должен быть персональным, мощным и недорогим. Джобс запустил проект Big Mac, направленный на создание такого компьютера. Однако после ухода Джобса из Apple осенью 1985 года его преемник Жан-Луи Гассе закрыл проект. Теперь у Джобса появился шанс реализовать задуманное в собственной компании.
Логотип компании был разработан именитым дизайнером Полом Рэндом за 100 тысяч долларов. Джобс переманил к себе нескольких единомышленников из команды Macintosh — ведущего программиста Бада Триббла, ведущих инженеров Джорджа Кроу и Рича Пейджа, главного бухгалтера Сьюзен Барнс, художника-дизайнера Сьюзен Каре, маркетолога Дэниела Левина — и с 7 миллионами долларов зарегистрировал компанию NeXT Inc. Это вызвало обвинения в недобросовестности в адрес Джобса со стороны Apple. Скандал тут же подхватила пресса, а Джобс в ответ на это раздавал язвительные комментарии:

Трудно представить себе, что компания, у которой два миллиарда долларов оборота и 4300 сотрудников в штате, испугалась шестерых ребят в джинсах.
Оригинальный текст (англ.)It’s hard to think that a $2 billion company with 4,300 employees couldn’t compete with six people in blue jeans.
— Стив Джобс
Своей новой задачей Джобс видел создание компьютера для нужд науки и образования. Проблема заключалась в том, что Apple имела прочные позиции только на этом рынке. По мнению Джоанны Хоффман, Джобс умышленно решил поквитаться с Apple, владея инсайдерской информацией о будущих проектах компании и переманив ведущих специалистов. Совет директоров во главе со Скалли подал судебный иск против своего бывшего председателя «за нарушение фидуциарных обязательств». Но Джобс и тут «вышел сухим из воды»: в январе 1986 года было достигнуто внесудебное соглашение без выплаты денежных компенсаций. Джобс обязался не выпускать свой продукт на рынок раньше марта 1987 года и позиционировать новый компьютер как «профессиональную рабочую станцию», поставляемую напрямую в колледжи и университеты. Более того, вскоре Джобс вынудил Эсслингера из Frogdesign порвать с Apple и подписать договор с NeXT.
Через год от 7 миллионов почти ничего не осталось, а в активе новой компании был только логотип и шикарные офисы. Спас ситуацию бизнесмен и филантроп Росс Перо, в 1987 году он купил 16 % акций компании за 20 миллионов долларов, что стало первой крупной инвестицией в NeXT.
Стив управлял NeXT с навязчивой идеей эстетического совершенства. Вместе с Эсслингером они разработали дизайн компьютера NeXT, идея которого принадлежала Джобсу. Магниевый корпус компьютера представлял собой идеальный матово-чёрный куб с длиной ребра точно в 1 фут (30,48 см). На таком корпусе хорошо заметны малейшие царапины, но Джобса это не смущало. Стив не знал компромиссов, когда дело касалось дизайна: идеальные прямые углы представляли серьёзную технологическую проблему, однако Джобс не поскупился на расходы. Для производства компьютеров Джобс, как и в случае с Macintosh, построил белоснежный завод во Фримонте. Полностью роботизированная сборочная линия длиной 50 метров состояла из выкрашенных в яркие цвета станков и работала по японской системе «Канбан», воплощая логистическую концепцию «точно в срок».
Компьютеры NeXT поступили в продажу только в середине 1989 года по цене в 6500 долларов и первое время продавались ограниченными партиями для вузов с предустановленной бета-версией операционной системы NeXTSTEP. Также к системе по инициативе Джобса прилагались: оксфордское издание собрания сочинений Шекспира, тезаурус, Оксфордский словарь цитат. По мнению Айзексона, эти материалы стали предвестниками электронных книг с возможностью полнотекстового поиска. В следующем году NeXT Computer появился в розничной продаже по цене 9999 долларов.
В том же 1990 году было выпущено пересмотренное второе поколение компьютера, под названием NeXTcube, а также сервер NeXTstation, использовавший форм-фактор «коробки пиццы». Джобс рекламировал NeXTcube как первый «межличностный» компьютер, который заменит персональный компьютер. Благодаря инновационной мультимедийной системе электронной почты NeXTMail, NeXTcube позволял делиться голосом, изображениями, графикой и видео по электронной почте. «Межличностные компьютеры революционизируют человеческие коммуникации и групповую работу», — говорил Джобс журналистам.
Как и Apple Lisa, станция NeXT была технологически передовой, но в целом была отвергнута индустрией как слишком дорогая. Однако среди тех, кто мог себе её позволить, NeXT приобрела поклонников из-за своих технических преимуществ, главным из которых была объектно-ориентированная система разработки программного обеспечения. Джобс ориентировал продукты NeXT на финансовую, научную и академическую среду, подчёркивая задействованные в них инновационные и экспериментальные технологии — например, ядро Mach, чип цифрового сигнального процессора и встроенный Ethernet-порт. Тим Бернерс-Ли изобрёл Всемирную паутину и написал первый в мире гипертекстовый веб-браузер в ЦЕРНе, используя компьютер NeXT, а Джон Кармак написал на нём игры Wolfenstein 3D и Doom.
Выпуск настолько сложных и технологичных устройств оказывал значительную нагрузку на аппаратное подразделение NeXT, а отдача была невелика — сегмент рынка прочно заняла продукция Sun. В 1993 году, после продажи всего 50 тысяч машин, компания NeXT полностью перешла к разработке и лицензированию программного обеспечения с выпуском NeXTSTEP/Intel. Любимый завод Джобса был продан Canon. NeXT впервые показала прибыль, 1,03 миллиона долларов, в 1994 году. В 1996 году NeXT Software, Inc. выпустила WebObjects — фреймворк для разработки веб-приложений. После того, как NeXT был куплен Apple в 1997 году, WebObjects был использован для создания и запуска Apple Store, MobileMe и iTunes Store.

## Pixar и Disney
Незадолго до ухода из Apple Джобс через Алана Кэя познакомился с Эдом Катмуллом, начальником компьютерного подразделения киностудии Lucasfilm. Кэтмалл, по распоряжению Джорджа Лукаса, искал покупателя для этого подразделения, и Джобс, потрясённый увиденным на студии, загорелся желанием купить его для Apple:

Я захотел купить их, потому что был увлечён компьютерной графикой. Я понял, что они как никто умеют сочетать искусство и технологию, а меня это всегда очень интересовало.
Оригинальный текст (англ.)I wanted to buy it because I was really into computer graphics. I realized they were way ahead of others in combining art and technology, which is what I’ve always been interested in.
— Стив Джобс

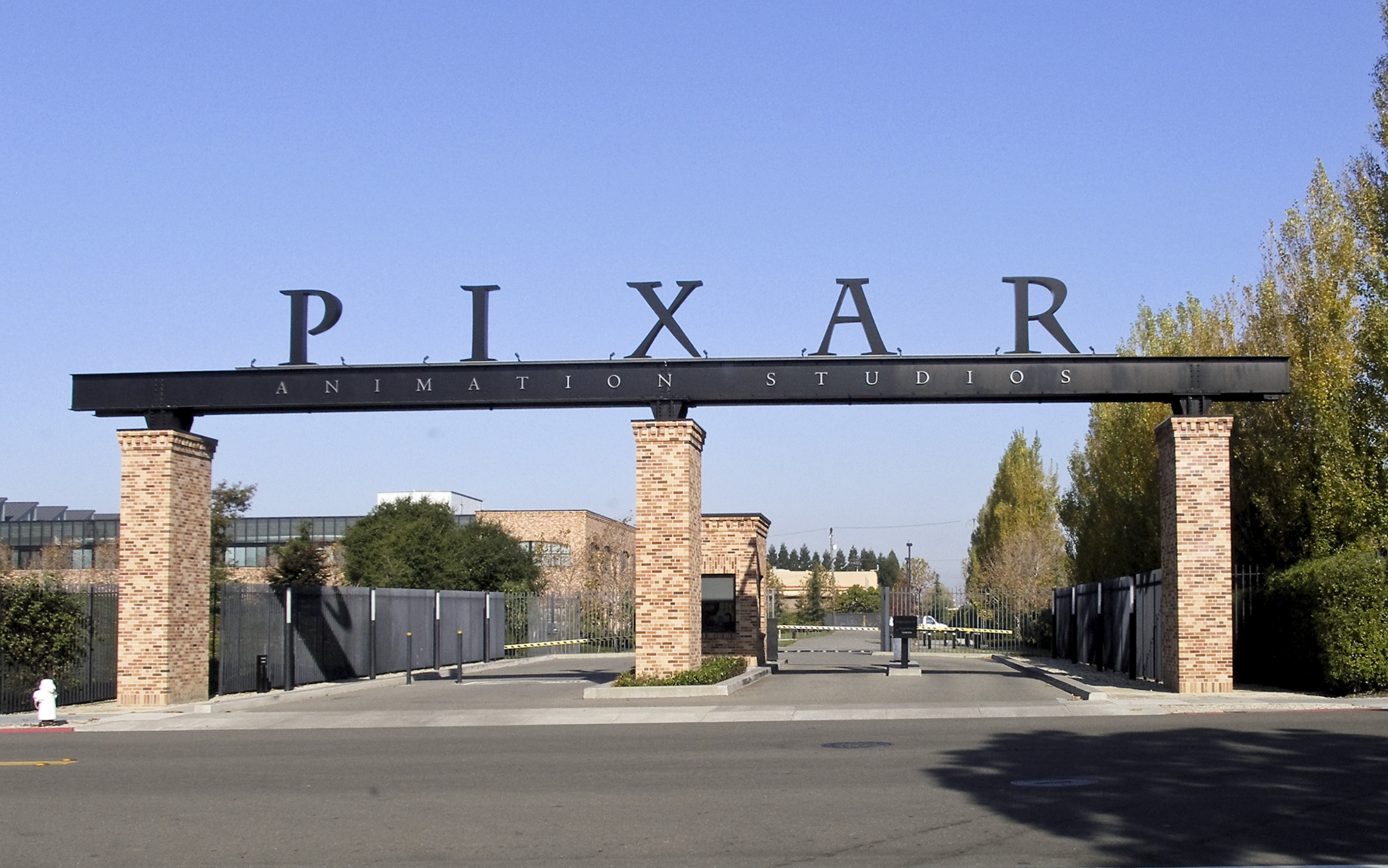
Студия Pixar, Эмеривилл, Калифорния

Но Джона Скалли предложение Джобса не заинтересовало. Пока шли переговоры, Эд Кэтмалл и Элви Рэй Смит, ещё один основатель подразделения, решили сами его выкупить у Лукаса, и Джобс стал рассматриваться уже только как потенциальный инвестор, но не покупатель. В итоге было достигнуто соглашение о покупке Джобсом 70 % подразделения, а руководство осталось за Кэтмаллом и Смитом. Джобсу эта покупка обошлась в 10 миллионов долларов, 5 из которых было выделено новой компании в качестве капитала. Подразделение разрабатывало как оборудование, так и программное обеспечение для работы с графикой и анимацией, а также производило фильмы. Центральное место в их арсенале оборудования занимала мощная рабочая станция Pixar Image Computer стоимостью 125 тысяч долларов. Созданная компания унаследовала название от этого компьютера — Pixar. Кроме оборудования, компания разрабатывала программное обеспечение, такое как Reyes и RenderMan. Джобс предполагал выйти на массовый рынок с Pixar Image Computer, удешевив его до 30 тысяч долларов («кубический» дизайн снова разрабатывал Эсслингер), и с программным обеспечением, которое позволило бы каждому создавать фотореалистичные изображения. Однако, как оказалось, массовый потребитель не интересовался трёхмерным моделированием. Компания несла убытки, а Джобс был вынужден постоянно вкладывать в неё личные средства, вырученные от продажи акций Apple.
Поначалу Джобс рассматривал короткометражные фильмы только как побочный продукт для демонстрации возможностей техники и программного обеспечения. Именно с этой целью Джон Лассетер поставил свой первый фильм, Luxo Jr. (1986) Мультфильм был продемонстрирован на конференции по компьютерной графике SIGGRAPH, неожиданно для создателей занял там первое место, а затем был номинирован на «Оскар». Джобс сдружился с Лассетером и даже в самое трудное для компании время находил средства для финансирования его фильмов. Трогательный мультфильм «Оловянная игрушка» (1987) получил «Оскар», и Джобс понял, что им следует сосредоточиться на кинопроизводстве. Этот успех привлёк к Pixar внимание кинокомпании Disney, соглашение с которой о совместном производстве полнометражного фильма Джобсу удалось подписать в мае 1991 года. Условия были очень невыгодными для молодой компании — Disney получала все права на будущий фильм и его персонажей, а также львиную долю прибыли от проката — но Pixar находилась на грани банкротства, выбирать было не из чего.
Первый полнометражный мультфильм, произведённый в партнёрстве в 1995 году, — «История игрушек». Работа над фильмом шла трудно: когда половина материала уже была отснята, пришлось возвращаться к первоначальной версии сценария, запрашивая дополнительные средства у Disney. Джобс активно поддерживал аниматоров Pixar, отстаивая у Disney их право на творческую самостоятельность, и был указан исполнительным продюсером фильма:

Даже сосчитать не могу, сколько вариантов «Истории игрушек» я видел, прежде чем фильм вышел на экран. Это уже превратилось в пытку. Я заходил к Стиву, и меня тут же сажали смотреть какую-нибудь сцену, улучшенную на 10 %.
Оригинальный текст (англ.)I can’t tell you the number of versions of Toy Story I saw before it came out. It eventually became a form of torture. I’d go over there and see the latest 10% improvement.
— Ларри Эллисон
Фильм «История игрушек» принёс Pixar славу и признание критиков, но Джобса роль подрядчика при Disney категорически не устраивала. Он решил пойти на риск, и буквально сразу после премьеры Pixar устроила публичное предложение акций. Это размещение стало самым выгодным за год, и студия обрела финансовую независимость. После кобрендинга две компании поровну финансировали совместные проекты и поровну делили прибыль.
В течение следующих 15 лет под руководством креативного директора Джона Лассетера Pixar произвела кассовые хиты «Приключения Флика» (1998), «История игрушек 2» (1999), «Корпорация монстров» (2001), «В поисках Немо» (2003), «Суперсемейка» (2004), «Тачки» (2006), «Рататуй» (2007), «ВАЛЛ-И» (2008), «Вверх» (2009) и «История игрушек: Большой побег» (2010). «В поисках Немо», «Суперсемейка», «Рататуй», «ВАЛЛ-И», «Вверх» и «История игрушек: Большой побег» получили по «Оскару» как лучшие анимационные полнометражные фильмы.
В 2003 и 2004 годах, когда контракт Pixar с Disney заканчивался, Джобс и CEO Disney Майкл Айснер пытались договориться о новом партнёрстве, но безуспешно. В начале 2004 года Джобс объявил, что Pixar будет искать нового партнёра для распространения своих фильмов после окончания контракта с Disney.
В октябре 2005 года Боб Айгер заменил Айснера в Disney и быстро уладил отношения с Джобсом и Pixar. 24 января 2006 года Джобс и Айгер объявили, что Disney согласилась приобрести Pixar за 7,4 миллиарда долларов. Как только сделка была закрыта, Джобс стал крупнейшим частным акционером The Walt Disney Company с 7 % акций компании. Пакет акций Джобса в Disney намного превысил пакет Айснера, которому принадлежат 1,7 %, и пакет члена семьи Диснеев Роя Диснея, который до своей смерти в 2009 году владел примерно 1 % акций компании и чья критика Айснера — особенно из-за порчи отношений Disney с Pixar — ускорила его уход. После завершения слияния Джобс стал членом совета директоров компании, а также помогал контролировать объединённый бизнес Disney и Pixar в качестве одного из шести членов руководящего комитета. После смерти Джобса его акции Disney были переданы в Траст Стивена Джобса, управляемый Лорен Джобс.

## Возвращение в Apple
К середине 1990-х Джобс уже был главой семьи: женат на Лорен Пауэлл и имел двоих детей. Ему требовался постоянный и надёжный источник дохода. Его компания NeXT, съёжившаяся до NeXT Software Inc., со штатом в 240 сотрудников, поставлявшая передовое программное обеспечение таким крупным заказчикам как Dell, The Walt Disney Company, WorldCom, Би-би-си, находилась в тупике. Джобс понимал, что только своими силами не выбраться, и снова стал смотреть в сторону Apple, дела которой тоже шли не блестяще. После ухода Джобса Apple несколько лет продержалась на старых идеях и разработках, а затем её доля на рынке упала с 16 % до 4 %.
Первый разговор между Стивом Джобсом и директором Apple Гилом Амелио о возможном объединении или поглощении NeXT состоялся в 1994 году: в распоряжении NeXT была многозадачная объектно-ориентированная операционная система NeXTSTEP, и к ней интерфейс программирования приложений (API) OpenStep, а в распоряжении Apple — аппаратная база и производственные мощности. Через два года Амелио осознал глубину кризиса Apple и вернулся к предложению Джобса. Конкуренцию NeXT за право слияния с Apple составила Be Inc., основанная в 1990 году Жаном-Луи Гассе, когда-то сменившим Джобса на посту главы отделения Macintosh и закрывшим его проект Big Mac. Гассе предлагал использовать BeOS в новом компьютере Apple и был уверен в победе. Тем не менее, вскоре Apple объявила, что купит NeXT за 427 миллионов долларов. Сделка была завершена в конце 1996 года. После покупки NeXT большая часть технологий компании нашла своё применение в продуктах Apple — в первую очередь NeXTSTEP, ставшая основой для Mac OS X.
20 декабря Джобс вернулся в основанную им компанию и был представлен коллективу Apple как «советник председателя». В компании сразу же стало ощущаться движение: производство было сокращено, последовала череда кадровых замен и перестановок. Стало ясно, что Джобс попытается вернуть Apple себе, хотя сам он называл себя лишь «консультантом» и всячески открещивался от претензий на власть, ссылаясь на занятость в Pixar и необходимость уделять больше времени семье. В то же время Джобс быстро сумел провести преданных ему людей на ключевые позиции в компании и приобрёл довольно однозначную репутацию:

Мистер Джобс стал в Apple серым кардиналом. Говорят, решения по сокращению производства зависят именно от него. Мистер Джобс призывал некоторых бывших сотрудников Apple вернуться в компанию, прозрачно намекая, что планирует захватить власть. По словам человека, пользующегося доверием мистера Джобса, он полагает, что Амелио и его ставленники вряд ли сумеют возродить Apple, поэтому хочет заменить их, дабы спасти «свою» компанию.
Оригинальный текст (англ.)Mr. Jobs has become the power behind the throne. He is said to be directing decisions on which parts of Apple’s operations should be cut. Mr. Jobs has urged a number of former Apple colleagues to return to the company, hinting strongly that he plans to take charge, they said. According to one of Mr. Jobs’ confidantes, he has decided that Mr. Amelio and his appointees are unlikely to succeed in reviving Apple, and he is intent upon replacing them to ensure the survival of ‘his company.
— Луиза Кехо, Financial Times, февраль 1997

### Think Different

Логотип для компании Think Different, созданный агентством TBWA\Chiat\Day в 1997 году

Совет директоров отстранил Гила Амелио от должности CEO в июле 1997 года. Джобс выдвинул ультиматум о роспуске совета, и руководство пошло ему навстречу. Председатель правления Эд Вулард, много сделавший для возвращения Джобса и пользовавшийся его доверием, сохранил кресло, как и Гарет Чан, а среди уволенных оказался Майк Марккула, наставник Джобса, под руководством которого они с Возняком строили Apple в 1977 и который встал на сторону Скалли в 1985. Джобс относился к Марккуле как к отцу и, несмотря на старую обиду, лично поехал к нему, чтобы сообщить об увольнении и спросить совета. Марккула с пониманием отнёсся к решению Джобса и сказал, что для спасения компании придётся вновь производить то, чего никто раньше не делал, новый тип товара: «Бери пример с бабочки и преображайся». Другого раскаявшегося «предателя», Билла Кэмпбелла, Джобс простил и вернул в совет директоров Apple. Также в новый совет вошли основатель и глава Oracle Ларри Эллисон, бывший финансовый директор Chrysler и IBM Джерри Йорк и, наконец, сам Стив Джобс.
Джобс обратился за помощью к старым знакомым из агентства TBWA\Chiat\Day — авторам идеи культового рекламного ролика «1984». Из предложенных вариантов Джобс выбрал концепцию Think Different («Думай иначе»). Стив отстоял такое написание слогана, отказавшись от грамматически более очевидного «Think Differently» («Думай иначе»). Казалось, что новый слоган Apple обыгрывает известный девиз IBM «Think», бросая им вызов. Лозунг кампании служил для того, чтобы более явно оспорить потребителей, которые продукции Apple предпочитали IBM-совместимые ПК. Джобс задался целью вернуть былые отношения между Apple и её клиентами. Рекламная кампания была построена на привлечении образов знаменитых исторических личностей: Эдисона, Эйнштейна, Ганди, Пикассо, Дилана, Леннона и многих других, которых Джобс считал близкими по духу себе, команде и пользователям Apple:

Основная предпосылка кампании заключалась в том, что люди забыли, за что боролась Apple, забыли даже её работники. Мы долго и тщательно обдумывали, как рассказать кому-то, за что сражаешься, каковы твои ценности, и тут до нас дошло, что если вы не знаете кого-то достаточно хорошо, то можете спросить его: «Кто твой герой?» Вы можете узнать многое о людях, услышав, кто их герои. Поэтому мы сказали: «Хорошо, мы расскажем им, кто наши герои».
— Стив Джобс
В сентябре Джобс был официально назначен временным CEO и де-факто возглавил Apple. В марте 1998 года Джобс пошёл на жёсткие меры для оживления компании. Он закрыл целый ряд проектов, таких как Newton, Cyberdog и OpenDoc. Многие сотрудники в это время боялись столкнуться с Джобсом в лифте, опасаясь потерять работу, выйдя из него. За год было уволено более 3000 человек.
Джобс, будучи принципиальным противником клонирования товаров, отказал сторонним производителям техники в продлении лицензии на программное обеспечение. В результате выпуск клонов Macintosh фирмами Power Computing Corporation, Radius (computer) и Motorola, налаженный за время отсутствия Джобса и не оправдавший себя, был прекращён:

Это самый дурацкий поступок на свете — позволить, чтобы производители паршивых компьютеров использовали нашу операционную систему и отхватили кусок наших продаж.
Оригинальный текст (англ.)It was the dumbest thing in the world to let companies making crappier hardware use our operating system and cut into our sales.
— Стив Джобс
Вместо большого ассортимента, выпускавшегося при Амелио, Джобс объявил о разработке всего четырёх наименований продукции — стационарных и портативных моделей для профессионалов и простых потребителей. Они получили названия: Power Macintosh G3 и PowerBook G3 (профессиональные устройства), iMac и iBook (для широкого потребителя). Внешнему виду массовой продукции Джобс традиционно уделял особое внимание. Дизайн снова стал управлять технологиями в Apple, а не наоборот. «Звездой» компании стал Джонатан Айв, новый вице-президент по промышленному дизайну. Айв и Джобс быстро сблизились, Джобс признавался, что нашёл в Айве «родственную душу». Их союз стал одним из ключевых в истории промышленного дизайна.

### iMac

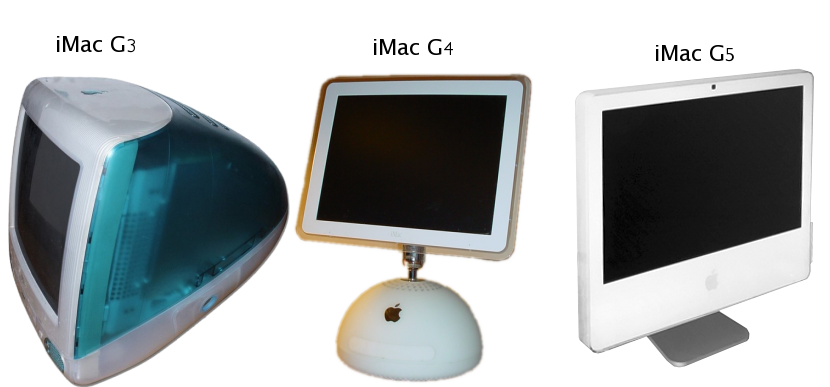
iMac G3 «Bondi Blue», iMac G4, iMac G5

Первым достижением альянса Джобса и Айва стал iMac G3. Как и Macintosh четырнадцатью годами ранее, он был представлен в аудитории Флинта колледжа Де Анза, 6 мая 1998 года. Моноблочный компьютер с CRT-дисплеем имел совершенно «безумный» футуристический дизайн. По словам Джобса, «он словно прибыл с прекрасной планеты, населённой выдающимися художниками».
iMac первого поколения был похож одновременно и на космический аппарат, и на каплю воды, и даже на лампу из «Luxo Jr.», знаковой дебютной короткометражки студии Pixar. Корпус был выполнен из прозрачного пластика цвета «бондийский синий» — по цвету воды у побережья Австралии — и позволил, наконец, показать сквозное гармоничное единство внешнего и внутреннего, столь важное для Джобса. Позже Айв подобрал ещё несколько цветов пластика для iMac G3. «Задняя часть нашего компьютера лучше, чем передняя любого другого» — гордо заявляли в Apple. Венцом разработки стала удобная ручка, утопленная в корпус компьютера и как бы приглашавшая прикоснуться к нему:

Когда мы продемонстрировали проект инженерам, они тут же привели 38 причин, по которым его нельзя было реализовать. А я говорю: «Нет, он должен быть реализован». «Почему это?» — спрашивают они. «Потому что я генеральный директор компании — ответил я, — и считаю, что это можно сделать». И им пришлось подчиниться.
Оригинальный текст (англ.)When we took it to the engineers, they came up with thirtyeight reasons they couldn’t do it. And I said, ‘No, no, we’re doing this.’ And they said, ‘Well, why?’ And I said, ‘Because I’m the CEO, and I think it can be done.’ And so they kind of grudgingly did it.
— Стив Джобс
iMac стал самым быстро продаваемым компьютером в истории Apple. Около трети продаж пришлись на тех, кто никогда раньше не покупал компьютер, — таким образом, Джобсу снова удалось создать продукт, «который не внушает людям страха». Успех iMac G3 способствовал популяризации интерфейса USB среди производителей периферии, о чём свидетельствует тот факт, что многие ранние USB-устройства были сделаны из полупрозрачного пластика, чтобы соответствовать дизайну нового компьютера от Apple.
С тех пор привлекательный дизайн и мощный брендинг работали на Apple. На выставке Macworld Expo в 2000 году Джобс официально убрал слово «временный» из названия своей должности в Apple и стал постоянным CEO. Джобс шутил тогда, что будет называть свою должность iCEO.
Последующие модели «линейки» iMac включали в себя LCD-дисплеи, но концепция моноблока и традиции неожиданного, новаторского дизайна были сохранены. В частности, в основе iMac G4, представленного в январе 2002 года, лежала идея подсолнуха, с одной стороны, а с другой — этот компьютер с монитором на подвижном шарнире снова напоминал настольную лампу.

### Apple Store

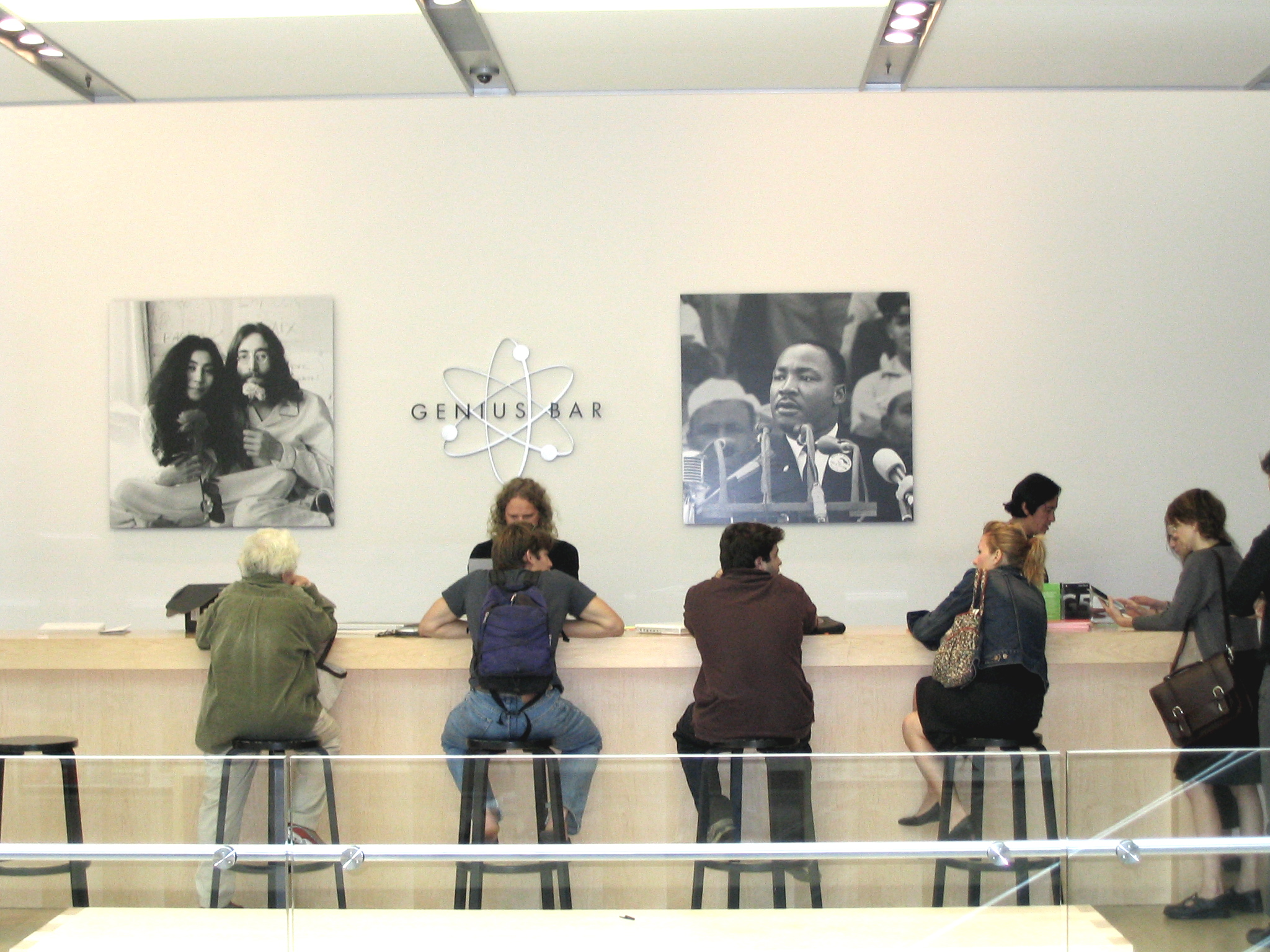
Genius Bar в нью-йоркском Apple Store

Стиву Джобсу очень не нравились условия, в которых продаются товары Apple. Во-первых, компьютерная техника продавалась, в основном, в крупных торговых центрах. В них часто даже не было фирменных отделов — техника Apple и конкурирующих марок могла располагаться на одной полке, консультанты были заинтересованы в продаже любого товара и слабо разбирались в его возможностях, не говоря уже о «философии» продукта, которая для Джобса всегда стояла на первом месте. Продажа через онлайн-магазин решала проблему лишь отчасти: полноценного контакта между Apple и потребителем всё равно не получалось. Во-вторых, магазины электроники располагались, как правило, на окраинах, где арендная плата ниже. По мнению маркетологов, для покупателей это имело большое значение, так как компьютеры приобретаются нечасто и стоят довольно дорого — ради покупки по более выгодной цене можно съездить и за город. Стив Джобс, напротив, был убеждён в необходимости прийти к потребителю, чтобы тот мог получить квалифицированную консультацию и приобрести товар рядом со своим домом.
К концу 1999 года Джобс задумался о создании специализированного магазина Apple. Перед ним были два примера: негативный опыт IT-компании Gateway, прогоревшей после открытия собственной сети пригородных магазинов, и успешный опыт компании Gap, владельца сети магазинов по продаже одежды. Джобс пришёл к выводу, что ошибка Gateway заключалась, прежде всего, в том, что они не рискнули приблизить свои магазины к покупателю, в остальном же никакой принципиальной разницы между продажей компьютеров и одежды нет. Тогда Джобс взял в совет директоров главу Gap Милларда Дрекслера:

Я ушёл из универмагов, потому что меня раздражала невозможность контролировать собственные товары с момента их производства и до момента продажи. Стив такой же, — наверное, поэтому он меня и нанял.
Оригинальный текст (англ.)I left the department store business because I couldn’t stand not controlling my own product, from how it’s manufactured to how it’s sold. Steve is just that way, which is why I think he recruited me.
— Миллард Дрекслер
Джобс также нанял вице-президента отдела продаж компании Target Рона Джонсона. Миллард посоветовал Джобсу не торопиться с открытием магазина, а для начала втайне полностью его смоделировать. Для этой цели был снят пустующий склад в Купертино. Джобс часто бывал там, с Джонсоном или в одиночестве, обдумывая все детали. Постепенно склад стал напоминать дизайнерскую студию.
Через полгода прототип магазина был готов. Это было помещение с одним входом, разделённое на четыре части — по числу основных продуктов, выпускаемых Apple на тот момент: iMac, iBook, Power Macintosh G3 и PowerBook G3. И тут Джонсон понял, что эта концепция никуда не годится — секции должны разделяться не по «линейкам» продуктов, а по их предназначению: работа с музыкой, с видео и так далее. Джобс пришёл в ярость, но вынужден был признать правоту Джонсона. Пришлось отложить открытие магазина на несколько месяцев и всё переделывать с самого начала.
Первые два магазина Apple Store открылись 19 мая 2001 года: «Tyson’s Corner» в городе Маклин (Вирджиния) и «Glendale Galleria» в городе Глендейл (Калифорния). Магазины оформлены в традициях баухауса и архитектурного минимализма. В сдержанных и лаконичных интерьерах соединены дерево, камень, сталь, стекло. Джобс сам продумывал и утверждал каждую деталь, от полов из тосканского песчаника и уникальных стеклянных лестниц до постеров и выключателей на стенах. Идея «Бара гениев», представляющего собой нечто среднее между баром и стойкой ресепшн, принадлежала Джонсону. Он предложил разместить в этой секции лучших специалистов Apple в качестве консультантов, и назвать их «гениями». Джобс сначала раскритиковал идею за претенциозность, заявив, что они не «гении», а косноязычные гики, однако в дальнейшем утвердил предложение Джонсона.
Аналитики дружно предрекали Apple Store провал, но через 3 года магазины Apple посещало в среднем 5400 человек в неделю. На 2012 год в мире действуют более 370 магазинов Apple Store, ещё более 50 готовятся к открытию. Магазины Apple Store приносят наибольший доход с квадратного метра — не только в США, но и в Европе. Открытие каждого нового магазина ожидается фанатами с не меньшим нетерпением, чем выпуск нового устройства Apple, и проходит в не менее торжественной обстановке. Коммерческий и маркетинговый успех Apple Store побудил и другие компании открывать собственные фирменные магазины.

### iTunes
На рубеже веков IT-отрасль бурно развивалась. Приближался бум цифровой фотографии. Появились доступные CD- и DVD-приводы с возможностью записи данных. Пиринговые сети позволили делиться любой информацией и получать её практически бесплатно. Это был колоссальный неосвоенный рынок, на котором, кроме производителей компакт-дисков, никто всерьёз не работал, и который для получения прибыли предварительно следовало упорядочить. В то же время крах доткомов 2000 года ударил по подавляющему большинству компаний, работавших в сфере высоких технологий. Рынок персональных компьютеров также переживал стагнацию. В этих условиях Стив Джобс пришёл к глобальному замыслу о компьютере как о цифровом центре, дополненном переносными компактными устройствами, простыми программами для работы с медиаконтентом и удобными сетевыми сервисами. Это позволило бы совершить прорыв в отрасли, и Apple, производившая и компьютеры, и периферию, и программное обеспечение, выглядела чуть ли не единственной компанией, способной на решение столь масштабной задачи.

Когда все затянули пояса, мы решили, что этот спад нам на пользу. Мы продолжали вкладывать средства в исследования и разработки, продолжали изобретать, чтобы, когда кризис кончится, быть на шаг впереди конкурентов.
— Стив Джобс
Эта грандиозная работа началась с создания качественного программного обеспечения. Вместе с iMac поставлялся видеоредактор iMovie, а сам компьютер был оснащён скоростным последовательным портом FireWire для передачи видео, что и стало отправной точкой. В дальнейшем программа iMovie стала первым компонентом пакета для работы с мультимедиа iLife. 9 января 2001 года был представлен универсальный медиаплеер iTunes. В его основе лежала разработка бывших сотрудников Apple Билла Кинкейда, Джеффа Роббина и Дейва Хеллера под названием SoundJam MP. Все трое вернулись в Apple после того, как компания выкупила SoundJam. Джобс принимал активное участие в доработке и упрощении плеера.

### iPod

Линейка iPod (2010—2011); слева направо: iPod shuffle, iPod nano, iPod classic, iPod touch

Важной частью цифрового узла должен был стать миниплеер. MP3-плееры с флеш-памятью появились на рынке в конце 1990-х, но ни один из них Джобса не устроил: это были сложные и дорогие устройства с ограниченными возможностями — они вмещали лишь полтора-два десятка песен в хорошем качестве. CD-плееры, поддерживавшие MP3-формат, тоже не годились: большие габариты, трудоёмкая запись дисков, недостаточная надёжность. Было принято решение создать собственное устройство, специально для работы с iTunes на iMac. Вице-президенту по инженерным разработкам Джону Рубинштейну удалось заполучить экспериментальные 1,8-дюймовые жёсткие диски Toshiba объёмом 5 ГБ. Рубинштейн продумал также остальные компоненты плеера и поручил собрать всё воедино инженеру Тони Фаделлу. Джонатан Айв предложил белый цвет для всего устройства. Белые наушники-капли смотрелись особенно странно, но Джобс поддержал Айва, и пользователи iPod получили возможность выделиться в толпе. В целях ограничения нелегального распространения контента Джобс принял решение технически запретить скачивание музыки с iPod на другие устройства, а на упаковке плеера поместить надпись «Не укради музыку». Джобс также упразднил выключатель, и это стало отличительной особенностью многих устройств Apple — они просто «засыпают» во время бездействия и «просыпаются» после нажатия любой кнопки.
Первое поколение iPod было выпущено 23 октября 2001 года. Джобс свернул рекламную кампанию iMac, верно рассчитав, что продажи iPod подстегнут спрос и на компьютеры. Рекламная кампания была построена не на функциональных преимуществах плеера, они для этого были слишком очевидны. iPod позиционировался как культовый аксессуар и действительно обрёл этот статус: более ста тысяч плееров были проданы до конца 2001 года, а за 10 лет было реализовано более 300 миллионов устройств. В 2005 году заметным трендом в общественной жизни Америки стало обсуждение содержимого iPod публичных персон, вплоть до президента США.
С выпуском iPod компания Apple стала крупным игроком музыкальной индустрии. Компания выпускала различные вариации плеера: с жёстким диском и флеш-памятью, с возможностью воспроизведения видео, с сенсорным экраном и вообще без него. Последний вариант был предложен Джобсом в ходе последовательной миниатюризации устройства и, к удивлению многих, пользовался колоссальным спросом.

### iTunes Store
Успех iPod подготовил почву для открытия собственного магазина музыки Apple. 28 апреля 2003 года Стив Джобс в Москони-центре в Сан-Франциско представил музыкальный онлайн магазин iTunes Store. Этому событию предшествовала продолжительная работа с гигантами индустрии, и Джобсу удалось склонить их к сотрудничеству. Он настоял, чтобы песни в магазине продавались не альбомами, а поштучно, по 99 центов за композицию. Такой подход поначалу вызвал опасения со стороны звукозаписывающих компаний и исполнителей: ведь большинство покупателей приобретает альбомы ради двух-трёх хитов. Однако Джобсу было чем возразить: «Пиратство и интернет уже уничтожили саму идею альбомов. Невозможно тягаться с пиратством, если не продавать песни по одной». Джобс пообещал, что покупателями магазина iTunes станут только пользователи Mac, а это всего 5 % рынка персональных компьютеров. Музыкальные магнаты решили рискнуть, поскольку потери от пиратства действительно становились угрожающими:

Мы верим в то, что 80 % людей, крадущих музыку, делают это не по своей воле — у них просто нет выбора. И мы решили: надо создать легальную альтернативу. От этого выиграют все —
музыкальные компании, сами музыканты, Apple и в конечном итоге пользователи, потому что они получат отличный сервис, который избавит их от необходимости воровать.
Оригинальный текст (англ.)We believe that 80% of the people stealing stuff don’t want to be, there’s just no legal alternative. So we said, ‘Let’s create a legal alternative to this.’ Everybody wins. Music companies win. The artists win. Apple wins. And the user wins, because he gets a better service and doesn’t have to be a thief.
— Стив Джобс
Руководитель iTunes Store Эдди Кью предсказывал миллион продаж за первые 6 месяцев, вместо этого миллион песен был распродан за 6 дней. Корпорация Apple уверенно вошла на новый рынок, открытие магазина iTunes Джобс называл поворотным событием в истории музыкальной индустрии. В июне 2011 года была продана 15-миллиардная композиция. Через магазин также реализуются фильмы, телепередачи, аудиокниги и другой медиаконтент. Попытки конкурентов создать сервис, аналогичный iTunes Store, серьёзного успеха не имели.

### iPhone

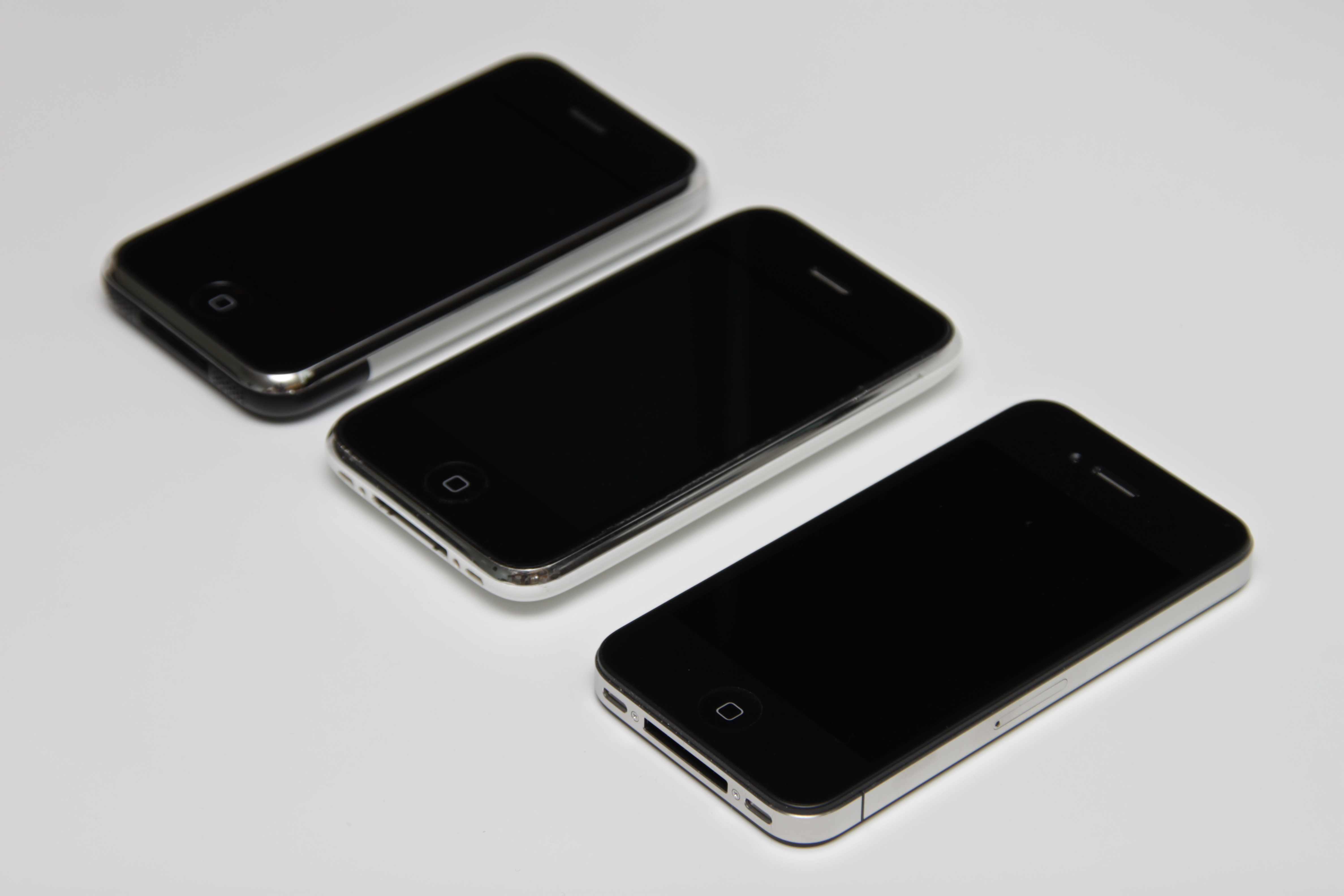
Слева направо: оригинальный iPhone, iPhone 3G, iPhone 4

Феноменальный успех iPod не принёс Джобсу спокойствия. Развитие мобильных телефонов уже привело к падению спроса на фотоаппараты и цифровые камеры, и Джобс понимал, что скоро телефон вберёт в себя все возможные функции, а значит, каким бы удобным ни был музыкальный плеер, он окажется невостребованным. Apple обязательно нужно было занять свою нишу на рынке мобильных телефонов. Попытка пойти простым путём, объединив усилия и технологии с опытным производителем, оказалась неудачной: гибрид iPod и RAZR от Motorola под названием ROKR получил плохие отзывы. Тогда было решено модифицировать iPod своими силами, добавив в плеер функции телефона.
Одновременно в Apple полным ходом шла разработка собственного интернет-планшета, для которого был придуман мультисенсорный интерфейс. Но этот проект заморозили, так как телефон был более приоритетной задачей. Интерфейс планшета адаптировали к размеру телефонного экрана, и дальнейшая работа шла по двум направлениям: одна группа пыталась переделать iPod, сохранив диск, другая трудилась над мультитач-дисплеем. Удобное для прокрутки списков колесо оказалось совершенно непригодным для набора номера, и в производство был запущен второй вариант. В начале 2005 года Apple купила фирму FingerWorks, которая разрабатывала и производила мультисенсорные панели управления.
По настоянию Джобса механическая клавиатура была убрана, её функции на себя полностью взяла программная часть. От пластикового экрана Джобс отказался, приняв решение опробовать новый вид материала — стекло. Оно должно было быть очень прочным и устойчивым к царапинам. Такой материал, разработанный ещё в 1960-е годы и не нашедший тогда применения, оказался в каталоге компании Corning Glass. Джобс убедил руководство этой компании в необходимости и возможности наладить массовый выпуск этого стекла в сверхсжатые сроки. Для этого один из заводов Corning Glass был перепрофилирован буквально за сутки.
После девяти месяцев напряжённой работы Джобс понял, что дизайн телефона его не устраивает. Главным козырем модели был большой стеклянный экран, но его визуально подавлял металлический корпус. Джобс посоветовался с Айвом и объявил его команде:

Ребята, вы чуть не угробили себя, работая над этим дизайном, но мы собираемся изменить его. Мы собираемся работать по ночам и выходным, если хотите, мы можем раздать вам пистолеты, чтобы вы могли пристрелить нас прямо сейчас.
Оригинальный текст (англ.)Guys, you’ve killed yourselves over this design, but we’re going to change it. We’re all going to have to work nights and weekends, and if you want we can hand out some guns so you can kill us now.
— Стив Джобс
Стеклянный экран был доведён до самого края, металлической осталась лишь узкая полоска на торце. Это зрительно подчинило все части экрану, телефон стал приятнее на ощупь, но пришлось изменить расположение внутренних компонентов.
Телефон был представлен в январе 2007 года на традиционной выставке Macworld Expo. Айзексон склонен считать эту презентацию лучшей в карьере Стива Джобса. Согласно опросам, 6 из 10 американцев знали о его выпуске 29 июня 2007 года. Журнал Time объявил его изобретением года. В последующих модификациях были добавлены новые возможности, включая голосовое управление и виртуальный помощник Siri.
В июле 2008 года на iTunes был открыт онлайн-магазин приложений App Store. Сторонние разработчики получили возможность создавать приложения, но они должны были проходить обязательное утверждение в Apple: Джобс сумел предоставить пользователям некоторую свободу, не отказавшись от полного контроля.
За пять лет было продано более 250 миллионов телефонов серии iPhone, что принесло Apple около 150 миллиардов долларов дохода.

### iPad

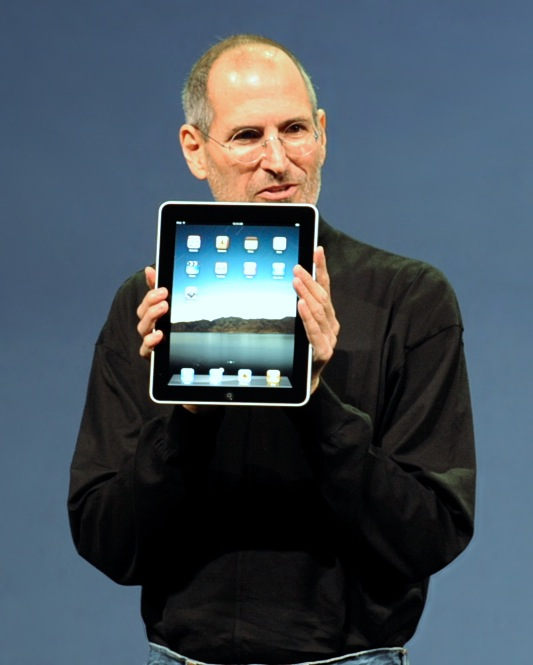
Стив Джобс представляет iPad на Macworld 2010

Следующие годы Стив Джобс много болел, но всё же принял участие в разработке интернет-планшета iPad. Джобс с Айвом заказали два десятка подобных устройств разных производителей, чтобы определиться с оптимальным форм-фактором. 27 января 2010 года Джобс провёл презентацию iPad. Ни одно из предыдущих его выступлений не было столь ожидаемым, пресса сравнивала Джобса с Христом и Моисеем, принёсшим людям Скрижали Завета. Однако сама презентация многих разочаровала. Джобс подавал iPad как недостающее звено между смартфоном и ноутбуком, как «правильную» альтернативу нетбуку. Слушатели мало что поняли и не прочувствовали преимуществ подобных планшетов. Билл Гейтс, в частности, получил возможность в очередной раз заявить, что будущее — за нетбуками с механической клавиатурой и стилусом, а iPad — «хорошая читалка и не более». Рекламная кампания также получилась довольно невнятной и слишком обычной для Apple.
Ответы на накопившиеся вопросы дал сам iPad, продажи которого начались 3 апреля 2010 года. Менее чем за год, к марту 2011, было продано 15 миллионов устройств. По некоторым данным, это был самый успешный запуск потребительского продукта в истории. На iPad работало большинство приложений для iPhone, последовал бум создания множества приложений для iPad сторонними и частными разработчиками. К iPad прикладывалась бесплатная программа для чтения электронных книг iBooks, был открыт магазин iBookstore, конкурирующий с Amazon.
Презентация iPad 2 прошла 2 марта 2011 года. На ней Стив Джобс назвал конкурентов, успевших выпустить аналоги iPad, «подражателями», и объявил 2011 год «годом iPad 2». Особой гордостью Джобса на этой презентации стал разработанный при его участии съёмный чехол на магнитах, спроектированный вместе с планшетом. Ещё одним важным мотивом его выступления стало опровержение сложившегося мнения, будто iPad — устройство не столько для созидания, сколько для потребления. Чтобы скорректировать имидж продукта, Джобс отвёл значительную часть презентации для демонстрации одних из наиболее креативных приложений — iMovie и GarageBand.

### Отставка
Последнюю в своей жизни презентацию Стив Джобс провёл 6 июня 2011 года на WWDC, представив сервис iCloud и iOS 5. 24 августа Джобс подал в отставку с поста CEO компании Apple, сохранив за собой пост председателя совета директоров. Через несколько часов акции Apple Inc. (AAPL) упали на 5 % после закрытия торгов. Это относительно небольшое снижение, учитывая важность Джобса для Apple, было связано с тем, что его здоровье освещалось в новостях в течение нескольких лет, и он был в отпуске по болезни с января 2011 года. По сообщению Forbes, ожидалось, что негативные последствия этого объявления будут ощущаться и за пределами Apple, в том числе в The Walt Disney Company, где Джобс был одним из директоров. После закрытия торгов акции Walt Disney Co. (DIS) упали на 1,5 %.

## Бизнес

### Состояние
Стив Джобс стал миллионером к 25 годам, когда оказался обладателем состояния в 256 миллионов долларов. К концу жизни он был владельцем 5,426 миллиона акций Apple общей стоимостью 2,1 миллиарда долларов. Джобс также владел 138 миллионами акций Disney, которые получил в обмен на продажу студии Pixar, стоимостью 4,4 млрд долларов. При этом, занимая должность CEO Apple, он получал годовую зарплату всего лишь в 1 доллар. Джобс шутил, что получает 50 центов за появление на работе и ещё столько же — за свою эффективность. Журнал Forbes в 2011 году оценил чистые активы Стива Джобса в 7 миллиардов долларов, поместив его на 39-е место в рейтинге богатейших американцев.

### Стиль управления
В своей работе Джобс ориентировался на знаменитый принцип, выдвинутый Аланом Кэйем — «лучший способ спрогнозировать будущее — изобрести его». Джобс всегда стремился позиционировать Apple и продукты компании на переднем плане индустрии информационных технологий, предвидя и устанавливая тенденции, по крайней мере в области инноваций и стиля. Он сам сформулировал это в конце своей программной речи на конференции Macworld Expo в январе 2007 года:

Есть старая цитата Уэйна Гретцки, которую я люблю. «Я мчусь туда, где шайба будет, а не туда, где она была». И мы всегда старались делать так в Apple. С самого-самого начала. И мы всегда будем.Оригинальный текст (англ.)There's an old Wayne Gretzky quote that I love. 'I skate to where the puck is going to be, not where it has been.' And we've always tried to do that at Apple. Since the very very beginning. And we always will.
Когда Стива Джобса в 60 Minutes спросили об идеале бизнес-модели, он ответил:

Мой образец для бизнеса — The Beatles: Они были четвёркой парней, которые сдерживали отрицательные наклонности друг друга; они уравновешивали друг друга. И их общий результат был большим, нежели просто суммой всех частей. Великое в бизнесе никогда не совершается одним человеком — оно всегда совершается командой.
Оригинальный текст (англ.)My model for business is The Beatles: They were four guys that kept each other's negative tendencies in check; they balanced each other. And the total was greater than the sum of the parts. Great things in business are not done by one person, they are done by a team of people.

При этом Джобс был требовательным и авторитарным перфекционистом, часто категоричным в суждениях. В начале 1980-х, при работе над Macintosh он проявлял деспотизм, грубость и упрямство. В группе даже сложилась шуточная ежегодная традиция награждать специальным призом сотрудника, сумевшего дать достойный отпор Джобсу. Однако подчинённые его всегда уважали и признавали, что, как правило, Стив оказывался прав, а в противном случае его можно было переспорить. Что касается вопросов дизайна, — тут Джобсу никто не пытался возражать, и он имел полную свободу принятия решений. Единственным сотрудником Apple, чьё мнение Джобс признавал равноценным собственному, был Джонатан Айв:

Стив очень скор на вердикты, поэтому я не показываю ему ничего в присутствии других людей. Он может сказать: «это дерьмо» и зарубить идею. Я считаю, что идеи — очень хрупкая вещь и, пока они находятся на стадии развития, с ними надо обращаться бережно. Я понял, что если бы он разозлился на это, это было бы так грустно, потому что я знал, что это так важно.
Оригинальный текст (англ.)Because Steve is so quick to give an opinion, I don’t show him stuff in front of other people. He might say, ‘This is shit,’ and snuff the idea. I feel that ideas are very
fragile, so you have to be tender when they are in development. I realized that if he pissed on this, it would be so sad, because I knew it was so important.
— Джонатан Айв
По словам Аткинсона, привычную фразу Джобса «Это полное дерьмо» следовало понимать как «Докажите мне, что это наилучшее решение». Более того, не все идеи самого Джобса находили поддержку, и когда он это чувствовал, то через некоторое время просто «забывал» о них.
Джобс относился к числу ярко выраженных харизматических лидеров. Бад Триббл, менеджер команды по разработке Macintosh, для описания харизмы Джобса и его влияния на подчинённых придумал термин «поле искажения реальности». Триббл утверждал, что термин был взят из «Звёздного пути». С тех пор термин также использовался для обозначения восприятия выступлений Джобса. Энди Херцфельд определял «поле искажения реальности» как способность Стива Джобса убеждать себя и других верить почти всему, используя сочетание обаяния, харизмы, бравады, гипербол, маркетинга, умиротворения и настойчивости. Будучи объектом критики, так называемое поле искажения реальности Джобса также признавалось как то, что создаёт ощущение, что невозможное возможно:

Он искажает реальность, воображая то, чего не может быть — к примеру, говорит мне, что я могу за несколько дней придумать дизайн для Breakout. И понимаешь, что это невозможно, но в итоге оказывается, что Стив прав.
Оригинальный текст (англ.)His reality distortion is when he has an illogical vision of the future, such as telling me that I could design the Breakout game in just a few days. You realize that it can’t be true, but he somehow makes it true.
— Стив Возняк
После того, как термин стал широко известен, он часто использовался в прессе для описания влияния Джобса на публику, особенно во время анонсов новых продуктов.
После увольнения из Apple и работы в NeXT характер Джобса несколько смягчился. Так, по словам аниматора Флойда Нормана, он никогда не вмешивался в творческий процесс кинематографистов Pixar. Но в остальном Джобс оставался верен себе, продолжая «искажать реальность», когда речь шла, например, о возможных перспективах той или иной разработки Pixar:

Я рос в баптистской общине и помню религиозные собрания с харизматичными, но нечистоплотными проповедниками. Стив точно так же умел работать языком, сплетая паутину слов, из которой трудно выпутаться.
Оригинальный текст (англ.)I grew up a Southern Baptist, and we had revival meetings with mesmerizing but corrupt preachers. Steve’s got it: the power of the tongue and the web of words that catches people up.
— Элви Рэй Смит
Журнал Fortune объявил Джобса «одним из ведущих эгоманьяков Кремниевой долины», а его бывший коллега Джеф Раскин однажды сказал, что Джобс мог бы стать «отличным королём Франции». Комментарии о темпераментном управленческом стиле Стива Джобса можно найти в «Маленьком королевстве» Майкла Морица, во «Втором пришествии Стива Джобса» Алана Дойчмана и в «iКона. Стив Джобс» Джеффри Янга и Вильяма Саймона. В 1993 году Джобс возглавил список самых сложных боссов Америки по мнению Fortune.

### Изобретения и проекты
На эстетическое чувство Стива Джобса большое влияние оказал дзэн-буддизм: как дизайнер Джобс всегда тяготел к простоте и даже минимализму, а в принятии решений отводил большую роль интуиции.
По состоянию на 6 октября 2011 года Джобс является соавтором в 312 американских патентах на дизайнерские проекты и изобретения, относящихся как к собственно компьютерам и портативным устройствам, так и к пользовательским интерфейсам (в том числе сенсорным), звуковым колонкам, клавиатурам, адаптерам питания, лестницам, пряжкам, рукавам, ремням и пакетам. Большинство патентов выданы не на технологические новшества, а на дизайнерские решения. На изобретения в США выданы 43 патента. Патент на пользовательский интерфейс Dock в Mac OS X с функцией «увеличения» был выдан за день до его смерти.

## Отношения с деятелями IT-индустрии
Стив Джобс и глава Microsoft Билл Гейтс — одногодки, стоят у истоков компьютерной революции. Им обоим принадлежит честь раньше прочих увидеть будущее, где в каждом доме находится по компьютеру. Им же довелось сыграть решающие роли в этом процессе. Первый из них, наделённый недюжинной интуицией, развил в себе талант дизайнера и красноречие продавца. Второй, опытный и осторожный бизнесмен, знал толк в программировании, что не уставал подчёркивать.
В январе 1976 года, ещё до основания Apple, Гейтс написал открытое письмо «Клубу самодельных компьютеров», в котором состояли Джобс и Возняк. В письме Гейтс упрекал клуб за политику свободного распространения программного обеспечения, поскольку одним из продуктов оказался разработанный им Altair BASIC. Это стало серьёзным прецедентом в истории лицензирования программного обеспечения.
Компания Apple уже твёрдо стояла на ногах, в то время как Microsoft делала первые шаги. В 1984 году Гейтс с коллегами разрабатывал первый табличный модуль (Excel) и первый текстовый редактор (Word) для только что выпущенного Macintosh. Microsoft разработала собственную операционную систему Windows, основанную на тех же принципах, что были заложены в Mac: мышь и оконный графический интерфейс. Джобс бушевал и обвинял Гейтса в предательстве и воровстве, на что Билл спокойно ответил:

Знаешь, Стив, я думаю, что есть и другая точка зрения. Скажем так: у нас обоих есть богатый сосед по имени Xerox, я забрался к нему в дом, чтобы украсть телевизор, и обнаружил, что ты меня опередил.
Оригинальный текст (англ.)Well, Steve, I think there’s more than one way of looking at it. I think it’s more like we both had this rich neighbor named Xerox and I broke into his house to steal the TV set and found out that you had already stolen it.
— Билл Гейтс
В январе 1982 года была достигнута договорённость, что в течение года Microsoft не будет предпринимать никаких шагов в этом направлении. Но выпуск Macintosh задержался, и в ноябре 1983 года Билл Гейтс счёл себя свободным от обязательств перед Джобсом и объявил о разработке Windows для более популярных IBM-совместимых машин. Однако отношения между ними испортились: Гейтс смотрел на Джобса свысока, так как тот не умел программировать, а Джобс называл Гейтса человеком без вкуса и фантазии, халтурщиком, который всегда «бессовестно воровал чужие идеи»:
Эта история, «Windows скопированы с Mac», стала настоящим камнем преткновения между двумя гигантами. Джобс всё твердил «Нас просто раздели! У Билла нет никаких тормозов в плане совести!» На что второй отвечал: «Если он и вправду в это верит, у бедняги совсем пропало чувство реальности». В 1990-е годы Windows с большим отрывом опередил конкурентов в «войне операционных систем», практически добившись монополии. Но и это не останавливало Джобса, который продолжал твердить и тогда:

Единственная беда Microsoft в том, что у них начисто отсутствует вкус. Причём не в частном, а в общем смысле: они не стремятся к оригинальности, у них нет культуры работы с продуктом. Меня не беспокоит их успех, они его заслужили… в целом. Но меня огорчает, что они выпускают третьесортный продукт.
Оригинальный текст (англ.)The only problem with Microsoft is they have absolutely no taste. I don’t mean that in a small way. I mean that in a big way, in the sense that they don’t think of original ideas and they don’t bring much culture into their product... I have no problem with their success. They've earned their success... for the most part. I have a problem with the fact that they just really make third rate products.

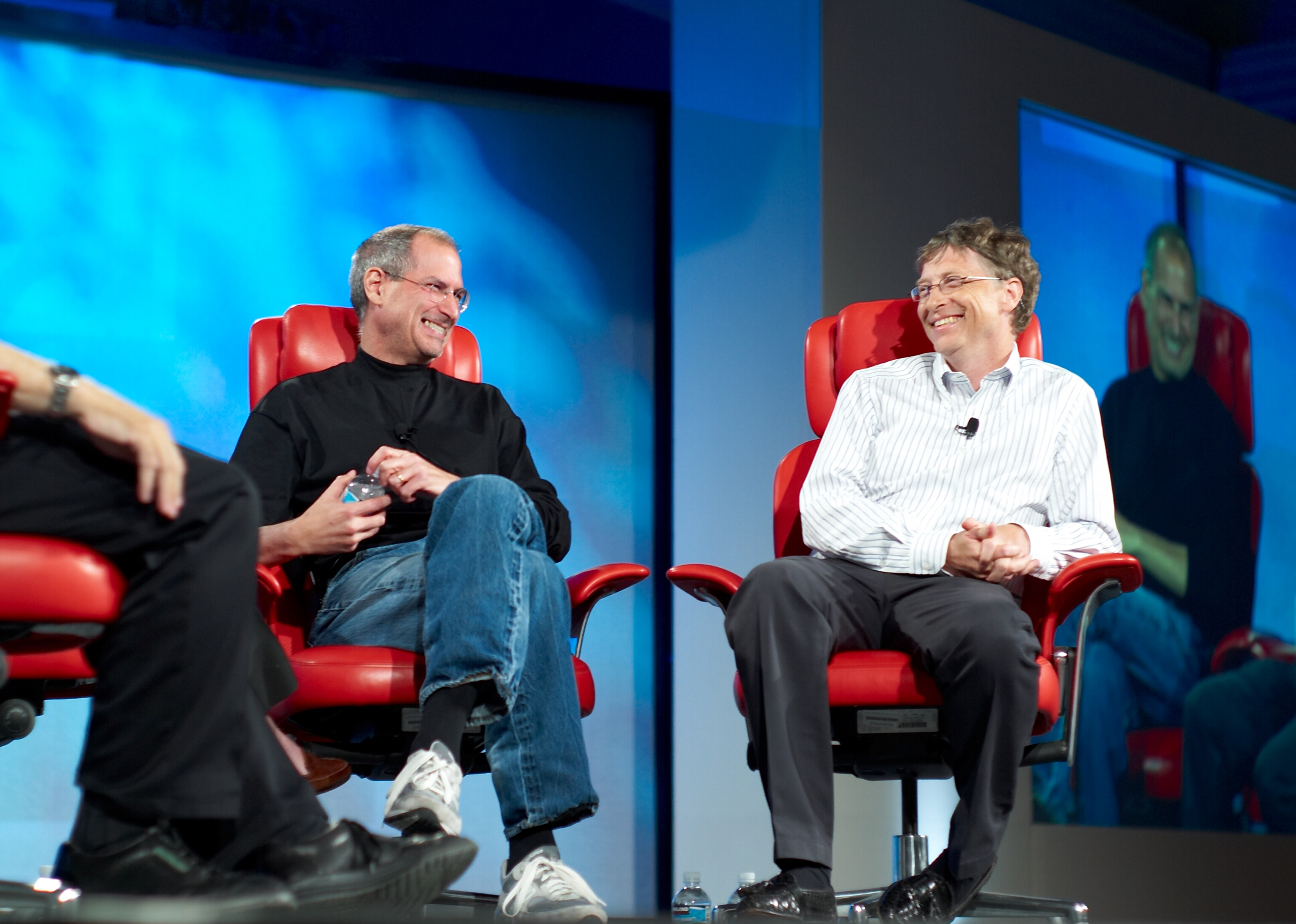
Стив Джобс и Билл Гейтс на пятой конференции D: All Things Digital (D5) в 2007 году

Разногласия между Джобсом и Гейтсом заключались в принципиально различных подходах к работе. Насколько Джобс был ярым приверженцем полного контроля и закрытой вертикальной системы производства и торговли, настолько же Гейтс поддерживал горизонтальную систему, в основе которой лежало лицензирование продуктов и технологий, составлявшее кредо Microsoft и позволявшее этой корпорации доминировать на рынке ПО. Порой их отношения обострялись сильнее обычного, например, когда Гейтс, будучи фактическим монополистом, отказался от создания программ для компьютеров NeXT, чуть ли не потешаясь над новым проектом покинувшего Apple Джобса.
В 1997 году, после возвращения в Apple, Стив Джобс решил положить конец этой войне, уже вылившейся в десяток открытых судебных процессов. Джобс предложил Гейтсу инвестировать в Apple 150 млн долларов и развивать программы, совместимые с Mac. Он объяснил Гейтсу ситуацию следующим образом: если процессы будут продолжаться, Microsoft будет вынуждена выплатить Apple целое состояние, но ещё раньше торговая марка Macintosh может просто исчезнуть. Сделка была оглашена на конференции MacWord Expo в Бостоне, 9 июля 1997 года. Глава Microsoft явился на огромном экране. Это было потрясающее зрелище — огромный Билл нависал над крохотным Стивом и ошеломлённой публикой. В дальнейшем Джобс признавал, что это была одна из его самых серьёзных ошибок. Журналисты не упустили случай провести щекочущую нервы параллель между Гейтсом и Большим Братом из рекламы Apple 1984 года.
В 2000-х годах, когда обе компании занимали доминирующие позиции на IT-рынке, отношения между предпринимателями наладились. Так, во время телефорума «All Things Digital» в 2007 году оба, будучи гостями Уолла Моссберга и Кары Свишер, осыпали друг друга похвалами. На глазах тех, кто когда-то наблюдал за их соперничеством, Гейтс воскликнул:

Я видел, как Стив принимает решения, основываясь на чутье в отношении людей и продуктов, которое, знаете, мне даже трудно объяснить. У него просто совсем другой подход к делу, сродни волшебству, на мой взгляд. И тогда я сказал себе: ого!
Оригинальный текст (англ.)I’d see Steve make the decision based on a sense of people and product that, you know, is hard for me to explain. The way he does things is just different and I think it’s magical. And in that case, wow.
— Билл Гейтс
Джобс закончил ответную речь, подняв тост «За нас обоих» и прослезившись. Летом 2011 года Билл Гейтс нанёс последний визит Стиву Джобсу, болезнь которого уже дошла до критической стадии. Они провели вместе около трёх часов, сидя в гостиной дома в Пало-Алто и дискутируя с большим оживлением. Гейтс закончил беседу словами: «Мне всегда думалось, что открытая горизонтальная модель победит. Но ты сумел доказать, что закрытая вертикальная модель также может быть успешной». «Твоя модель тоже работает», — ответил Джобс.
С другими игроками индустрии Стив Джобс также не слишком церемонился. Например, у него была публичная перепалка с CEO компании Dell Computer Майклом Деллом, начавшаяся в 1987 году, когда Джобс раскритиковал Dell за производство «неинновационных бежевых коробок». Когда в октябре 1997 года на симпозиуме Gartner у Майкла Делла спросили, что бы он сделал, если бы владел проблемной компанией Apple Computer, он ответил: «Я бы закрыл её и вернул деньги акционерам». В 2006 году Джобс написал электронное письмо всем сотрудникам, когда рыночная капитализация компании Apple превысила Dell. В нём говорилось:

Всем членам команды. Майкл Делл оказался не слишком хорошим предсказателем. Сегодня на момент закрытия торгов Apple стоит дороже Dell. Акции дорожают и дешевеют, и завтра всё может измениться, но сегодня это хороший повод для размышления. Стив.Оригинальный текст (англ.)Team, it turned out that Michael Dell wasn't perfect at predicting the future. Based on today's stock market close, Apple is worth more than Dell. Stocks go up and down, and things may be different tomorrow, but I thought it was worth a moment of reflection today. Steve.

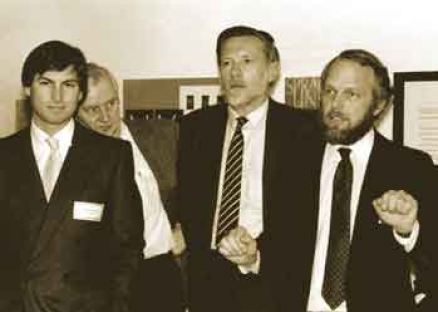
Стив Джобс с основателями Adobe (Джон Уорнок — крайний справа), начало 1980-х

Свою злопамятную натуру Джобс снова проявил в 2010 году, когда речь зашла о доступе к технологии Adobe Flash на платформе iOS. Джобс был близко знаком с основателем фирмы Джоном Уорноком, и помогал ему в разработке Adobe Illustrator под Mac в начале 80-х. Но в 1999 году Уорнок вышел на пенсию, а новые руководители отказались адаптировать продукцию Adobe, в частности Photoshop, к iMac. Джобс отомстил через 10 лет, заявив:

Flash с технологической точки зрения — это узел из макарон бессмысленного вида и с весьма серьёзными проблемами по части безопасности. <…> С уходом Уорнока из Adobe ушла душа. Это был настоящий изобретатель, мы с ним были близки. Ему наследовала кучка пиджаков, и компания превратилась в дерьмо.
Оригинальный текст (англ.)Flash is a spaghetti-ball piece of technology that has lousy performance and really bad security problems. <...>The soul of Adobe disappeared when Warnock left. He was the inventor, the person I related to. It’s been a bunch of suits since then, and the company has turned out crap.

Одним из лучших друзей Джобса в IT-сфере был Ларри Эллисон, основатель Oracle. В 1995 году Элиссон пытался подговорить Джобса совместно устроить в Apple переворот, скупив акции компании, причём предлагал Джобсу 25 %, что позволило бы ему вновь возглавить Apple. Джобс предпочёл вернуться через парадный вход и пригласил Эллисона в совет директоров. Эллисон часто приглашал Джобса с семьёй совершить круиз на одной из его роскошных яхт, и Рид, сын Джобса, называл Эллисона «нашим богатым другом», — сам Джобс был скромен и никогда не демонстрировал свой достаток. Ещё одним близким другом Джобса был Миллард Дрекслер, генеральный директор Gap, компании по выпуску одежды. Как и Элиссону, Джобс предложил ему кресло в совете директоров Apple. Джобс часто советовался с Дрекслером, а Миллард в 2011 году сказал: «Самое невероятное, что я видел за время моей карьеры, — это то, во что Стив превратил Apple».
Джобса окружали не только друзья, но и враги. Он постоянно с кем-нибудь воевал. В начале его карьеры главный враг носил имя IBM. Затем это место долгие годы занимали Microsoft и лично Билл Гейтс. К концу жизни Стив Джобс схватился с Google, причём история повторилась — появилась операционная система Android для мобильных устройств. По мнению Джобса, эта ОС была всего лишь хамским плагиатом iOS. Тем не менее, Джобс посодействовал, чтобы один из руководителей Google, Эрик Шмидт, вошёл в совет директоров Apple. Это, однако, не помешало Джобсу в 2010 году объявить Шмидту, что его предприятие действует нечистоплотными методами, и пяти миллиардам компенсации он предпочёл бы, чтобы Google прекратила воровать идеи у Apple. Джобс заявил, что готов начать «термоядерную войну» против Android и мобильных аппаратов Google, чтобы прекратить их существование раз и навсегда.
Попытки добиться своего судебным путём предпринимаются Apple по сей день, уже без Стива Джобса. И всё же, во время своего последнего отпуска по болезни в 2011 году, Джобс согласился принять у себя в Пало-Алто Ларри Пейджа, основателя и нового руководителя Google. Пейджу был нужен совет Джобса. «Моим первым побуждением было послать его к чёрту. Но затем я подумал и сказал себе, что, когда я сам был молод, мне помогали все вокруг, начиная с Билла Хьюлетта, и заканчивая инженером, который жил на моей улице и был в HP какой-то шишкой. И тогда я предложил ему встречу», — рассказывал Джобс. Он рассказал Пейджу о важности правильного подбора персонала и о том, что следует выпускать не более пяти основных наименований продукта, так как остальные «будут тянуть вас вниз, и вы сами не заметите, как превратитесь в Microsoft».

Я старался ему помочь и буду стараться помогать таким людям, как Марк Цукерберг. Так я хочу провести остаток жизни. Я могу помочь следующему поколению вспомнить о достижениях великих компаний и продолжить традицию. Долина здорово мне помогла когда-то. И теперь я должен постараться вернуть этот долг.
Оригинальный текст (англ.)I tried to be as helpful as I could. I will continue to do that with people like Mark Zuckerberg too. That’s how I’m going to spend part of the time I have left. I can help the next generation remember the lineage of great companies here and how to continue the tradition. The Valley has been very supportive of me. I should do my best to repay.
— Стив Джобс

## Общественная деятельность

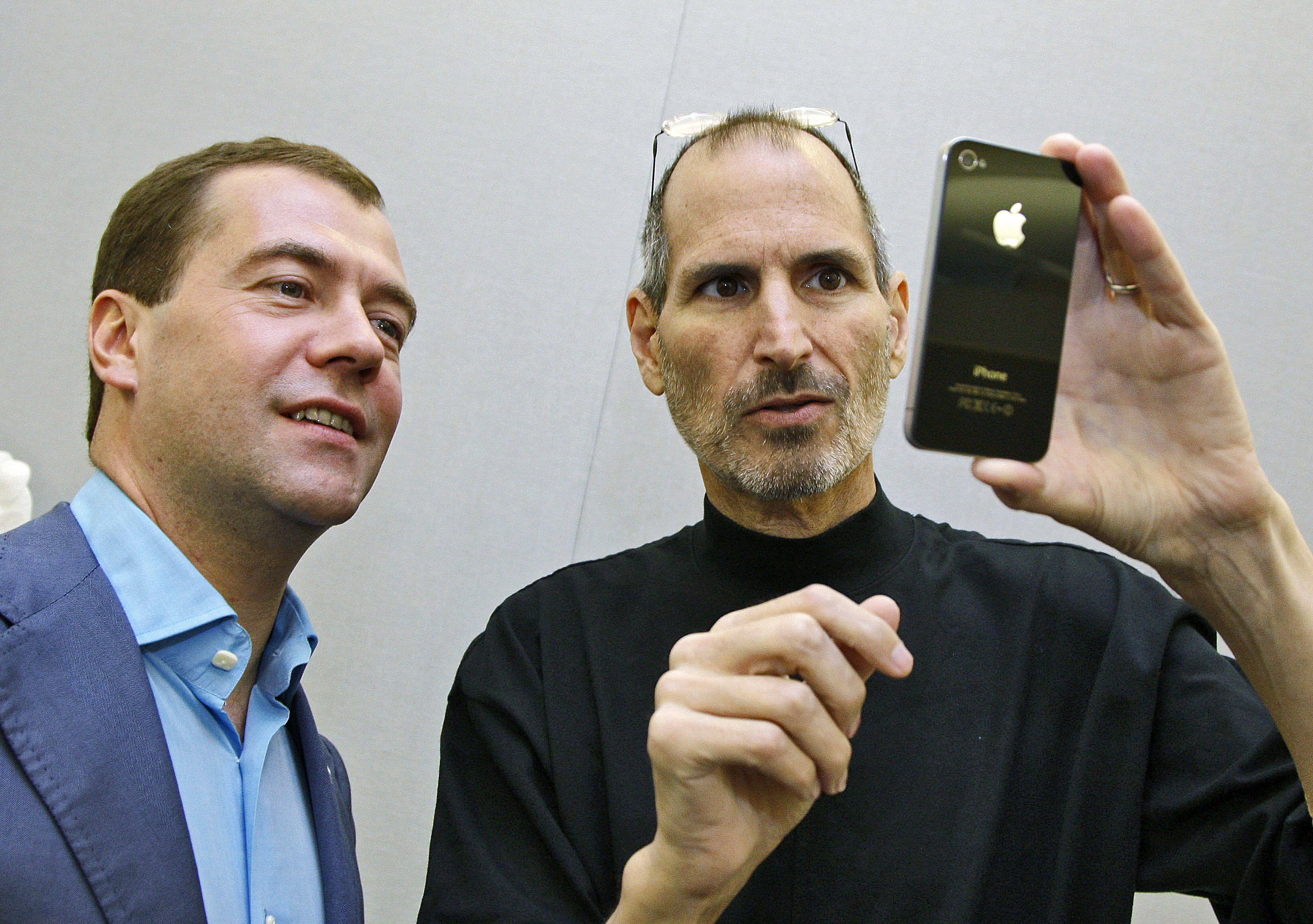
Стив Джобс демонстрирует iPhone 4 президенту России Дмитрию Медведеву, Кремниевая долина, 23 июня 2010 года

Арик Хесселдал из журнала Businessweek отмечал, что «Джобс широко не известен благотворительностью», по сравнению с усилиями Билла Гейтса. В отличие от Гейтса, Джобс не подписал Клятву дарения Уоррена Баффета, обязывавшую самых богатых в мире миллиардеров отдать по крайней мере половину своего богатства на благотворительность. В интервью Playboy в 1985 году Джобс об отношении к деньгам говорил: «Проблема состоит в определении того, как бы вложить эти средства в мир: просто раздать их или сделать эти инвестиции выражением своих ценностей». Джобс также тогда добавил, что, когда у него будет время, он откроет общественный фонд, но сейчас он занимается этим в частном порядке.
После возвращения контроля над Apple в 1997 году Джобс закрыл все корпоративные программы благотворительности. Друзья Джобса рассказали The New York Times, что он чувствовал, что рост Apple принёс бы больше пользы, чем благотворительность. Позже при Джобсе Apple подписался на участие в программе Product Red, выпуская красные версии устройств, прибыль от продаж которых шла на благотворительность. Apple стал больше тратить на благотворительность, а руководитель проекта Product Red певец Боно цитировал Джобса: «Нет ничего лучше, чем возможность спасти жизни». По словам Боно, Apple стал крупнейшим донором Глобального фонда для борьбы со СПИДом.
Семья Джобсов поддерживала Демократическую партию США и подружилась с семьёй Клинтонов. Джобсу даже довелось спать в спальне Линкольна в Белом доме. Билл Клинтон иногда советовался с ним в трудные минуты, в частности, в разгар скандала с Моникой Левински.
В октябре 2010 года президент США Барак Обама посетил Кремниевую долину, где встретился со Стивом Джобсом. Встреча продолжалась 45 минут, Джобс держался крайне независимо: раскритиковал образовательную систему США как безнадёжно устаревшую, и заявил Обаме, что тот «не продержится дольше одного срока». По мнению Джобса, обучение должно проводиться в процессе тесного взаимодействия между учащимися на основе цифровых учебных материалов, а образовательной реформе препятствуют профсоюзы преподавателей. В феврале 2011 года Обама вновь посетил Кремниевую долину, где состоялась его встреча с представителями IT-индустрии. На ужине Джобс сидел рядом с президентом и принимал активное участие в беседе. Он предложил, чтобы всем иностранным студентам, получившим в США магистерскую степень в области инженерных наук, давали рабочую визу. Обама ответил, что это можно было бы сделать в рамках «Закона мечты», заблокированного республиканцами. После встречи Джобс заявил: «Президент — умный человек, но он без конца объяснял нам, почему нельзя сделать то или другое. Меня это взбесило».

## Скандалы

### Опционы на акции задним числом
Стив Джобс был готов работать практически бесплатно, но при этом охотно принимал от совета директоров Apple щедрые гранты в виде крупных опционов на покупку акций компании и даже требовал для себя таких подарков, объясняя, что дело не в деньгах как таковых, а в справедливом признании заслуг.
В 2001 году Джобс получил опционы на акции в размере 7,5 миллиона акций Apple с ценой исполнения 18,30 доллара. Однако в 2006 году выяснилось, что опционы были выданы задним числом, а цена исполнения должна была составить 21,10 доллара. Это означало, что в случае исполнения опционов Джобс получил бы незадекларированный доход в 20 миллионов долларов за счёт переоценки компанией Apple своих доходов на такую же сумму. Дело было предметом активных уголовных и гражданских расследований, Джобс мог столкнуться с рядом уголовных обвинений и гражданско-правовых санкций. Независимое внутреннее расследование Apple, завершённое 29 декабря 2006 года, показало, что Джобс, хотя и был предупреждён о возможных проблемах, не осознавал их в полной мере, и что предоставленные ему опционы были возвращены без исполнения в 2003 году. Вина за случившееся была возложена на юриста Apple, а также на бывшего финансового директора компании, действовавших по прямому указанию Джобса. Скандал привёл к ощутимому падению акций Apple и увольнению нескольких топ-менеджеров компании.
Снижение стоимости акций в результате махинаций и последовавшего за ними скандала, в свою очередь, привело к подаче ряда исков от акционеров к руководству компании. 1 июля 2008 года был подан групповой иск на 7 миллиардов долларов против нескольких членов совета директоров Apple, включая Джобса. Руководству Apple удалось прийти к соглашению с акционерами, выплатив ряд компенсаций.

### Неавторизованные биографии
В 2005 году издательство John Wiley & Sons, специализирующееся на выпуске академической, учебной и технической литературы, отослало в Купертино ознакомительный экземпляр неавторизованной биографии «iКона. Стив Джобс». В ответ из штаб-квартиры поступило распоряжение изъять из магазинов Apple Store все книги этого издательства, включая популярную серию «… для чайников». Никаких официальных комментариев этого решения со стороны представителей Apple не последовало. Автор книги Джеффри Янг сообщил: «У компании не было никаких претензий по приведённым в книге фактам, однако они почему-то не захотели её публикации». По некоторым сведениям, приказ исходил лично от Стива Джобса. Издательство выразило сожаление по поводу этого решения Apple, в то же время заметив, что магазины Apple — не самая значительная часть доходов издательства. В июле 2010 года издательство сообщило о скором появлении своих книг на iPad.

### Преследование блогеров
Джобс очень трепетно относился к своим выступлениям на презентациях товаров и требовал соблюдения строжайшей секретности до самого последнего момента. В 1998 году Николас Чарелли, называвший себя «фанатом продукции Apple», основал сайт ThinkSecret.com, где публиковал эксклюзивную информацию о новинках Apple до её официального оглашения. Часть этих материалов оказывалась просто слухами, не находившими подтверждения, но попадалась и действительно инсайдерская информация, просочившаяся из недр корпорации, благодаря чему ресурс получил большую популярность среди поклонников Apple. Так, в декабре 2004 года на сайте были опубликованы подробности о новом компьютере Mac mini, официальная презентация которого состоялась только через две недели. Против владельца сайта был подан судебный иск. Разбирательство длилось около трёх лет и закончилось закрытием ресурса с примирением сторон, условия которого не разглашались.
25 марта 2010 года некто Брайан Хоган в одном из баров пригорода Сан-Франциско нашёл прототип новой модели iPhone, случайно оставленный там разработчиком Apple. Хоган передал найденное устройство редакции техноблога Gizmodo за вознаграждение в 5000 долларов. В блоге появилась статья об устройстве телефона. Apple подала жалобу в прокуратуру, проводились обыски на квартирах журналистов. В итоге блогеры, согласившись вернуть образец корпорации, смогли избежать обвинений в скупке краденого. В случае квалификации действий Хогана как кражи ему грозило до года тюремного заключения. Однако суд счёл возможным рассмотреть их как административное правонарушение, и Хоган отделался условным сроком, исправительными работами и штрафом. Как и в инциденте с Think Secret, Айзексон указывает на непосредственное участие Стива Джобса в развитии этого конфликта.

### Цензура на iPhone и iPad
В 2010 году художник Марк Фьоре получил Пулитцеровскую премию за серию карикатур, высмеивающих политику Джорджа Буша. Внимание общественности привлёк тот факт, что приложение с этими карикатурами было ранее отвергнуто Apple как потенциально нарушающее закон о клевете. Компания оказалась в глупом положении, и Джобсу пришлось принести публичные извинения пользователям.
Этот инцидент породил дискуссию о запретах и ограничениях, навязываемых Apple покупателям. Джобс старался сохранить контроль за действиями пользователей и при этом не выглядеть цензором. В частности, речь шла о запрете порнографии на устройствах Apple. «Люди, которым нужно порно, пусть покупают Android», — заявил Джобс одному из критиков. На вопрос редактора сайта Valleywag (контролировавшего, кстати, блог Gizmodo) Райана Тейта, как же быть с идеалами свободы, Джобс ответил, что в его понимании свобода включает в себя «свободу от порно» и прочего нежелательного и потенциально опасного содержимого. Джобс настаивал на своей точке зрения, лично дискутируя с критикующими его политику блогерами. Юмористический сайт eSarcasm.com развернул кампанию под девизом «Да, Стив, я хочу порно»:

Так или иначе, нам просто нравится идея открытого общества без цензуры, в котором нет технодиктатора, решающего, что нам можно смотреть, а что нет.
Оригинальный текст (англ.)Either that, or we just enjoy the idea of an uncensored, open society where a techno-dictator doesn’t decide what we can and cannot see.

Скандал обсуждался в совете директоров Apple. Джобсу было высказано, что высокомерие, подходящее для амбициозного аутсайдера, не годится для лидера отрасли. Но Джобс заявил, что никакого высокомерия в его позиции нет, и остался при своём мнении.

### Утилизация электронных отходов
В 2001 году Apple запустила в США и Канаде программу по утилизации электронных отходов, тем не менее эта программа была довольно ограниченной, и в этом аспекте компания отставала от других крупных игроков IT-отрасли. В 2005 году Джобс ответил на критику программы, набросившись на защитников окружающей среды на ежегодном собрании акционеров Apple в Купертино в апреле. Тем не менее, несколько недель спустя было объявлено, что Apple будет бесплатно принимать iPod в своих розничных магазинах. Компания Computer TakeBack в ответ пробуксировала самолётом баннер над Стэнфордским университетом во время церемонии выпуска, когда Джобс выступал с речью. На баннере было написано: «Стив! не будь мини-игроком, утилизируй все электронные отходы» (англ. Steve, don't be a mini-player—recycle all e-waste). В 2006 году Джобс расширил программу утилизации Apple для всех американских клиентов, покупающих новый Mac. В дальнейшем программа была расширена на электронные отходы других производителей, а уже после смерти Джобса распространена на Европу.

## Личная жизнь
В частной жизни, как и в работе, Стив Джобс старался придерживаться принципов дзэн-буддизма и баухауса. Кроме того, он был пескетарианцем (по другим данным — вегетарианцем или даже веганом). Обычно Джобс носил чёрную водолазку от Иссэя Миякэ с длинными рукавами, синие джинсы Levi’s 501 и кроссовки New Balance 991. По словам Айзексона, ему хотелось иметь собственную форму: «это было удобно (так он объяснял своё желание) и позволяло выразить свой стиль».
Джобс водил серебристый Mercedes-Benz SL 55 AMG без номерных знаков. Закон штата Калифорния даёт 6 месяцев на получение знаков для новых транспортных средств, поэтому Джобс брал в аренду новый SL каждые полгода. Джобсу предлагали именные места на парковках, но он всегда отказывался, считая это нескромным. В то же время он полагал, что заслуживает особого отношения, исключений из правил, и поэтому позволял себе парковаться на местах для инвалидов, что стало предметом острот, таких как шуточный слоган «Паркуйся иначе» (Park Different).
Джобс был большим поклонником Боба Дилана и The Beatles. Он не раз ссылался на них в своих выступлениях, а однажды дал интервью для сопровождения трансляции концерта Пола Маккартни. День, когда записи The Beatles, после разрешения почти 30-летнего конфликта с Apple Corps, появились на iTunes Store, Джобс считал одним из главных в своей жизни.

### Отношения с биологическими родственниками
Стив Джобс долгое время ничего не знал о своих биологических родителях. Он всегда тяготился этой неизвестностью и осознанием, что от него отказались в младенчестве. В начале 1980-х годов он тайно нанял частного детектива, но поиски тогда ничего не дали. Незадолго перед смертью Клары Стив решился расспросить её о своём прошлом, и она рассказала, как его усыновляли. В телефонной книге Стив нашёл врача, чьё имя было указано на его свидетельстве о рождении. Он позвонил врачу, и тот сказал ему, что все документы сгорели при пожаре. Но документы сохранились, и врач запечатал их в конверт, на котором написал: «Отправить Стиву Джобсу после моей смерти». Вскоре врач умер, и Джобс получил документы, из которых наконец узнал имя своей матери, — на момент его рождения незамужней студентки по имени Джоан Шибле из Висконсина.

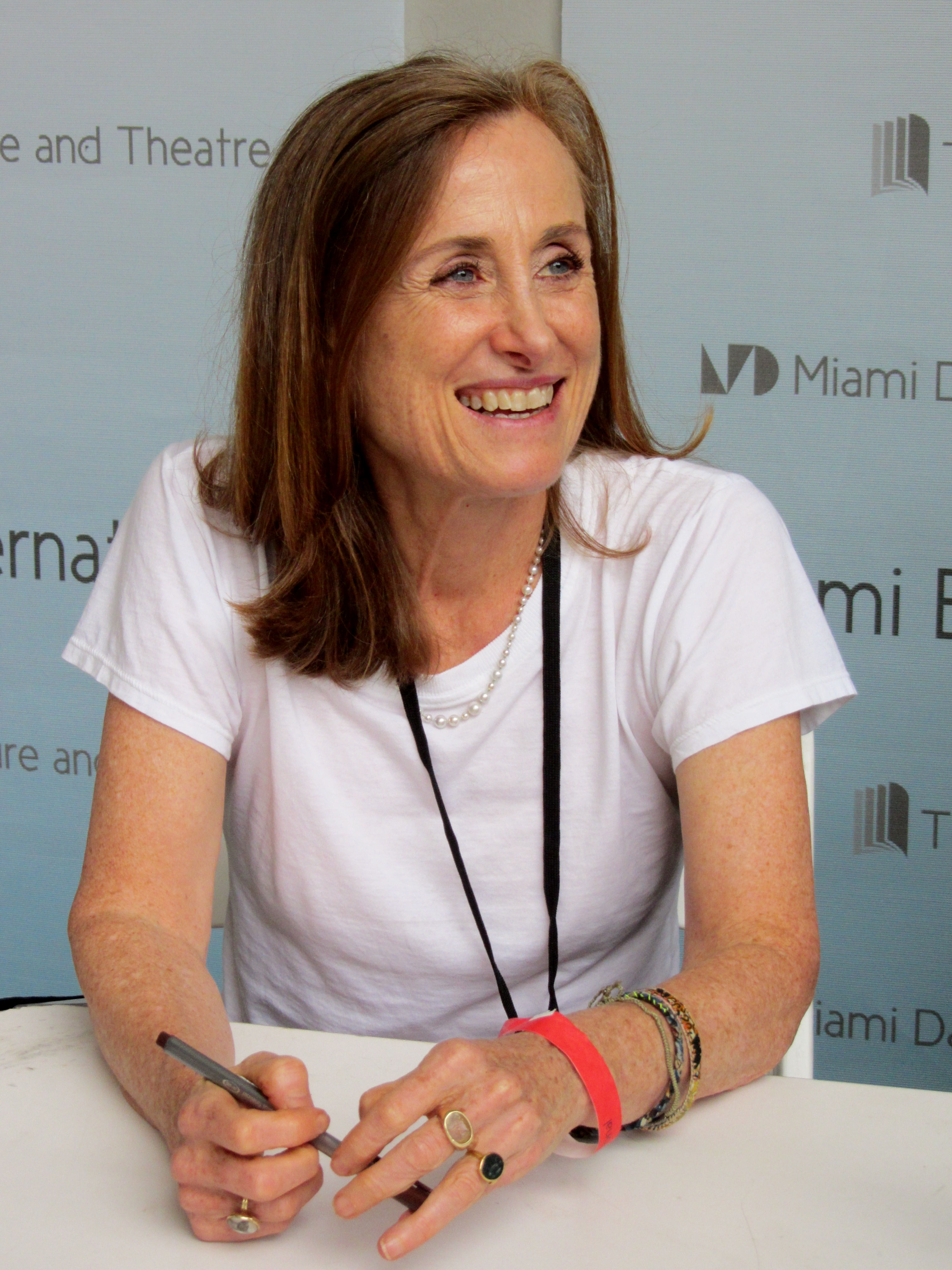
Мона Симпсон, биологическая сестра Стива Джобса, в 2014 году

Стив снова нанял детектива, и тот вскоре нашёл его биологическую мать. Выяснилось, что в декабре 1955 года, через 10 месяцев после рождения Стива, она вышла замуж за его отца, сирийца Абдула Фаттаха Джандали. В 1957 году у них родилась дочь Мона, но уже в 1962 году они разошлись. Джоан вышла замуж за инструктора по катанию на коньках Джорджа Симпсона, и они с Моной взяли его фамилию. Однако и этот брак оказался недолговечен, и в 1970 году мать с дочерью начали странствовать, осев в итоге в Лос-Анджелесе. Джоан сделала карьеру логопеда, а Мона стала писательницей и поселилась на Манхэттене.
Стив продолжал считать Пола и Клару своими родителями, и чтобы не огорчать их, не стал искать встречи с Джоан. Однако вскоре после смерти Клары от рака в 1986 году Стив позвонил своей биологической матери в Лос-Анджелес и договорился о своём приезде. Сделал он это из любопытства, сам он говорил: «Я верю, что качества человека определяются его окружением, а не наследственностью. Но всё-таки немного интересно узнать о биологических корнях. Кроме того, я хотел заверить Джоан, что, по моему мнению, она поступила правильно. Мне хотелось встретиться с биологической матерью главным образом для того, чтобы посмотреть, в порядке ли она, а ещё — поблагодарить её за то, что она не сделала аборт. Ей было всего 23 года и пришлось многое пережить, чтобы родить меня». Джоан много извинялась перед ним, и однажды на Рождество он ответил ей так: «Не волнуйся. У меня было прекрасное детство. У меня все отлично получилось».
В тот же день, когда Стив ступил на порог дома своей матери, Джоан позвонила Моне, его сестре. Мона прилетела и вскоре решила найти своего отца. Она тоже наняла частного детектива и выяснила, что Джандали ушёл из университета, занялся ресторанным бизнесом, и у него своё кафе. Мона предложила Стиву отправиться к отцу вместе, но тот отказался. Джобс попросил Мону не рассказывать Джандали о себе, так как не мог простить ему уход из семьи, от жены и дочери, и не доверял ему: «Я тогда был богатым — вдруг он стал бы шантажировать меня или рассказывать обо всем журналистам». Не зная, кем стал его сын, Джандали рассказал Моне, что раньше у него было кафе в Кремниевой долине: «Даже Стив Джобс там бывал. Да, он был щедрым на чай». Впоследствии Джандали случайно узнал, что Джобс его сын, но тоже не стал искать с ним встречи.
Джобс поддерживал дружеские отношения с Джоан Симпсон, которая живёт в доме престарелых в Лос-Анджелесе. Говоря о своих биологических родителях, Джобс заявлял: «Для меня эти люди — доноры спермы и яйцеклетки. Я никого не хочу обидеть, я просто констатирую факт». 80-летний Джандали в интервью The Sun в августе 2011 года сообщил, что его попытки связаться с Джобсом были безуспешными.
Стив Джобс и Мона Симпсон стали близкими друзьями, но некоторое время держали свои отношения в тайне. Мона представила Стива на вечеринке в честь выхода своей первой книги в 1986 году.
На поминальной службе по брату Мона Симпсон сказала:

Я выросла единственным ребёнком в семье, мать воспитывала меня без отца. Так как мы были бедными, и я знала, что мой отец эмигрировал из Сирии, я представляла, что он выглядит как Омар Шариф. Я надеялась, что он богат и добр, и что он вернётся в нашу жизнь (и в нашу ещё не обставленную мебелью квартиру), чтобы помочь нам. Позднее, после того как я встретилась с отцом, я пыталась поверить в то, что он сменил свой телефонный номер и не оставил нового адреса, потому что он был революционером-идеалистом, строившим новый мир для арабского народа. Даже будучи феминисткой, всю свою жизнь я ждала мужчину, которого полюблю и который полюбит меня. В течение десятилетий я считала, что таким мужчиной будет мой отец. Но когда мне исполнилось 25, я встретила такого мужчину, и он оказался моим братом.
Оригинальный текст (англ.)I grew up as an only child, with a single mother. Because we were poor and because I knew my father had emigrated from Syria, I imagined he looked like Omar Sharif. I hoped he would be rich and kind and would come into our lives (and our not yet furnished apartment) and help us. Later, after I'd met my father, I tried to believe he'd changed his number and left no forwarding address because he was an idealistic revolutionary, plotting a new world for the Arab people. Even as a feminist, my whole life I'd been waiting for a man to love, who could love me. For decades, I'd thought that man would be my father. When I was 25, I met that man and he was my brother.

### Отношения с женщинами
Джобсу всегда было трудно сдерживать свои чувства и эмоции, это касалось и личной жизни. Он был очень увлекающимся, и окружающие всегда знали о его увлечениях, так как Джобс не стеснялся спрашивать совета у тех, кому доверял, и любил публично демонстрировать восторг от вновь заведённого романа или тоску от разлуки. Многие считали его романтичным человеком, хотя в отношениях с женщинами он порой бывал расчётлив, эгоистичен, груб и даже жесток.

#### Крис-Энн Бреннан
Стив Джобс называет своей первой любовью Крис-Энн Бреннан — девушку-хиппи, с которой он начал встречаться весной 1972 года, перед окончанием школы. Летом Стив ушёл из родительского дома и вместе с Крис поселился в хижине, в горах над Лос-Альтосом, несмотря на возражения родителей. Крис хорошо рисовала, а Стив играл на гитаре и пытался писать стихи. Их отношения, продолжавшиеся много лет, нельзя назвать простыми. Они вместе изучали дзэн, принимали ЛСД, подрабатывали, путешествовали автостопом. Стив и Крис постоянно то расходились, и тогда Крис встречалась с другими, то снова сходились, и тогда жили вместе на ферме Фридланда: «Тот случай, когда и вместе тесно, и врозь скучно» — вспоминала позднее Бреннан. В 1976 году Крис, впечатлённая переменой, случившейся со Стивом после его возвращения из Индии, тоже отправилась туда, вместе с их общим другом Грегом Кэлхуном, но обратно они вернулись уже порознь, и Крис поселилась в доме, который на пару снимали Стив и Дэниел Коттке. Через несколько месяцев Крис забеременела. Джобс повёл себя так, будто его это не касается, и вообще ничего особенного не случилось. Он даже уговаривал Коттке не переезжать от них. В мае 1978 года Крис родила дочь Лизу Бреннан. Джобс продолжал отрицать своё отцовство, утверждая, что Бреннан встречалась не только с ним. Нанятые адвокаты уговаривали Коттке дать показания, что он никогда не видел Бреннан в постели с Джобсом, и тщательно собирали свидетельства о других её романах. Крис кричала, что Стив собирается выставить её гулящей девкой, чтобы не брать на себя ответственность, и закатывала скандалы с битьём посуды и ломанием мебели. Вместе с тем, Джобс принимал участие в судьбе дочери: уговаривал Крис не отдавать ребёнка чужим людям (как когда-то отдали его самого), помогал выбрать девочке имя и назвал этим именем новый компьютер Apple Lisa, хотя и не признавался в этом.
Через год Джобс прошёл тест на отцовство, который показал, что он является отцом ребёнка с вероятностью 94,41 %, и его обязали по суду выплачивать алименты. Но даже после этого Джобс ещё долгое время отказывался публично признавать дочь, утверждая, что стерилен, и что согласно результатам теста отцом девочки могут быть 28 % мужского населения США. Это не соответствовало действительности и звучало крайне двусмысленно. Позже Джобс признал Лизу своей дочерью, утверждая, что сделал это сразу же после теста. Джобс снял для Крис и Лизы дом в Пало-Алто, оплачивал учёбу девочки. Когда Лиза выросла, они с отцом неплохо поладили. Лиза даже жила в семье Джобса четыре года, пока училась в средней школе в Пало-Алто. В итоге Джобс признал свою неправоту: «Мне не стоило так себя вести. Тогда я не представлял себя отцом, не был к этому готов. <…> Если бы сейчас можно было все изменить, я бы, конечно, повёл себя лучше».

#### Барбара Ясински
Отстранившись от Бреннан, Джобс отчасти отстранился и от своего прежнего образа жизни. Он перестал хипповать, сделал стильную стрижку, купил дорогой костюм, смягчил диету. В завершении формирования образа успешного бизнесмена Джобс завёл роман с сотрудницей рекламного агентства Реджиса Маккены Барбарой Ясински, наполовину полькой, наполовину полинезийкой, редкой красавицей. Джобс и Ясински поселились в особняке, выстроенном в тюдорском стиле. Их отношения продлились до 1982 года, постепенно исчерпав себя.

#### Джоан Баэз
В 1982 году Джобс сошёлся со знаменитой фолк-певицей Джоан Баэз. Она была намного старше Джобса, у неё был 14-летний сын. По словам Джобса, его привлекло в Баэз, что она оказалась «умной и весёлой». Они встречались три года. Элизабет Холмс, подруга Джобса по Рид-колледжу, сказала как-то, что «Стив стал любовником Джоан Баэз в значительной мере потому, что Баэз была любовницей Боба Дилана», любимого музыканта Джобса. В неавторизованной биографии «iКона. Стив Джобс» высказано предположение, что Джобс мог бы жениться на Баэз, но её возраст на момент их знакомства (41 год) означал, что пара вряд ли могла бы иметь детей. Они остались друзьями, и позже в своих мемуарах Баэз поместила благодарность: «Стиву Джобсу — за то, что он заставил меня выучить слово „процессор“, поставив таковой у меня на кухне».

#### Дженнифер Иган
Когда отношения Джобса и Баэз уже клонились к закату, Стив познакомился со студенткой Пенсильванского университета Дженнифер Иган. Этот роман оказался непродолжительным: через год Иган дала понять Джобсу, что пока не собирается замуж, и они расстались.

#### Тина Редсе
В начале 1985 года Джобс встретил, по его словам, самую красивую женщину в своей жизни и свою первую настоящую любовь. Её звали Тина Редсе, она была хипповского склада и тоже работала в IT — компьютерным консультантом. Когда Скалли выживал Джобса из Apple, Стив сбежал в Европу с Тиной, чтобы отвлечься. Их объединяло трудное детство, сопряжённое с психологическими травмами (в частности, отец Редсе страдал психическим расстройством), оба они находились в поиске красоты и гармонии, оба ставили духовное выше мирского. По характеру они тоже были схожи: как и Стив, Тина отличалась невротичностью, чувствительностью, могла дать волю слезам. При этом она была волевой, легко пренебрегала своей необычной красотой, часто не делая макияж — и, по словам очевидцев, становилась тогда ещё красивее. Их роман был очень бурным, они были страстно влюблены. Редсе держалась с Джобсом на равных: она уходила из его дома и возвращалась к нему, когда считала нужным. Но несмотря на всю схожесть, различия были непреодолимы. Редсе была добрейшим человеком: в качестве волонтёра помогала больным и нищим, старалась наладить отношения с Лизой и даже с Крис Энн. В этом она была полной противоположностью Джобсу. Редсе была им очарована, но не могла выносить его эгоизма, пренебрежительного отношения к людям, жестокости, его пустого необставленного жилища. Философские разногласия также были очень глубоки: Стив говорил об универсальной эстетике, которую следует дать людям, Тина не воспринимала баухаус, будучи убеждённой, что эстетика может быть только индивидуальной, что люди рождаются с чувством прекрасного и нет необходимости их этому чувству учить. Их союз был обречён. В 1989 году Стив пошёл на отчаянный шаг, сделав Тине предложение. Последовал отказ и окончательный разрыв.

Я не смогла бы быть хорошей женой для легенды по имени Стив Джобс. Это было бы ужасно во всех аспектах. <…> Я не хотела его обижать, но и не могла спокойно смотреть, как он обижает других. Это было для меня слишком мучительно.
Оригинальный текст (англ.)I could not have been a good wife to ‘Steve Jobs,’ the icon. I would have sucked at it on many levels. <...> I didn’t want to hurt him, yet I didn’t want to stand by and watch him hurt other people either. It was painful and exhausting.

### Брак с Лорен Пауэлл

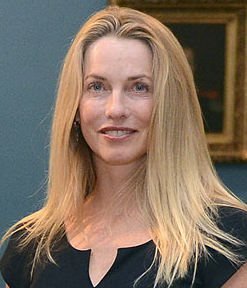
Лорен Пауэлл Джобс в 2012 году

Лорен Пауэлл стала единственной женой Стива Джобса и, по его признанию, второй женщиной, которую он «действительно любил». Лорен была младше Стива на восемь лет, работала в банке и тоже была из непростой семьи, в которой было четверо детей. Её отец был лётчиком и погиб, уводя падающий самолёт от жилых кварталов. Дальнейшая жизнь семьи с отчимом оказалась ужасной.
Знакомство Лорен с Джобсом состоялось в октябре 1989 года, по её уверениям, случайно — друзья позвали её на лекцию в Стэнфордской школе бизнеса, где Стив делал доклад. Джобс обратил внимание на красивую молодую женщину в аудитории, и она в шутку сказала, что пришла на лекцию, чтобы выиграть приз — ужин с самим Стивом Джобсом. Роман развивался стремительно, Лорен просто вскружила голову Джобсу:

Он был совершенно очарован. Он звонил мне, чтобы спросить: «Как ты думаешь, я ей нравлюсь?» Очень странно было получать такие звонки от известного человека.
Оригинальный текст (англ.)He would call me on the phone and ask, ‘What do you think, does she like me?’ Here I am in this bizarre position of having this iconic person call me.
— Кэрин Смит, подруга Лорен Пауэлл
1 января 1990 года Джобс сделал Пауэлл предложение, а потом с головой ушёл в работу и на несколько месяцев забыл о ней. В сентябре Лорен, оскорблённая невниманием Джобса, ушла от него, но уже в октябре он преподнёс ей обручальное кольцо, а ещё через два месяца они отправились в путешествие на Гавайи. По возвращении оказалось, что Лорен беременна.
18 марта 1991 года состоялась свадьба. Церемонию вёл наставник Джобса по сото-дзэн, монах Кобун Тино Отогава в отеле Ahwahnee в национальном парке Йосемити. Джобс был счастлив в браке, хотя иногда и тосковал по Тине:

Лорен как будто похожа на Тину, но при этом совершенно иная — крепкая, бронированная. Поэтому брак был удачным.
Оригинальный текст (англ.)Laurene looks a lot like Tina, but she is totally different because she is tougher and armor-plated. That’s why the marriage works.
— Энди Херцфельд
У пары в сентябре 1991 года родился сын Рид, затем дочери: Эрин — в августе 1995 года, и Ив — в 1998 году. Джобс посвящал детям немного времени, особенно дочерям. Он любил общаться с сыном, но говорил, что именно младшая Ив, бесстрашная, волевая и очень активная девочка, когда-нибудь возглавит Apple, если не станет президентом США. Рид внешне стал очень похож на отца, но при этом отличается от него хорошими манерами и мягким характером.

### Жильё
В 1982 году Джобс купил квартиру в The San Remo — доме в Нью-Йорке с политически прогрессивной репутацией, где также имели квартиры Деми Мур, Стивен Спилберг и Стив Мартин. Но из-за одержимости совершенством Джобсу так и не довелось пожить там. С помощью Джеймса Фрида из студии Бэя Юймина он долгое время вёл в этой квартире ремонт, только затем чтобы продать её почти два десятилетия спустя Боно, солисту U2.
В 1984 году Джобс купил Дом Джеклинга — особняк в испанском колониальном стиле площадью 1600 м² с 14 спальнями, спроектированный Джорджем Вашингтоном Смитом, в Вудсайде (Калифорния). Хотя, как сообщалось, он остался почти без мебели, Джобс жил в нём в течение почти десяти лет. По имеющимся данным, он держал свой старый мотоцикл BMW R60/2 в гостиной, и позволил Биллу Клинтону использовать его в 1998 году.

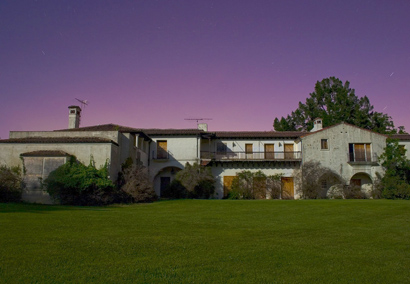
Дом Джеклинга в 2007 году

Джобс привёл Дом Джеклинга в запустение, планируя снести его и построить на его месте меньший дом; однако местные защитники памятников старины воспротивились его планам. В июне 2004 года городской совет Вудсайда дал согласие Джобсу снести особняк при условии, что он будет рекламировать собственность в течение года, для того, чтобы желающие имели возможность переместить его в другое место и восстановить. Ряд людей проявил интерес, но никаких соглашений на этот счёт не было достигнуто. Позднее в том же году группа местных защитников начала искать правовые меры для предотвращения сноса. В январе 2007 года Джобс был лишён права на снос собственности по решению суда. Однако решение было отменено в апелляционной инстанции в марте 2010 года, и особняк был снесён в начале февраля 2011 года. Джобс умер, ничего не успев построить на его месте, и теперь оно пустует.
Джобс со своей семьёй жил в доме в привилегированном районе Старого Пало-Алто. По соседству находятся дома Джона Доэрра, Ларри Пейджа, Марка Цукерберга, Энди Херцфельда, Джоанны Хоффман, Баррелла Смита. Двухэтажный дом Джобсов из красного кирпича, похожий на котсуолдский, но с двориком в колониальном стиле, был выстроен в 1930-х годах местным архитектором Джоном Карром. Джобсы немного перестроили его под нужды семьи. Покупка мебели и бытовой техники стала настоящим испытанием на много месяцев, так как Стив, по своему обыкновению, стремился сделать единственный безупречный выбор. В целом дом выглядит довольно непритязательно, особенно в качестве жилища миллиардера, и не выделяется среди прочих. Президент Клинтон обедал в нём с Джобсом и 14 CEO Кремниевой долины 7 августа 1996 года.

### Проблемы со здоровьем
Помнить о смерти — лучший из известных мне способов избежать западни, в которую вас загоняет мысль, будто вам есть, что терять. Ты уже голый. Нет никаких причин не следовать зову своего сердца.
Оригинальный текст (англ.)Remembering that you are going to die is the best way I know to avoid the trap of thinking you have something to lose. You are already naked. There is no reason not to follow your heart.
— из речи Стива Джобса перед выпускниками Стэнфордского университета, 2005
В октябре 2003 года у Джобса был диагностирован рак поджелудочной железы. В середине 2004 года он объявил сотрудникам Apple о болезни. Прогноз развития этой формы рака, как правило, крайне неблагоприятен, однако у Джобса оказался очень редкий, поддающийся оперативному лечению тип заболевания, известный как нейроэндокринная опухоль островковой клетки. Джобс в течение девяти месяцев отказывался пройти операцию, так как не хотел, чтобы его тело вскрывали, о чём позже сожалел. Он пытался препятствовать болезни средствами нетрадиционной медицины: пробовал растительную диету, иглоукалывание, траволечение, даже обращался к медиуму. В июле 2004 года Джобс согласился на операцию панкреатодуоденэктомии («операция Уиппла»), в ходе которой опухоль была успешно удалена, но в то же время были выявлены метастазы в печени. Джобс объявил, что излечился от рака, а сам втайне начал проходить химиотерапию. Врачам удалось частично секвенировать геном рака, была назначена таргетная терапия. Во время отсутствия Джобса компанией управлял Тим Кук — руководитель по международным продажам и операциям Apple.
Следующие три года выдались очень нервными для Apple и её акционеров. Здоровье Джобса постепенно ухудшалось, он страшно исхудал, но продолжал проводить презентации, пока о его внешнем виде не стали говорить больше, чем о представляемой продукции. Джобс не раскрывал всей правды о состоянии своего здоровья, выдавая желаемое за действительное: речь шла то о «простой вирусной инфекции», то о «гормональном дисбалансе». В реальности дела обстояли значительно хуже: рак метастазировал, из-за обезболивающих и иммунодепрессантов у Джобса практически не было аппетита, он был подвержен частым депрессиям, от которых не хотел лечиться. Обнадёживающие сообщения о его состоянии звучали совсем неубедительно, и акции Apple непрерывно снижались.
28 августа 2008 года агентство Bloomberg в своей корпоративной службе новостей по ошибке опубликовало заготовленный заранее некролог Джобса. Хотя ошибка была быстро исправлена, многие новостные издания и блоги сообщили о ней, усилив слухи о здоровье Джобса. Джобс ответил на выступлении Let’s Rock в сентябре 2008 года, процитировав Марка Твена: «Слухи о моей смерти сильно преувеличены». В последующем мероприятии для СМИ Джобс завершил свою презентацию слайдом, на котором было написано «110/70», указывая на своё артериальное давление, заявив, что не будет отвечать на вопросы о своём здоровье.
Наконец, в январе 2009 года Джобс публично признал проблему и ушёл в отпуск, вновь передав дела Тиму Куку. В апреле Джобс перенёс операцию по трансплантации печени в Методистской университетской клинике Мемфиса. Прогноз для Джобса был «отличным», и в начале 2010 года он вернулся к работе.
17 января 2011 года было объявлено, что главе Apple снова предоставлен медицинский отпуск. Джобс сообщил об этом в письме сотрудникам, пояснив, что принял решение, «чтобы сосредоточиться на своём здоровье». Как и в прошлый раз, было объявлено, что Тим Кук будет управлять ежедневными операциями, а Джобс продолжит принимать участие в основных стратегических решениях. Тем не менее, 2 марта Джобс выступил на запуске iPad 2, 6 июня представил iCloud на Worldwide Developers Conference, а на следующий день выступил перед городским советом Купертино.
24 августа 2011 года Джобс объявил об уходе с поста CEO Apple. «К сожалению, этот день пришёл», — написал Джобс, имея в виду, что «не может больше исполнять свои обязанности и отвечать ожиданиям в качестве CEO Apple». Джобс стал председателем совета директоров и назвал Тима Кука своим преемником. Джобс продолжал участвовать в делах Apple, консультируя Тима Кука, до последнего дня своей жизни.

## Смерть

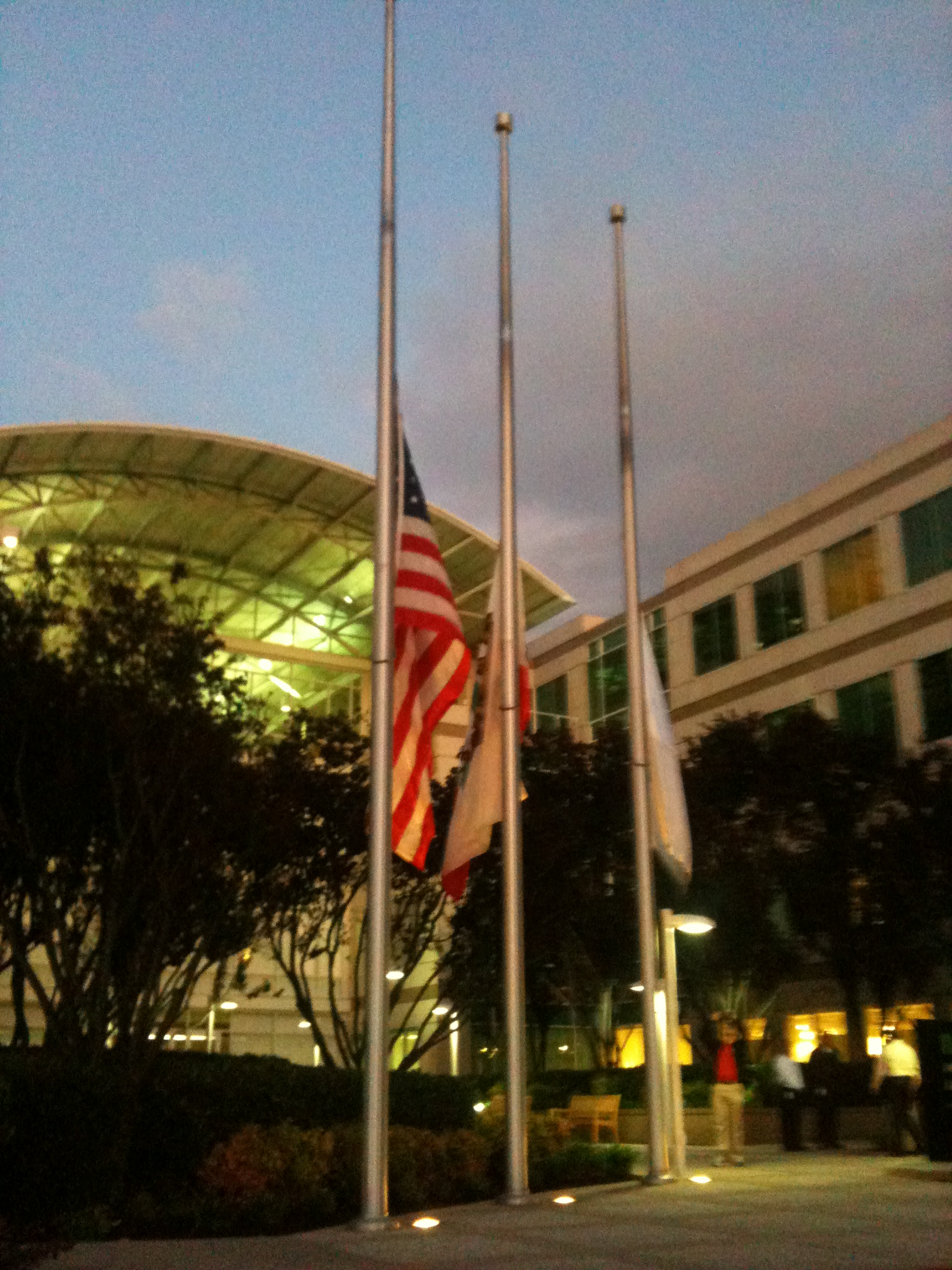
Приспущенные флаги в штаб-квартире Apple в Купертино вечером после смерти Стива Джобса

Стив Джобс умер примерно в 3 часа дня 5 октября 2011 года в своём доме в Калифорнии из-за осложнений, приведших к остановке дыхания. Он умер в окружении близких: жены, детей и сестры. По словам доктора Рамзи Амира, его первоначальный выбор альтернативного лечения «привёл к неоправданно ранней смерти».
По словам родных, Джобс «скончался мирно», а его последними словами, сказанными за несколько часов до смерти, были:

Ух ты! Ух ты! Ух ты!Оригинальный текст (англ.)Oh wow. Oh wow. Oh wow.
Компании Apple и Microsoft приспустили флаги в своих штаб-квартирах и кампусах. Боб Айгер дал указание с 6 по 12 октября приспустить флаги во всех объектах Disney, в том числе в Диснейуорлде и Диснейленде.
В заявлении Apple было сказано:

С глубокой скорбью сообщаем, что сегодня умер Стив Джобс.
Блеск Стива, его страсть и энергия были источником бесчисленных инноваций, которые обогатили и улучшили нашу жизнь. Мир стал неизмеримо лучше благодаря Стиву.
Оригинальный текст (англ.)We are deeply saddened to announce that Steve Jobs passed away today.

Steve's brilliance, passion and energy were the source of countless innovations that enrich and improve all of our lives. The world is immeasurably better because of Steve.

В течение двух недель после его смерти корпоративный сайт Apple показывал простую страницу с именем и годами жизни Джобса рядом с его чёрно-белым портретом. При нажатии на изображение показывался некролог:

Apple потерял провидца и творческого гения, а мир потерял величайшего человека. Те из нас, кому посчастливилось знать Стива лично и работать рядом с ним, утратили близкого друга и наставника. Стив оставил после себя компанию, которую мог создать только он, и его дух всегда будет главной основой Apple.Оригинальный текст (англ.)Apple has lost a visionary and creative genius, and the world has lost an amazing human being. Those of us who have been fortunate enough to know and work with Steve have lost a dear friend and an inspiring mentor. Steve leaves behind a company that only he could have built, and his spirit will forever be the foundation of Apple.
На опубликованный адрес электронной почты для воспоминаний, соболезнований и размышлений пришло более миллиона сообщений, которые теперь отображаются на мемориальной странице Стива Джобса.
Pixar тоже посвятил свой сайт Джобсу — опубликовав его фотографию с Джоном Лассетером и Эдвином Катмуллом и следующий текст:

Стив был выдающимся провидцем, нашим дорогим другом и нашей путеводной звездой семьи Pixar. Он увидел потенциал Pixar раньше всех нас и шире, чем кто-либо мог себе представить. Стив поставил на нас и поверил в нашу сумасшедшую мечту создавать компьютерные анимационные фильмы; он всегда говорил «сделать это замечательно». Он стал причиной того, чем оказался Pixar, и его сила, честность и любовь к жизни сделали нас всех лучше. Он всегда будет частью ДНК Pixar.Оригинальный текст (англ.)Steve was an extraordinary visionary, our very dear friend, and our guiding light of the Pixar family. He saw the potential of what Pixar could be before the rest of us, and beyond what anyone ever imagined. Steve took a chance on us and believed in our crazy dream of making computer animated films; the one thing he always said was to 'make it great.' He is why Pixar turned out the way we did and his strength, integrity, and love of life has made us all better people. He will forever be part of Pixar's DNA.
Небольшие частные похороны состоялись 7 октября 2011 года на кладбище Альта-Меса — единственном неконфессиональном кладбище в Пало-Алто, информация о них не раскрывалась.
Губернатор Калифорнии Джерри Браун объявил воскресенье 16 октября 2011 года Днём Стива Джобса. В этот день состоялась закрытая служба в Стэнфордском университете. Присутствовали руководители Apple и других технологических компаний, представители СМИ, знаменитости, близкие друзья Джобса и политики, а также семья Джобса. Церемонию, которая длилась более часа, провели Боно, Йо-Йо Ма и Джоан Баэз.
Закрытая панихида для сотрудников Apple состоялась 19 октября в кампусе Apple в Купертино. Присутствовали Тим Кук, Билл Кэмпбелл, Нора Джонс, Альберт Гор и Coldplay, а также вдова Джобса, Лорен. Некоторые розничные магазины Apple были ненадолго закрыты, чтобы сотрудники могли посетить церемонию.

### Освещение в СМИ
Смерть Стива Джобса стала главной темой в ABC, CBS и NBC. Многочисленные газеты по всему миру на следующий день сообщили о смерти на своих первых страницах. Ряд известных людей, включая президента США Барака Обаму, премьер-министра Великобритании Дэвида Кэмерона, основателя Microsoft Билла Гейтса и руководителя The Walt Disney Company Боба Айгера, прокомментировали смерть Джобса. Wired News собирал комментарии и публиковал их на главной странице. Соболезнования выразили многие друзья и коллеги Джобса, в частности Стив Возняк и Джордж Лукас. Телеканал Adult Swim выпустил в эфир 15-секундный ролик с выцветающим словом «привет», затем меняющимся на «прощай».
Журнал Time посвятил Джобсу номер от 8 октября 2011 года. На его обложке была помещена фотография Джобса авторства Нормана Сиффа, на которой он сидит в позе лотоса и держит первый компьютер Macintosh, впервые опубликованная в Rolling Stone, в январе 1984 года. Джобс оказался на обложке Time в восьмой раз. В этом выпуске были фотоэссе Дианы Уокер, ретроспектива Apple Гарри Маккракена и Льва Гроссмана и шестистраничная статья Уолтера Айзексона, в качестве анонса написанной им биографии «Стив Джобс».
Bloomberg Businessweek выпустил посвящённый Джобсу номер без рекламы, в который включил обширные статьи Стива Джурветсона, Джона Скалли, Шона Уайзли, Уильяма Гибсона и Уолтера Айзексона. На обложку была помещена чёрно-белая фотография Стива Джобса с его именем и годами жизни.

## Награды и общественное признание

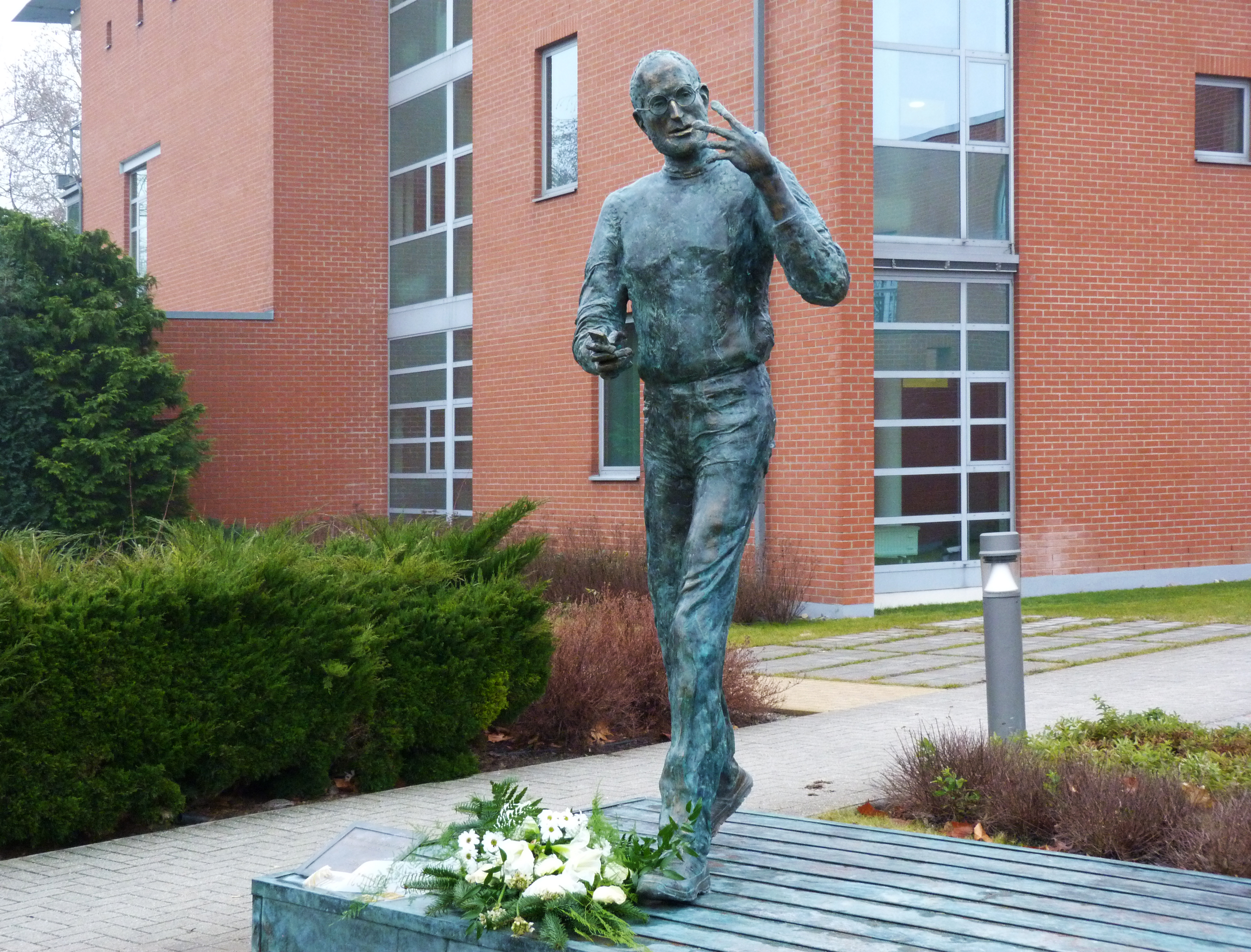
Статуя Джобса в парке Graphisoft в Будапеште

После основания компании Apple Джобс стал символом своей компании и отрасли. Когда Time в 1982 году назвал компьютер «машиной года», журнал опубликовал большую статью о Джобсе как о «самом известном маэстро микро».
В 1985 году президент Рональд Рейган наградил Джобса и Стива Возняка Национальной медалью в области технологий, и они стали одними из первых, кто получил эту награду. В 1987 году Джобс получил премию Джефферсона за государственную службу в категории «лучшая государственная служба лица 35 лет или младше». В 1988 году журнал «Изобретатель и рационализатор» признал Стива Джобса и Стива Возняка лауреатами конкурса «Техника — колесница прогресса». В декабре 2007 года губернатор Калифорнии Арнольд Шварценеггер и его супруга Мария Шрайвер ввели Джобса в Зал славы Калифорнии.
В 1989 году журнал Inc. назвал Джобса предпринимателем десятилетия. В ноябре 2007 года журнал Fortune назвал Джобса самым влиятельным человеком в бизнесе. В августе 2009 года по результатам опроса Junior Achievement Джобс был назван предпринимателем, наиболее почитаемым среди подростков. В ноябре 2009 года Fortune назвал Джобса «CEO десятилетия». В марте 2012 года Fortune назвал Стива Джобса «величайшим предпринимателем нашего времени», охарактеризовав его как «блестящего, визионерского, вдохновляющего» и назвав его «квинтэссенцией предпринимателя нашего поколения».
В ноябре 2010 года Джобс занял 17-е место в списке самых влиятельных людей мира, составленном журналом Forbes. В декабре 2010 года Financial Times назвал Джобса человеком года, закончив посвящённую ему статью словами: «В своей автобиографии Джон Скалли, бывший руководитель PepsiCo, который когда-то управлял Apple, заявил следующее об амбициях человека, которого выгнал: „Предполагалось, что Apple станет производителем прекрасных потребительских товаров. Это была совершенно безумная идея. Из хай-тека нельзя было сделать товары широкого потребления“». «Вот как можно ошибаться», — заключает автор статьи в Financial Times.
В декабре 2011 года компания Graphisoft представила в Будапеште первую в мире бронзовую статую Стива Джобса, назвав его одним из величайших деятелей современности. В феврале 2012 года Джобс был посмертно награждён премией Grammy Trustees Award, присуждаемой тем, кто повлиял на музыкальную индустрию в областях, не связанных с выступлениями. Джобсу были посвящены фильм Disney «Джон Картер» и мультфильм Pixar «Храбрая сердцем».
В июле 2022 года Джобс был посмертно награждён Президентской медалью Свободы, высшей наградой США для гражданских лиц, за неоценимый вклад в развитие музыкальной, кинематографической и компьютерной индустрий.
В первую годовщину со дня смерти Джобса в Одессе была открыта скульптурная композиция «Спасибо, Стив!». 330-килограммовая композиция представляет собой почти двухметровую ладонь (Стива Джобса), изготовленную из металлического лома.
После отставки и особенно после смерти Стива Джобса его часто описывали как визионера, пионера и гения в областях бизнеса, инноваций и дизайна продуктов. Комментаторы сходились во мнении, что Джобс глубоко изменил лицо современного мира и что его смерть стала большой потерей для всех. The Independent утверждает, что Джобс, будучи «образцом для всех руководителей», совершил революцию не менее чем в шести индустриях: персональные компьютеры, мобильные телефоны, музыкальная дистрибуция, производство анимационных фильмов, электронные книги, интернет-планшеты. Джобса ставили в один ряд с такими деятелями прошлого, как Томас Эдисон и Генри Форд.

## Критика
Личные качества Джобса подвергались критике особенно часто. Будучи перфекционистом, Джобс всегда стремился к универсальному, единственно возможному, по его мнению, совершенству и неиндивидуализированной красоте и простоте. Ему требовался полный контроль над любой ситуацией, и в стремлении получить его Джобс был эгоистичен до бессердечия. «Он человек просветлённый, но при этом на удивление жестокий. Странное сочетание» — говорила о нём Крис Энн Бреннан. «Единственный вопрос, на который я действительно хотел бы услышать ответ Стива: почему ты бываешь таким злым? — недоумевал Энди Херцфельд, обвиняя к тому же Джобса в неверности. — Стив и верность — понятия несовместимые… Он бросает всех, кто когда-то был ему близок».
Политика Apple в годы, когда корпорацию возглавлял Джобс, всегда была его политикой, продолжением его представлений о том, как следует вести бизнес, а в конечном счёте — отражением его личных качеств. Пионер свободного программного обеспечения Ричард Столлман отметил, что Apple жёстко контролирует потребительские компьютеры и портативные устройства, в том числе ограничивая прессу:

Умер Стив Джобс, пионер компьютера как разукрашенной тюрьмы, придуманной с целью отнять у глупцов свободу.
Оригинальный текст (англ.)Steve Jobs, the pioneer of the computer as a jail made cool, designed to sever fools from their freedom, has died.

Малкольм Гладуэлл заявил в The New Yorker, что «интуиция Джобса была в редактировании, а не в изобретательности. Его даром было брать то, что было перед ним — планшет со стилусом — и беспощадно это перерабатывать».

## В культуре

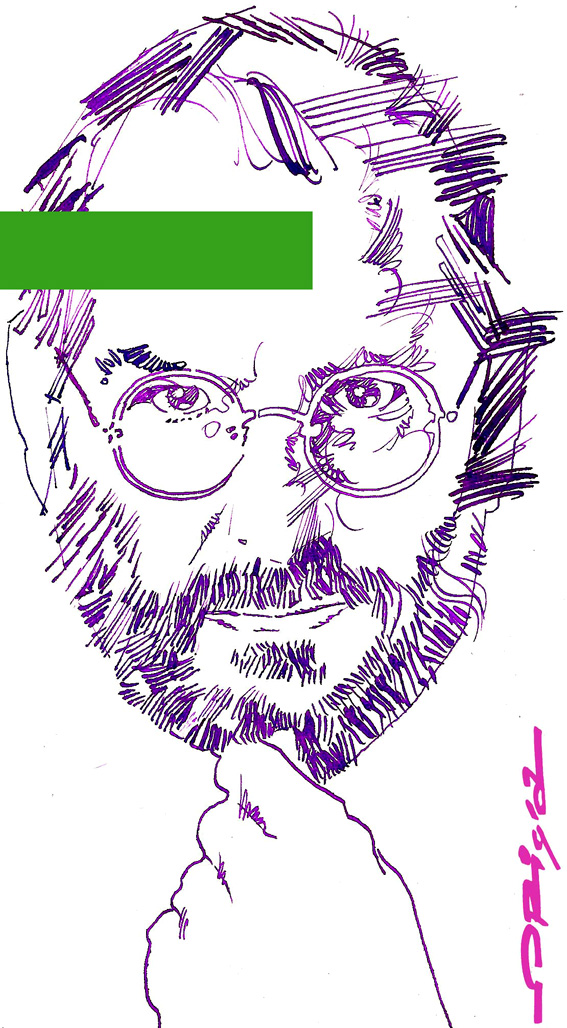
Портрет Стива Джобса авторства итальянского художника Грациано Ориги

### Книги
- «Маленькое королевство» (1984) Майкла Морица — об основании Apple Computer.
- «Второе пришествие Стива Джобса» (2001) Алана Дойчмана.
- «iКона. Стив Джобс» (2005) Джеффри Янга и Вильяма Саймона.
- iWoz (2006) Стива Возняка, сооснователя Apple. Это автобиография Возняка, но она охватывает большую часть жизни Джобса и работу в Apple.
- «iПрезентация. Уроки убеждения от лидера Apple Стива Джобса» (2010) Кармина Галло.
- «Стив Джобс» (2011), авторизованная биография, написанная Уолтером Айзексоном.
- «Стив Джобс. Уроки лидерства» (2011), Джей Эллиот, Уильям Саймон. Книга об уникальном стиле управления Стива Джобса.
- «Правила Джобса» (2011) Кармина Галло.
- «Внутри Apple» (2012) Адама Лашински. Рассказывает о секретных системах, тактиках и лидерских стратегиях, позволивших работать Стиву Джобсу и его компании.
- «Стив Джобс. Человек, который думал иначе» (2012) Карен Блюменталь. Подробная биография Стива Джобса.

### Документальные фильмы
- «Машина, которая изменила мир» (1992) — в третьей серии этого пятисерийного фильма, «Компьютер в мягкой обложке», рассказывается о Джобсе и его роли в первые дни Apple.
- «Стив Джобс. Потерянное интервью» (2012) — интервью Стива Джобса телеведущему Роберту Крингли в 1995 году[369].
- «iГений: Как Стив Джобс изменил мир» (2011) — документальный фильм на Discovery с Адамом Сэвиджем и Джейми Хайнеманом[370].
- «Стив Джобс: Одна последняя вещь» (2011) — документальный фильм на PBS, выпущенный Pioneer Productions[371][372].
- «Стив Джобс: Хиппи на миллиард долларов» (2011) — документальный фильм BBC[373].
- «Стив Джобс: Человек в машине» (2015) — документальный фильм Алекса Гибни о частной жизни Стива Джобса.

### Художественные фильмы
- «Пираты Силиконовой долины» (1999) — фильм TNT о создании первого персонального компьютера на фоне конкуренции Apple и Microsoft с начала 1970-х до 1985 года. Роль Джобса исполнил Ноа Уайли[374].
- «Джобс: Империя соблазна» (2013) — независимый фильм Джошуа Майкла Стерна. Роль Джобса исполнил Эштон Кутчер. Фильм сосредотачивается на аспекте превращения Стива Джобса из своенравного хиппи в соучредителя одной из самых прогрессивных компаний в мире[375].
- «Стив Джобс» (2015) — экранизация Universal Studios (первоначально эту экранизацию приобрела студия Sony) написанной Уолтером Айзексоном биографии Джобса. Режиссёром фильма выступил Дэнни Бойл. Сценаристом Аарон Соркин[376]. Роль Джобса исполнил Майкл Фассбендер.

### Театр
- «Агония и экстаз Стива Джобса» (2012) — постановка в нью-йоркском Публичном театре с Майком Дэйзи[377].